# Список дневных бабочек России

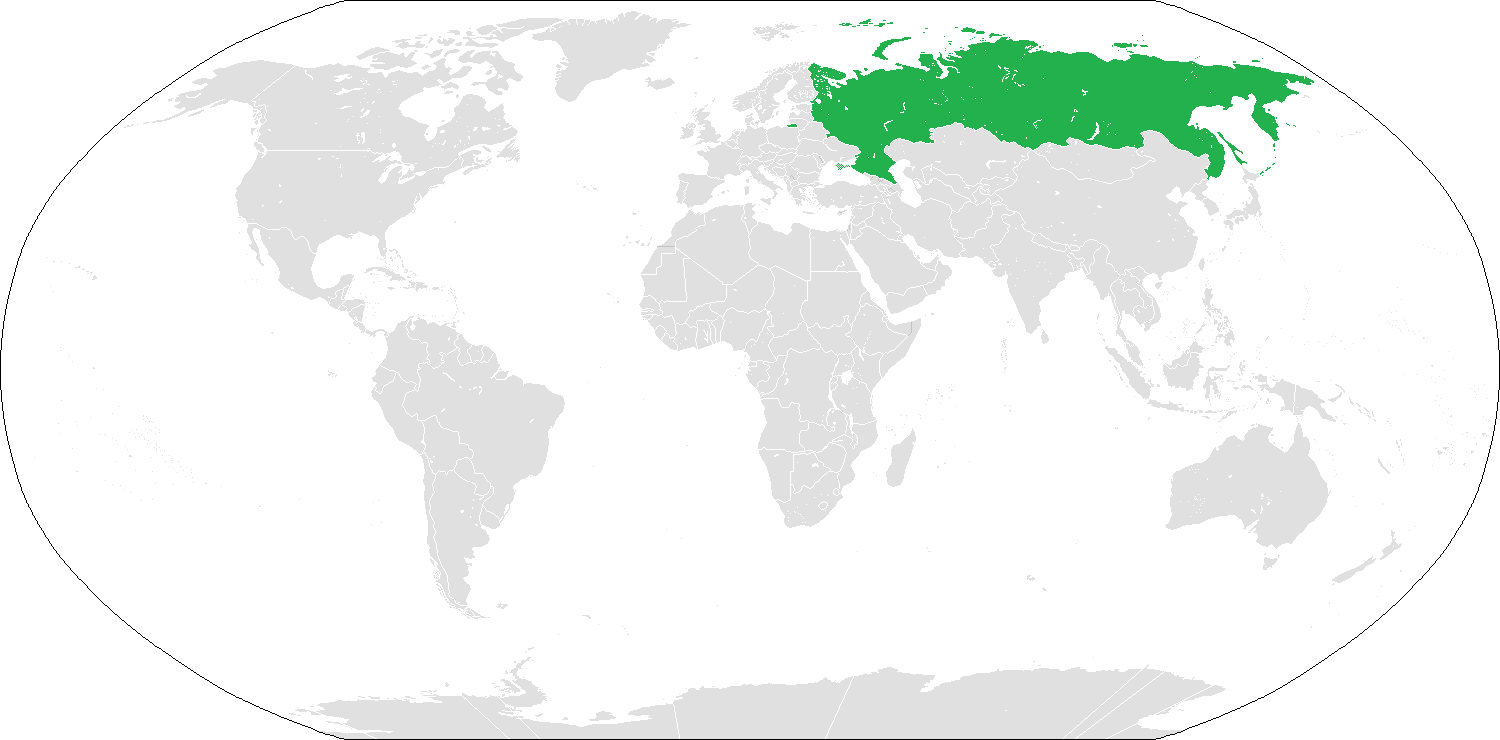
Россия на карте мира

Список дневных бабочек России — список видов булавоусых чешуекрылых (Papilionoformes), которые были зарегистрированы на территории России.
Булавоусые чешуекрылые, или дневные бабочки (Papilionoformes) объединяют надсемейства Hesperioidea и Papilionoidea. От других представителей отряда чешуекрылых (Lepidoptera) они отличаются булавовидными усиками, яркой окраской и рисунком на крыльях у большинства видов, отсутствием простых глазков на голове, отсутствием сцепочного аппарата между передними и задними крыльями, уменьшением общего количества жилок на крыльях; в позе покоя они поднимают крылья вверх и активны в дневное время суток.

## Список видов
Данный список объединяет таксоны видового и подвидового уровня, которые были зарегистрированы на территории России и приводились для неё исследователями в литературных публикациях. Список состоит из русских названий, биноменов (двухсловных названий, состоящих из сочетания имени рода и имени вида) и указанных с ними имени учёного, впервые описавшего данный таксон, и года, в котором это произошло. Также приводится русское название, если таковое имеется. Семейства в списке расположены в систематическом порядке. Для некоторых видов приводятся замечания по систематике либо нахождению на территории страны.
** Отмечены виды, зарегистрированные в России только на территории Крымского полуострова.

## Толстоголовки (Hesperiidae)

### Coeliadinae
Bibasis
- Bibasis aquilina (Speyer, 1879) — Бибазис орлиная

### Pyrginae
Carcharodus

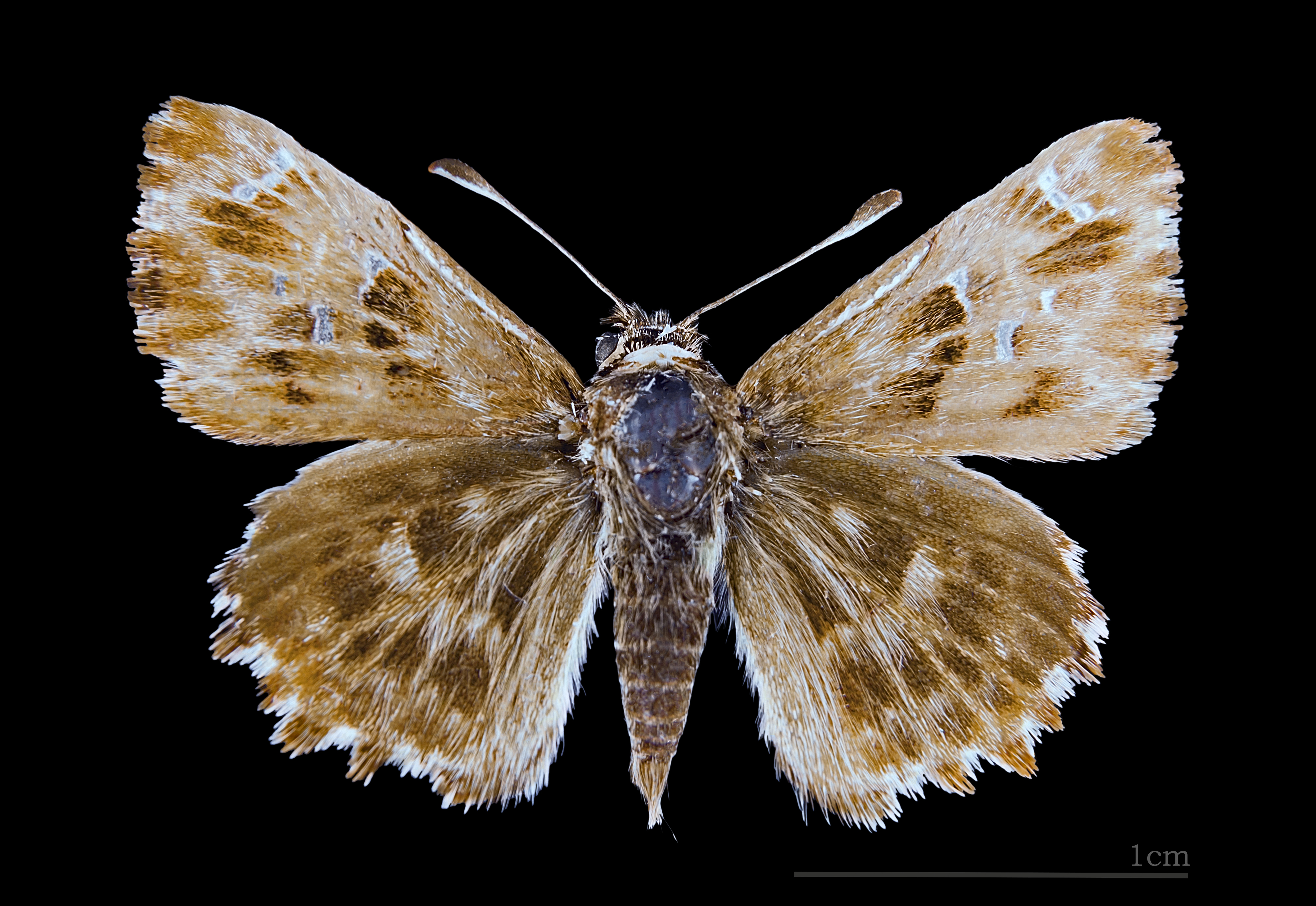
Толстоголовка алтейная

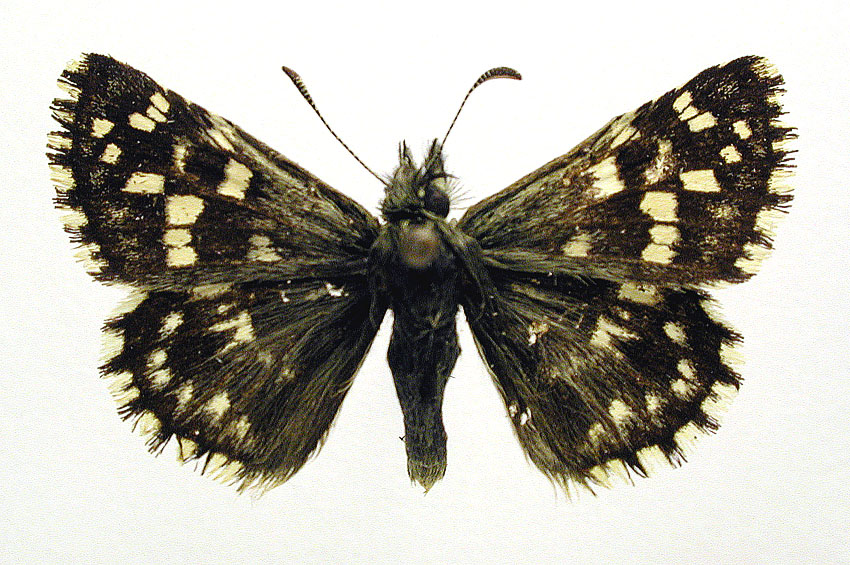
Толстоголовка мальвовая

- Carcharodus alceae (Esper, [1780]) — Толстоголовка альцея
- Carcharodus flocciferus (Zeller, 1847) — Толстоголовка кистеносная
- Carcharodus lavatherae (Esper, [1783]) — Толстоголовка чистецовая
- Carcharodus orientalis Reverdin, 1913 — Толстоголовка восточная

- Carcharodus orientalis orientalis Reverdin, 1913
- Carcharodus orientalis teberdinus Devyatkin, 1990

Daimio
- Daimio tethys (Ménétriès, 1857) — Толстоголовка Тефида

Erynnis
- Erynnis montanus (Bremer, 1861) — Толстоголовка горная
- Erynnis popoviana (Nordmann, 1851) — Толстоголовка Попова
- Erynnis tages (Linnaeus, 1758) — Толстоголовка тагес

Lobocla
- Lobocla bifasciata (Bremer & Grey, 1853) — Толстоголовка двухполосая

Muschampia
- Muschampia cribrellum (Eversmann, 1841) — Толстоголовка решётчатая

- Muschampia cribrellum cribrellum (Eversmann, 1841)
- Muschampia cribrellum obscurior (Staudinger, 1892)
- Muschampia cribrellum heilong (Streltzov & Dubatolov, 1997)

- Muschampia gigas (Bremer, 1864) — Толстоголовка большая
- Muschampia protheon (Rambur, 1858) — Толстоголовка протеон (иногда рассматривается как подвид Muschampia tessellum)
- Muschampia proto (Ochsenheimer, 1808) — Толстоголовка прото
- Muschampia tessellum (Hübner, [1803]) — Толстоголовка мозаичная

- Muschampia tessellum dilutior (Rühl, 1895)
- Muschampia tessellum nigricans (Mabille, 1909)
- Muschampia tessellum tessellum (Hübner, [1803])

Pyrgus
- Pyrgus alveus (Нübnеr, [1803]) — Толстоголовка альвеус

- Pyrgus alveus alveus (Нübnеr, [1803])
- Pyrgus alveus caucasicus Picard, 1949

- Pyrgus andromedae (Wallengren, 1853) — Толстоголовка альпийская
- Pyrgus armoricanus Oberthür, 1910) — Толстоголовка арморикская

- Pyrgus armoricanus armoricanus Oberthür, 1910)
- Pyrgus armoricanus persicus (Reverdin, 1913)

- Pyrgus cacaliae  (Rambur, [1839])
- Pyrgus carthami Hübner, [1813]) — Толстоголовка сафлоровая
- Pyrgus centaureae (Rambur, [1839]) — Толстоголовка северная

- Pyrgus centaureae centaureae (Rambur, [1839])
- Pyrgus centaureae kurenzovi Korshunov, 1995
- Pyrgus centaureae dzekh Gorbunov, 2007

- Pyrgus chapmani (Warren, 1926) - Толстоголовка Чапмэна
- Pyrgus cinarae (Rambur, [1839]) — Толстоголовка цинара
- Pyrgus jupei (Alberti, 1967) — Толстоголовка юпе
- Pyrgus maculatus (Bremer & Grey, 1853) — Толстоголовка пятнистая
- Pyrgus malvae (Linnaeus, 1758) — Толстоголовка мальвовая

- Pyrgus malvae kauffmanni Alberti, 1955
- Pyrgus malvae malvae (Linnaeus, 1758)

- Pyrgus melotis (Duponchel, [1834]) — Толстоголовка мелотида
- Pyrgus schansiensis (Reverdin, 1915) — Толстоголовка китайская
- Pyrgus serratulae (Rambur, [1839]) — Толстоголовка зубчатая

- Pyrgus serratulae grisescens (Alberti, 1969)
- Pyrgus serratulae serratulae (Rambur, [1839])

- Pyrgus sibirica (Reverdin, 1911) — Толстоголовка сибирская
- Pyrgus sidae (Esper, [1784]) — Толстоголовка сида
- Pyrgus speyeri (Staudinger, 1887) — Толстоголовка Шпeйера

Satarupa
- Satarupa nymphalis (Speyer, 1879) — Толстоголовка большая пёстрая

Spialia
- Spialia orbifer (Hübner, [1823]) — Толстоголовка круглопятнистая

- Spialia orbifer orbifer (Hübner, [1823])
- Spialia orbifer pseudolugens Gorbunov, 1995

- Spialia phlomidis (Herrich-Schäffer, [1845])) — Толстоголовка шлемница

### Hesperiinae
Aeromachus

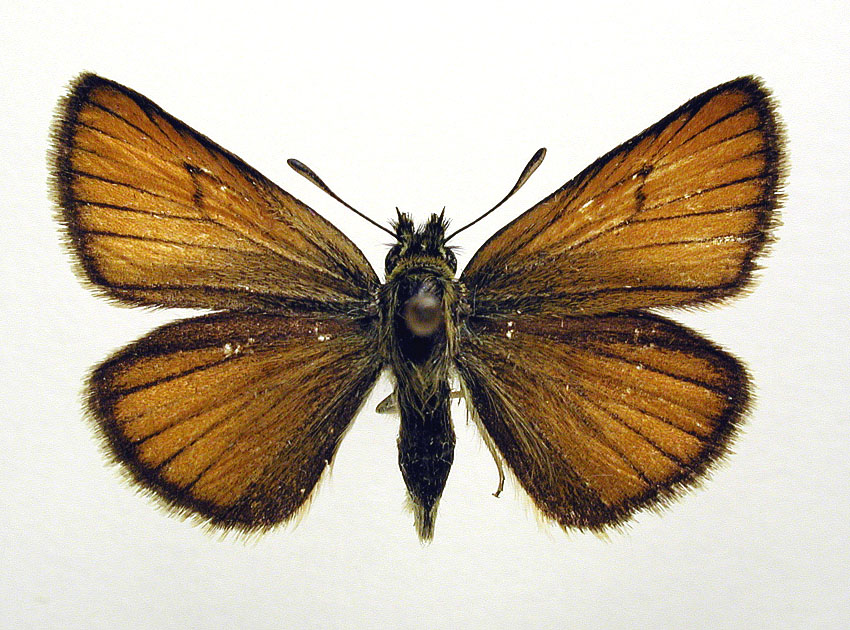
Толстоголовка тире

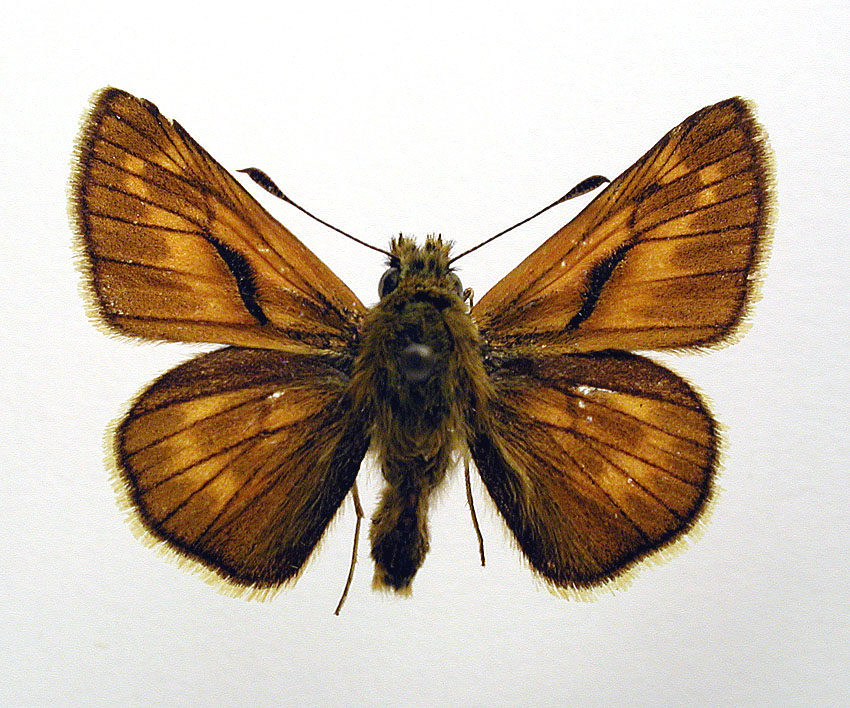
Толстоголовка-лесовик

- Aeromachus inachus (Ménétriès, 1859) — Толстоголовка инах

Carterocephalus
- Carterocephalus argyrostigma (Eversmann, 1851) — Толстоголовка серебристо-пятнистая
- Carterocephalus dieckmanni Graeser, 1888 — Толстоголовка Дикманна
- Carterocephalus palaemon (Pallas, 1771) — Толстоголовка палемон

- Carterocephalus palaemon albiguttata Christoph, 1893
- Carterocephalus palaemon palaemon (Pallas, 1771)

- Carterocephalus silvicola (Meigen, 1829) — Крепкоголовка лесная

Gegenes
- Gegenes nostrodamus (Fabricius, 1793) — Толстоголовка Ностродам

Hesperia
- Hesperia comma (Linnaeus, 1758) — Толстоголовка запятая
- Hesperia florinda (Butler, 1878) — Толстоголовка флоринда. ДНК-анализ не показал видовую самостоятельность H. florinda, в отличие от целого ряда североамериканских видов, которые по внешности слабее отличаются от H. comma.

- Hesperia comma rozhkovi (Kurentzov, 1970)
- Hesperia comma repugnans (Staudinger, 1892)

Heteropterus
- Heteropterus morpheus (Pallas, 1771) — Толстоголовка морфей

Leptalina
- Leptalina unicolor (Bremer & Grey, 1853) — Толстоголовка одноцветная

Ochlodes
- Ochlodes subhyalina (Bremer & Grey, 1853) — Толстоголовка стекловидная
- Ochlodes sylvanus (Esper, 1777) — Толстоголовка-лесовик

- Ochlodes sylvanus parvus Kurentzov, 1970
- Ochlodes sylvanus similis Leech, 1893
- Ochlodes sylvanus sylvanus (Esper, 1777)

- Ochlodes venatus (Bremer & Grey, 1853) — Толстоголовка приморская

Parnara
- Parnara guttata (Bremer & Grey, 1853) — Толстоголовка светлопятнистая Вид известен с континентальной территории России по единственному экземпляру из Хабаровска; но и А.И. Куренцов отмечал наличие данного вида на юге Приморья, что правдоподобно. На континентальную территорию России залетает из Китая. Неоднократно залётные экземпляры отмечались осенью на острове Кунашир (Курильские острова), куда вид залетает из Японии.

Pelopidas
- Pelopidas jansonis (Murray, 1875) Старое указание для "Амура" (Evans 1949), впоследствии находками в бассейне реки Амур не подтвердилось. Достоверно найден единственный раз в Хасанском районе на юге Приморского края.

Polytremis
- Polytremis pellucida (Murray, 1875) — Толстоголовка ажурная
- Polytremis zina (Evans, 1932) — Толстоголовка зина

Potanthus
- Potanthus flava (Murray, 1875)

Thoressa
- Thoressa varia (Murray, 1875) — Толстоголовка пёстрая

Thymelicus
- Thymelicus acteon (Rottemburg, 1775) — Толстоголовка актеон. На территории России достоверных находок вида нет (хотя вид приводился для Саратовской области, Башкортостана и Воронежской области). Присутствие этого вида на территории России крайне маловероятно, так как основной ареал находится в Центральной Европе, в том числе в Венгрии.
- Thymelicus hyrax (Lederer, 1861) — Толстоголовка иракская
- Thymelicus leonina (Butler, 1878) Вид известен только по старым литературным указаниями для юга Приморского края
- Thymelicus lineola (Ochsenheimer, 1808) — Толстоголовка тире
- Thymelicus sylvatica (Bremer, 1861) -— Толстоголовка лесная амурская
- Thymelicus sylvestris (Poda, 1761) — Толстоголовка лесная
- Thymelicus ochracea (Bremer, 1861) — Толстоголовка охристая

## Парусники (Papilionidae)

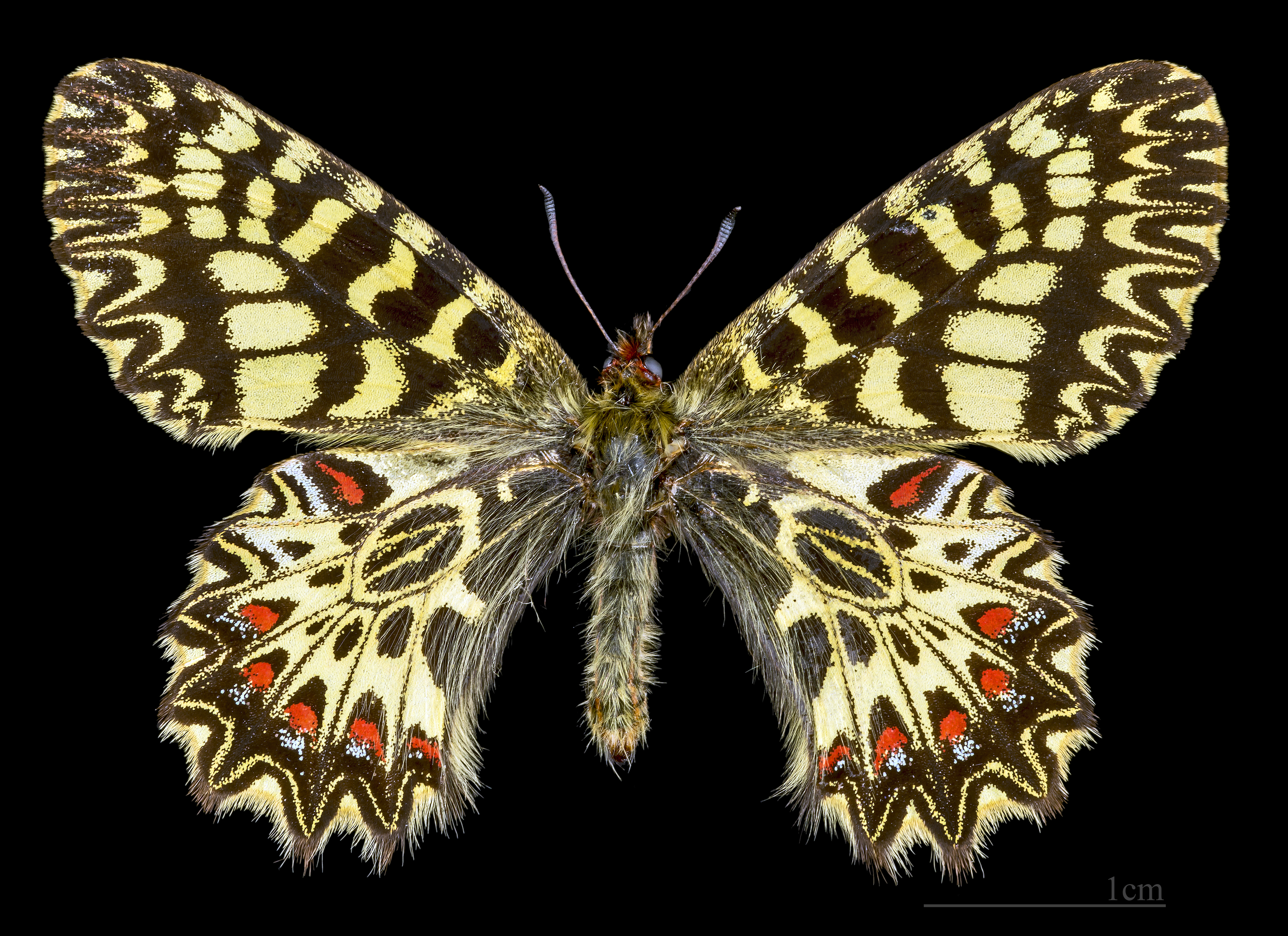
Поликсена

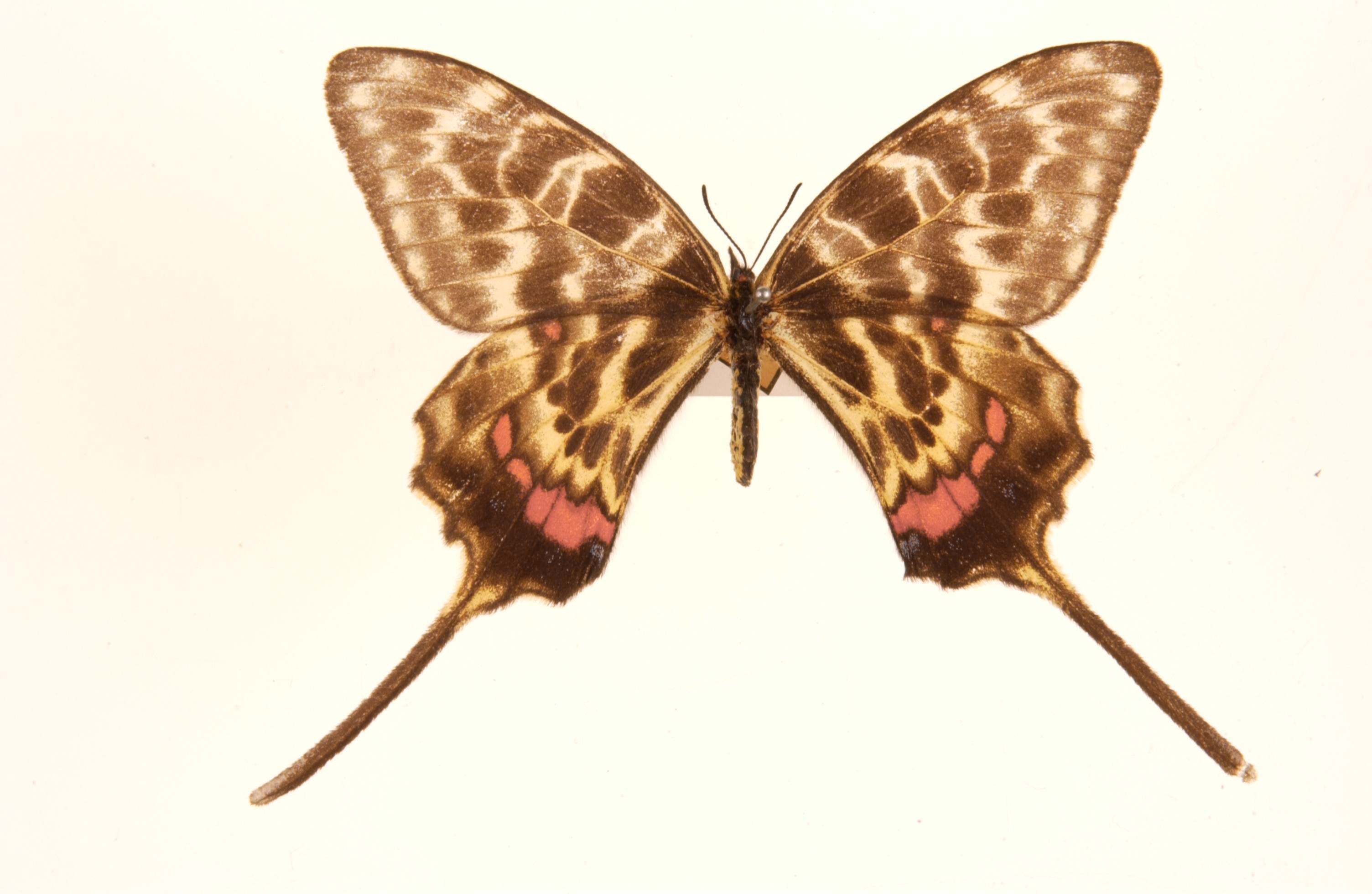
Серицин Монтела

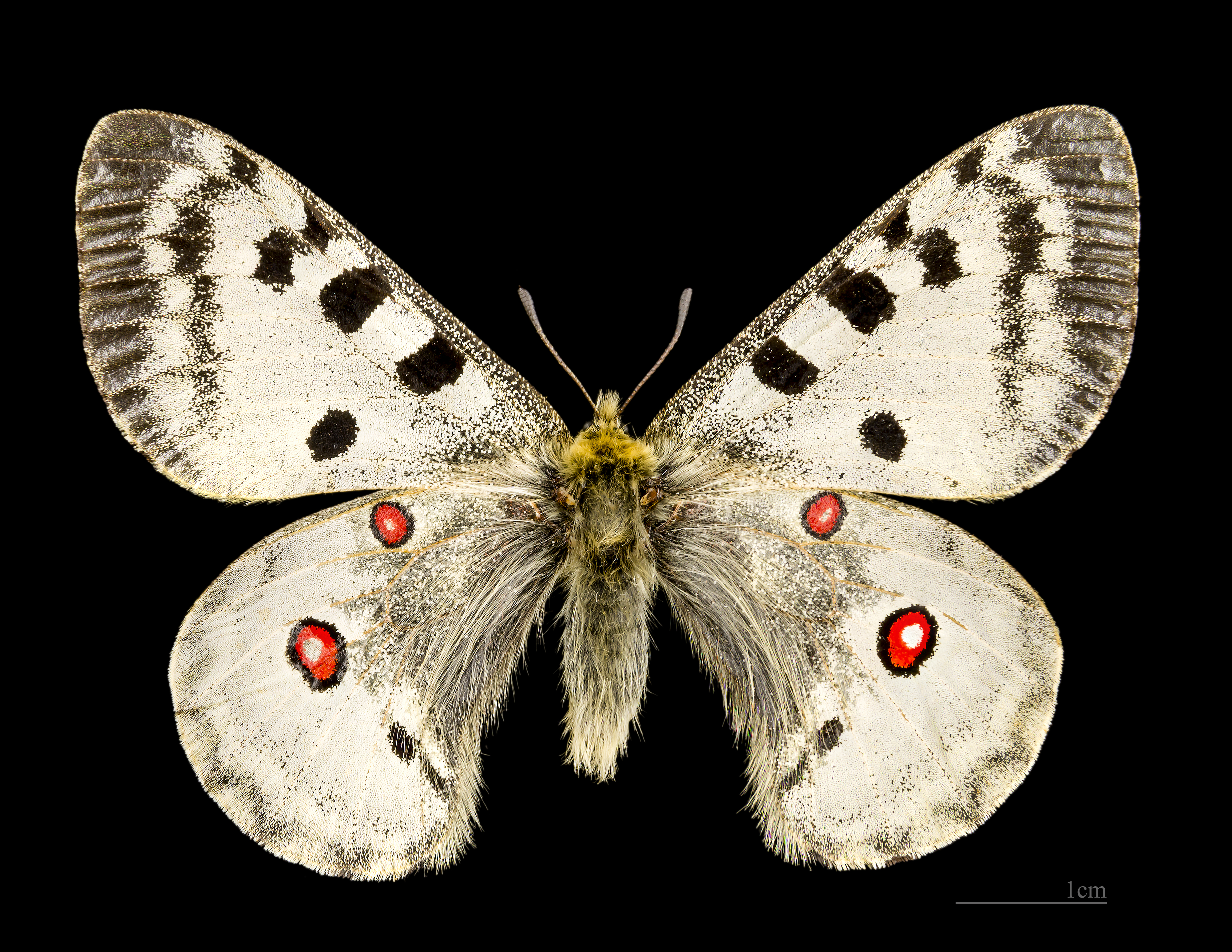
Аполлон обыкновенный

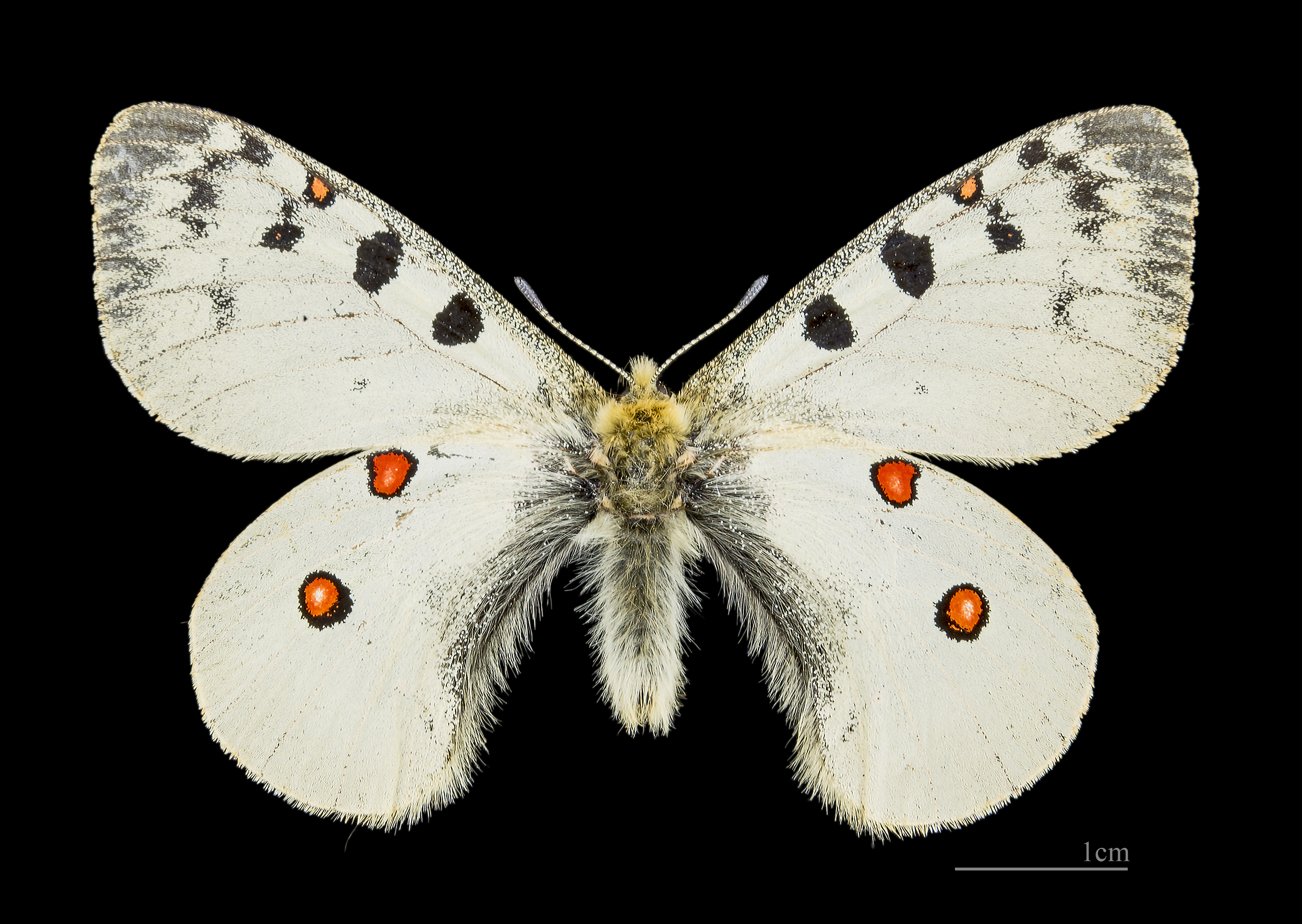
Parnassius corybas

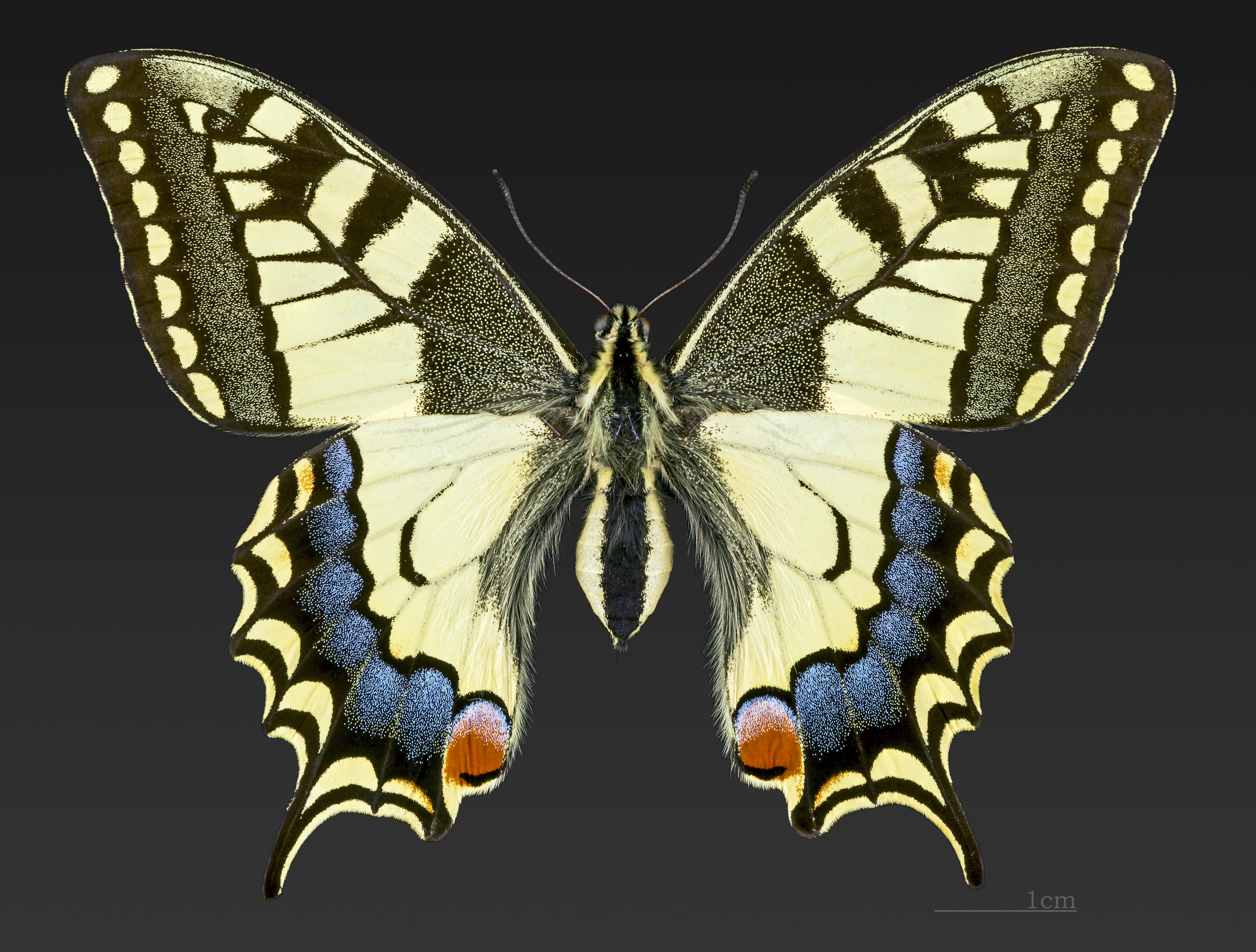
Махаон

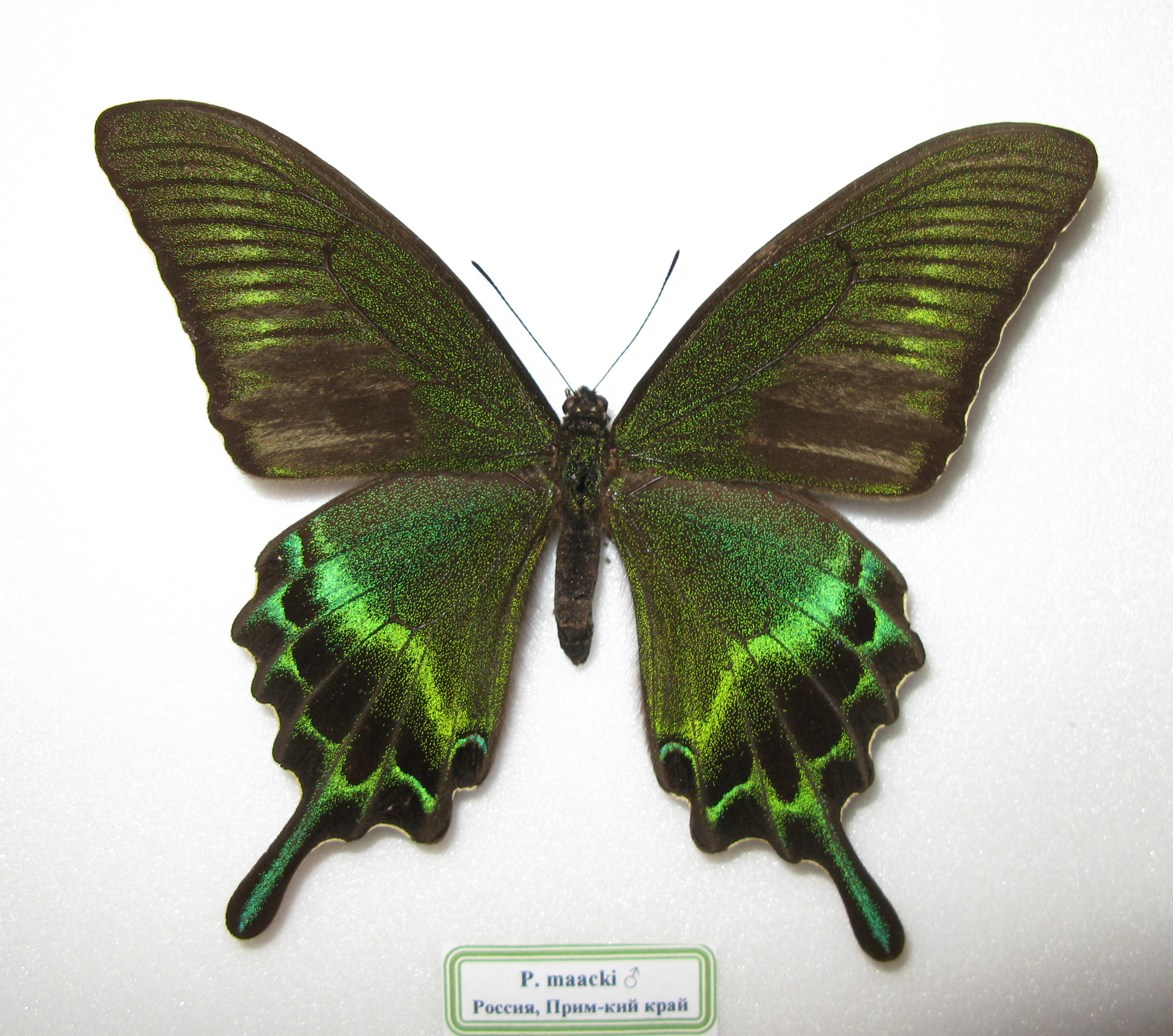
Парусник Маака

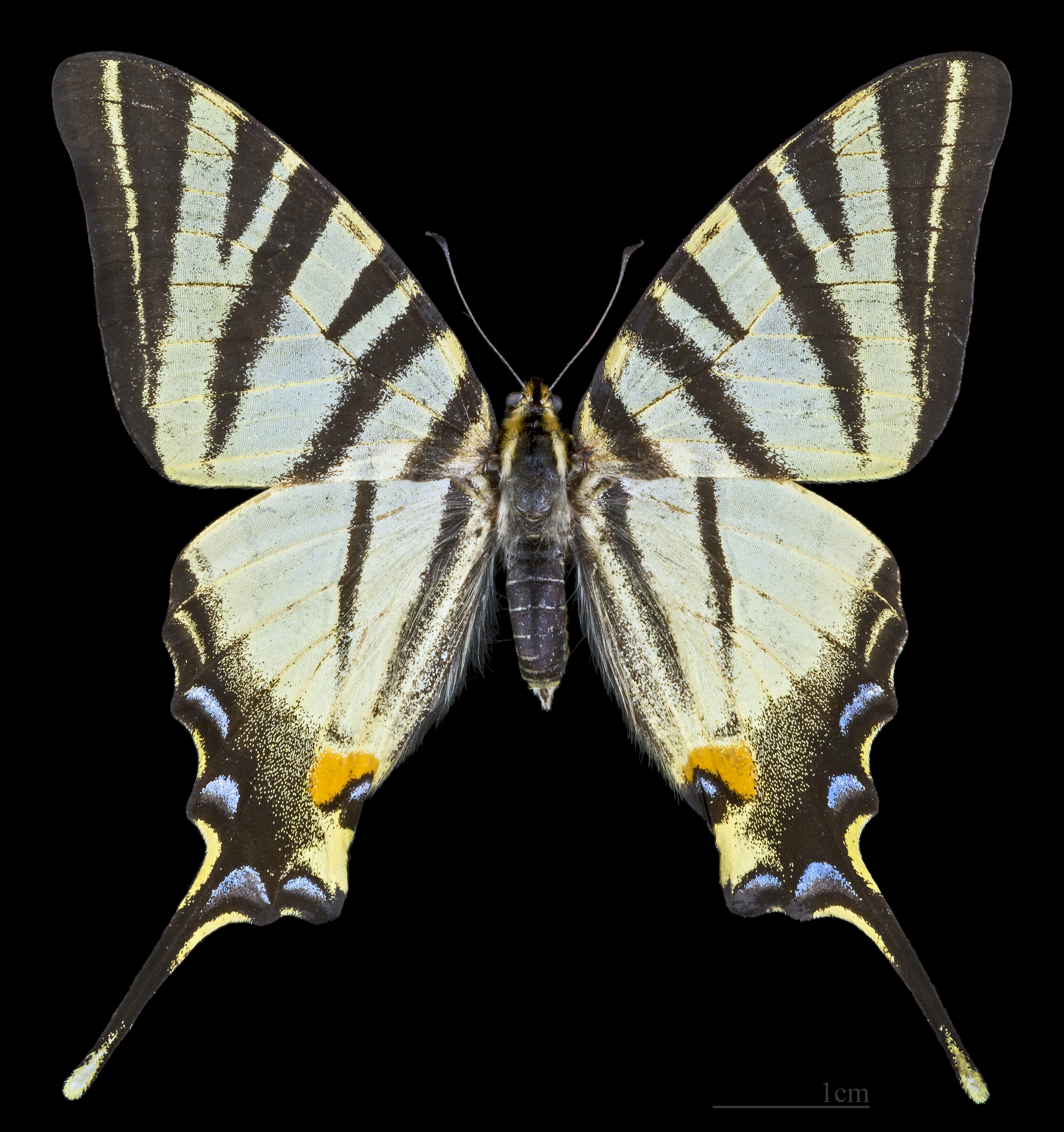
Подалирий

### Luehdorfiinae
Luehdorfia
- Luehdorfia puziloi (Erschoff, 1872) — Людорфия Пуцилло

### Zerynthiinae
Allancastria
- Allancastria caucasica (Lederer, 1864) — Алланкастрия кавказская

Sericinus
- Sericinus montela Gray, 1852 — Серицин Монтела

Zerynthia
- Zerynthia polyxena ([Denis & Schiffermüller], 1775) — Поликсена

### Parnassiinae
Parnassius
- Parnassius apollo (Linnaeus, 1758) — Аполлон обыкновенный

- Parnassius apollo apollo (Linnaeus, 1758)
- Parnassius apollo limicola Stichel, 1906
- Parnassius apollo hesebolus  (Nordmann, 1851)

- Parnassius arcticus (Eisner, 1968) — Аполлон арктический

- Parnassius arcticus arcticus (Eisner, 1968)
- Parnassius arcticus ammosovi Korshunov, 1988

- Parnassius bremeri С.Felder & R.Felder, 1864 — Аполлон Бремера

- Parnassius bremeri bremeri С.Felder & R.Felder, 1864
- Parnassius bremeri nipponus Kreuzberg, 1992
- Parnassius bremeri graeseri Honrath, 1885

- Parnassius corybas  Fischer de Waldheim, 1824

- Parnassius corybas nikolaii Asahi, Kanda, Kawata et Kohara, 1999
- Parnassius corybas interposita Herz, 1903
- Parnassius corybas corybas Fischer de Waldheim, 1824
- Parnassius corybas sedakovii [Ménétriès], [1850]
- Parnassius corybas uralensis Kirby, 1871

- Parnassius eversmanni [Ménétriès, 1850] — Аполлон Эверсмана

- Parnassius eversmanni eversmanni [Ménétriès, 1850]
- Parnassius eversmanni maui [Ménétriès, 1850]
- Parnassius eversmanni felderi (Bremer, 1861) — Аполлон Фельдера
- Parnassius eversmanni litoreus (Stichel, 1907)
- Parnassius eversmanni lacinia (Hemming, 1934)
- Parnassius eversmanni polarius (Schulte, 1991)
- Parnassius eversmanni vosnessenskii  ([Ménétriès], [1850])

- Parnassius glacialis  (Butler, 1866)
- Parnassius mnemosyne (Linnaeus, 1758) — Мнемозина

- Parnassius mnemosyne mnemosyne (Linnaeus, 1758)
- Parnassius mnemosyne tjumensis  (Kreuzberg, 1989)

- Parnassius nomion Fischer von Waldheim, 1823 — Аполлон номион

- Parnassius nomion mandschuriae Oberthür, 1891 
- Parnassius nomion dis Grum-Grshimaïlo, 1890
- Parnassius nomion nomion Fischer von Waldheim, 1823
- Parnassius nomion korshunovi Kreuzberg et Pljustsh, 1992

- Parnassius nordmanni [Ménétriès, 1850] — Аполлон Нордманна
- Parnassius phoebus (Fabricius, 1793) — Аполлон Феб
- Parnassius stubbendorfii Ménétriès, 1849 — Аполлон Штуббендорфа

- Parnassius stubbendorfii kosterini  (Kreuzberg et Pljustsh, 1992)
- Parnassius stubbendorfii stubbendorfii Ménétriès, 1849
- Parnassius stubbendorfii esakii (Nakahara, 1926)
- Parnassius stubbendorfii doii(Matsumura, 1929)

- Parnassius tenedius (Eversmann, 1851) — Аполлон тенедий

- Parnassius tenedius britae (Bryk, 1932)
- Parnassius tenedius tenedius (Eversmann, 1851)

### Papilioninae
Atrophaneura
- Atrophaneura alcinous (Klug, 1836) — Алкиной, или Альциной

Iphiclides
- Iphiclides podalirius (Linnaeus, 1758) — Подалирий

Papilio
- Papilio dehaanii (C. et R.Felder, [1864]) — Парусник де Хаана (ранее в России был известен как парусник Бианор).
- Papilio maackii (Ménétriès, 1859) — Парусник Маака

- Papilio maackii maackii (Ménétriès, 1859)
- Papilio maackii tutanus (Fenton, [1882])

- Papilio machaon Linnaeus, 1758 — Махаон

- Papilio machaon machaon Linnaeus, 1758
- apilio machaon aliaska Scudder, 1869
- Papilio machaon kamtchadalus Alphéraky, 1897
- Papilio machaon hippocrates C. Felder et R. Felder, 1864
- Papilio machaon ussuriensis Sheljuzhko, 1910

- Papilio xuthus Linnaeus, 1767 — Парусник ксут

## Белянки (Pieridae)

### Dismorphiinae
Leptidea
- Leptidea amurensis (Ménétriès, 1859) — Беляночка амурская

- Leptidea amurensis amurensis (Ménétriès, 1859)
- Leptidea amurensis jacutia P.Gorbunov & Korshunov, 1995

- Leptidea duponcheli (Staudinger, 1871) — Беляночка Дюпоншеля
- Leptidea juvernica Williams, 1946 — Беляночка ирландская

- Leptidea juvernica jonvillei Mazel, 2000
- Leptidea juvernica yakovlevi Mazel, 2001

- Leptidea morsei (Fenton, 1881) — Беляночка Морзе

- Leptidea morsei morsei (Fenton, 1881)
- Leptidea morsei micromorsei Veriy, 1947
- Leptidea morsei morseides Mazel et Leestmans, 2003

- Leptidea sinapis (Linnaeus, 1758) — Белянка горошковая

### Pierinae
Anthocharis

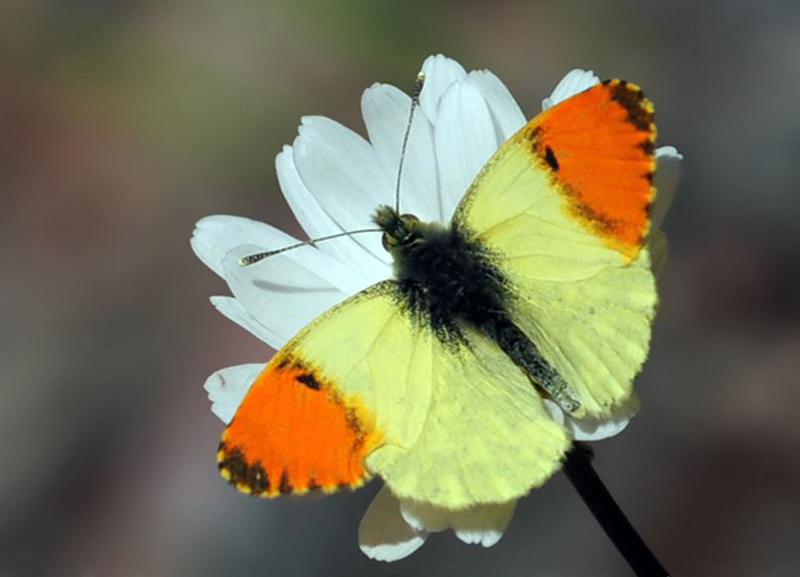
Дамона

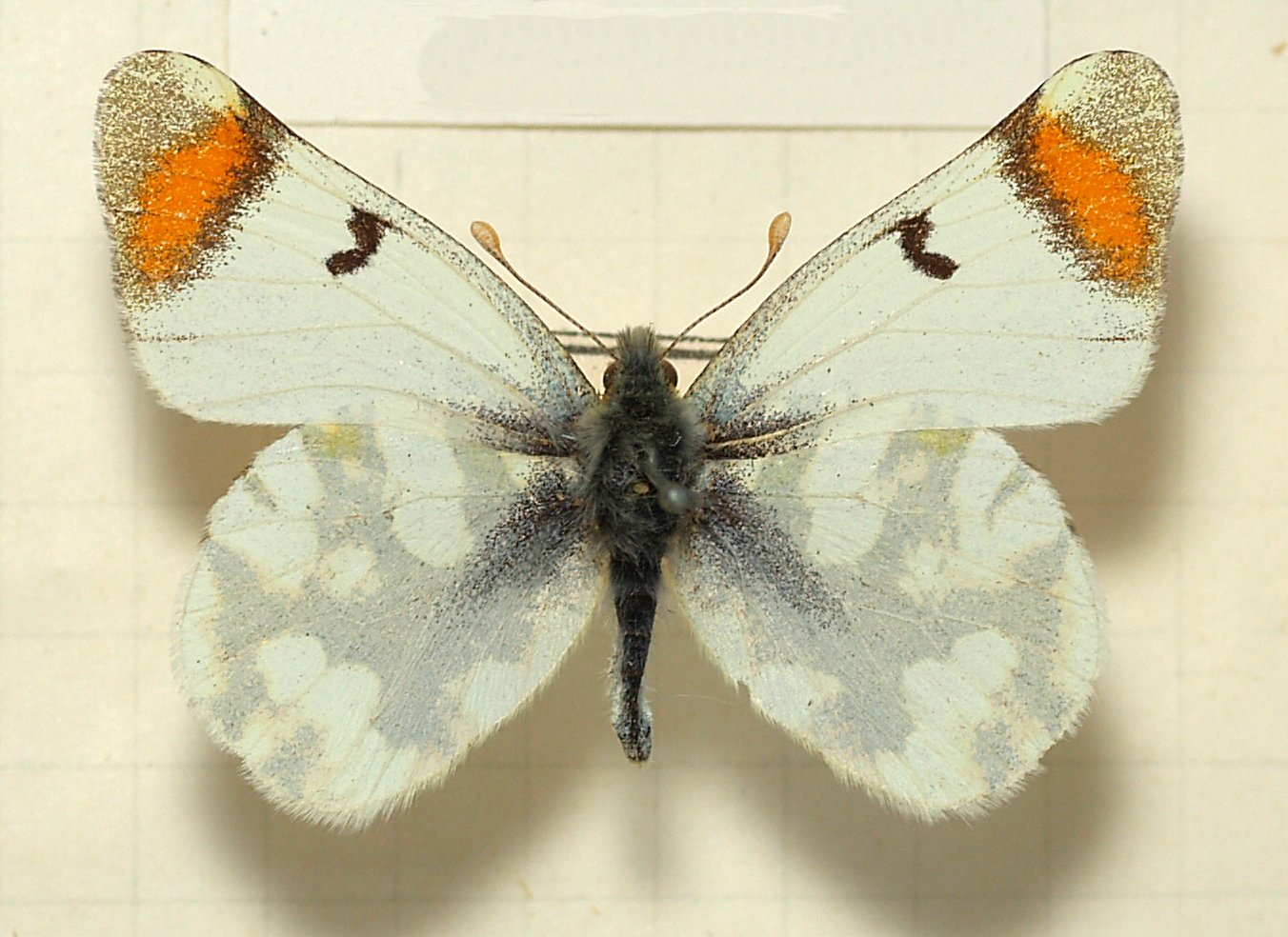
Зегрис короткоусая

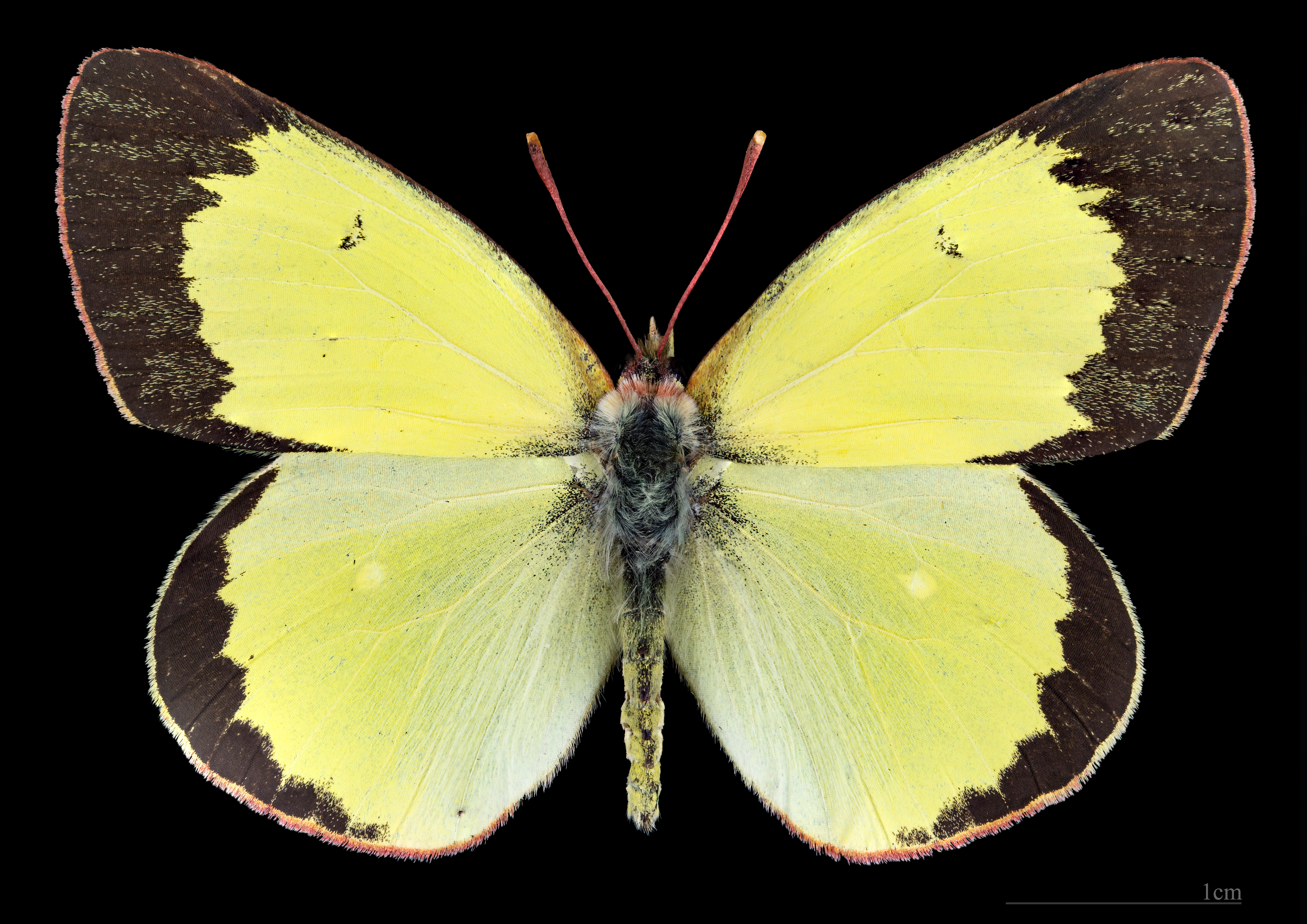
Брюквенница

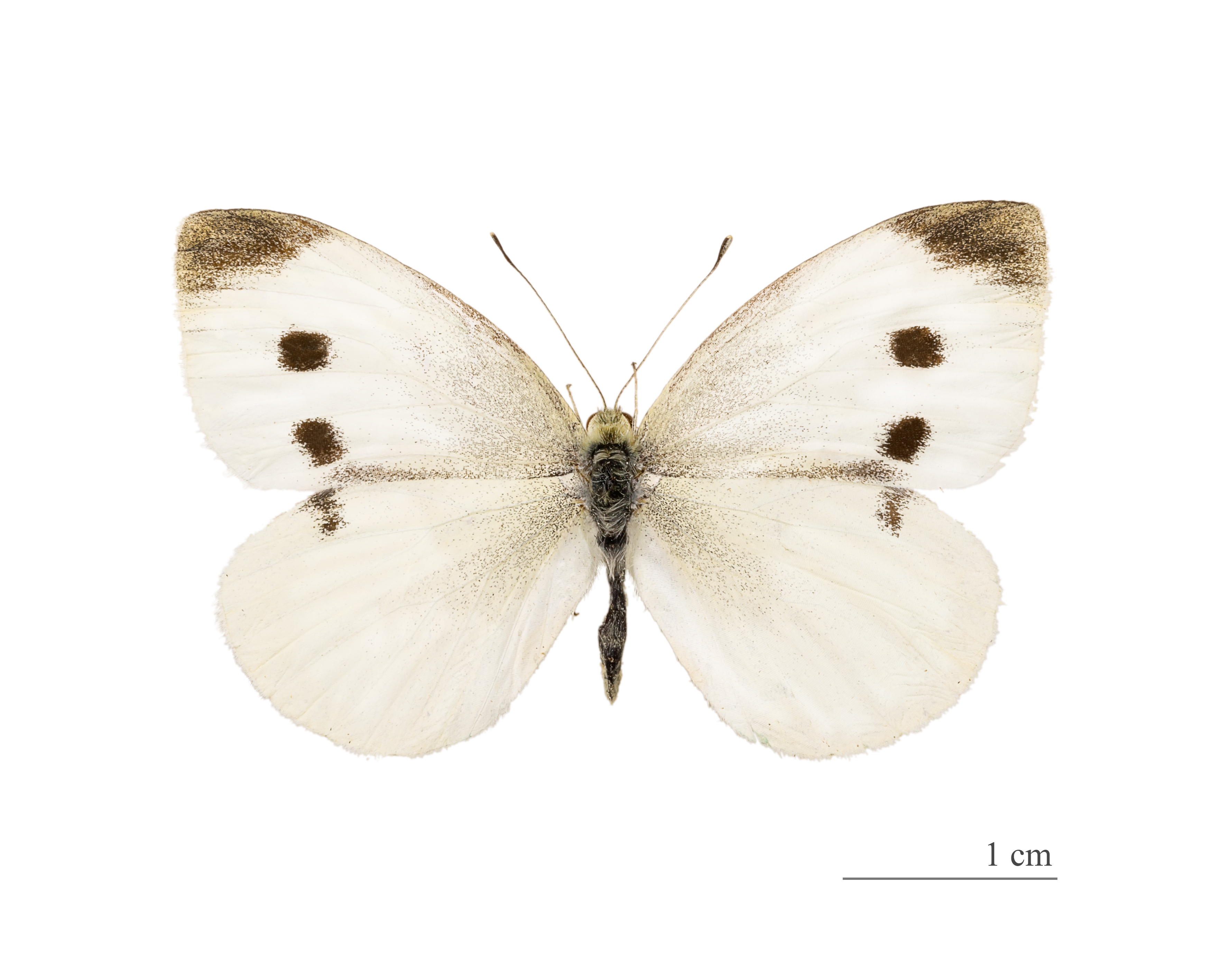
Репница

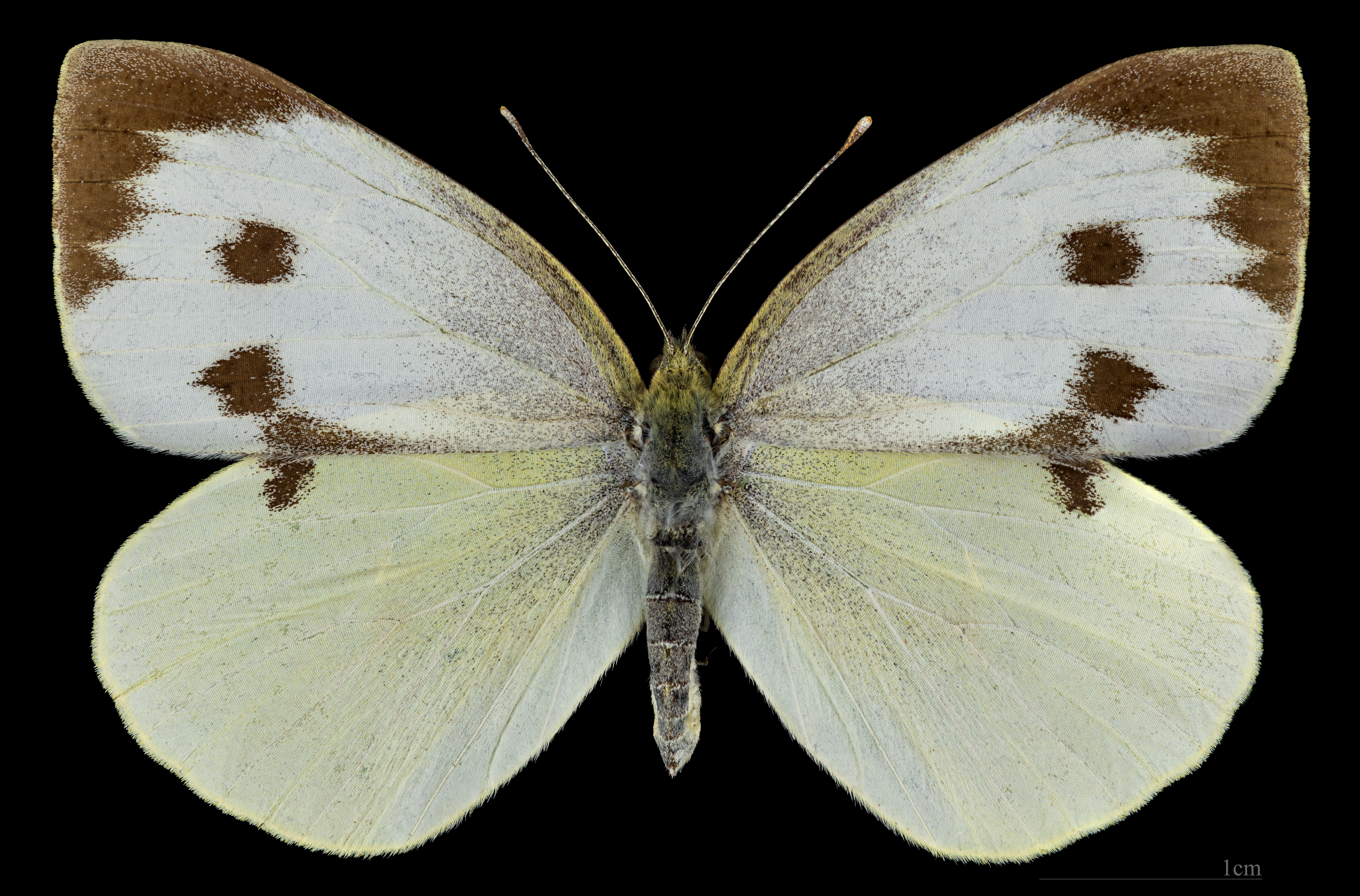
Капустница

- Anthocharis cardamines (Linnaeus, 1758) — Зорька

- Anthocharis cardamines cardamines (Linnaeus, 1758)
- Anthocharis cardamines progressa (Sovinsky, 1905)
- Anthocharis cardamines kobayashii Matsumura, 1925

- Anthocharis damone Boisduval, 1836 — Дамона
- Anthocharis gruneri Herrich-Schäffer, [1851] — Зорька Грюнера
- Anthocharis scolymus Butler, 1866 — Зорька китайская

- Anthocharis scolymus mandschurica (Bollow, [1930])

Aporia
- Aporia crataegi (Linnaeus, 1758) — Боярышница

- Aporia crataegi adherbal Fruhstorfer, 1910
- Aporia crataegi banghaasi Bryk, 1921
- Aporia crataegi crataegi (Linnaeus, 1758)

- Aporia hippia (Bremer, 1861) — Белянка гиппия

- Aporia hippia hippia (Bremer, 1861)
- Aporia hippia occidentalis O.Bang-Haas, 1927

Euchloe
- Euchloe ausonia (Hübner, [1804]) — Зорька белая

- Euchloe ausonia volgensis Krulikowsky, 1897
- Euchloe ausonia dubatolovi Korshunov, 1995

- Euchloe creusa (Doubleday, [1847]) — Зорька Креуса

- Euchloe creusa creusa (Doubleday, [1847])
- Euchloe creusa emiorientalis Korshunov & P.Gorbunov, 1995
- Euchloe creusa kurentzovi  Beljaev, 1986
- Euchloe creusa miti  Gorbunov, 2007
- Euchloe creusa nemoralis  Beljaev, 1986
- Euchloe creusa orientalis (Bremer, 1864)

- Euchloe ochracea (Trybom, 1877) — Зорька желтоватая

- Euchloe ochracea ochracea (Trybom, 1877)
- Euchloe ochracea naina (Kozhantschikov, 1923) - Зорька наина
- Euchloe ochracea jakutia Back, 1990

Pieris
- Pieris brassicae (Linnaeus, 1758) — Капустница
- Pieris bryoniae (Hübner, [1805]) — Белянка горная Может рассматриваться в качестве подвида Pieris napi
- Pieris canidia (Sparrman, 1768) — Белянка канидия
- Pieris dulcinea (Butler, 1882) — Белянка дульсинея Может рассматриваться в качестве подвида Pieris napi
- Pieris euorientis Verity, [1908] — Белянка южносибирская Может рассматриваться в качестве подвида Pieris napi
- Pieris melete Ménétriès, 1857 — Белянка мелета
- Pieris napi (Linnaeus, 1758) — Брюквенница

- Pieris napi balcarica Wojtusiak & Niesiolowski, 1946
- Pieris napi napi (Linnaeus, 1758)
- Pieris napi sheljuzhkoi Eitschberger, 1984

- Pieris pseudonapi Verity, 1911 Может рассматриваться в качестве подвида Pieris napi
- Pieris rapae (Linnaeus, 1758) — Репница

- Pieris rapae crucivora (Boisduval, 1836)
- Pieris rapae rapae (Linnaeus, 1758)

- Pieris suffusa Sheljuzhko, 1931 Может рассматриваться в качестве подвида Pieris napi
- Pieris tomariana Matsumura, 1928 — Белянка курильская Может рассматриваться в качестве подвида Pieris napi

Pontia 
- Pontia callidice (Hübner, [1800]) — Белянка альпийская

- Pontia callidice boreoasiatica P.Gorbunov & Kosterin, 2007
- Pontia callidice callidice (Hübner, [1800])
- Pontia callidice chrysidice (Herrich-Schäffer, 1844)

- Pontia chloridice (Hübner, [1813]) — Белянка степная
- Pontia daplidice (Linnaeus, 1758) — Белянка резедовая. Если принимать видовой статус следующего вида, тогда Pontia daplidice (Linnaeus, 1758) на территории России не встречается.
- Pontia edusa (Fabricius, 1777) — Белянка рапсовая

Zegris
- Zegris eupheme (Esper, [1805]) — Зегрис короткоусая
- Zegris pyrothoe (Eversmann, 1832) — Зорька пламенная

### Coliadinae
Colias

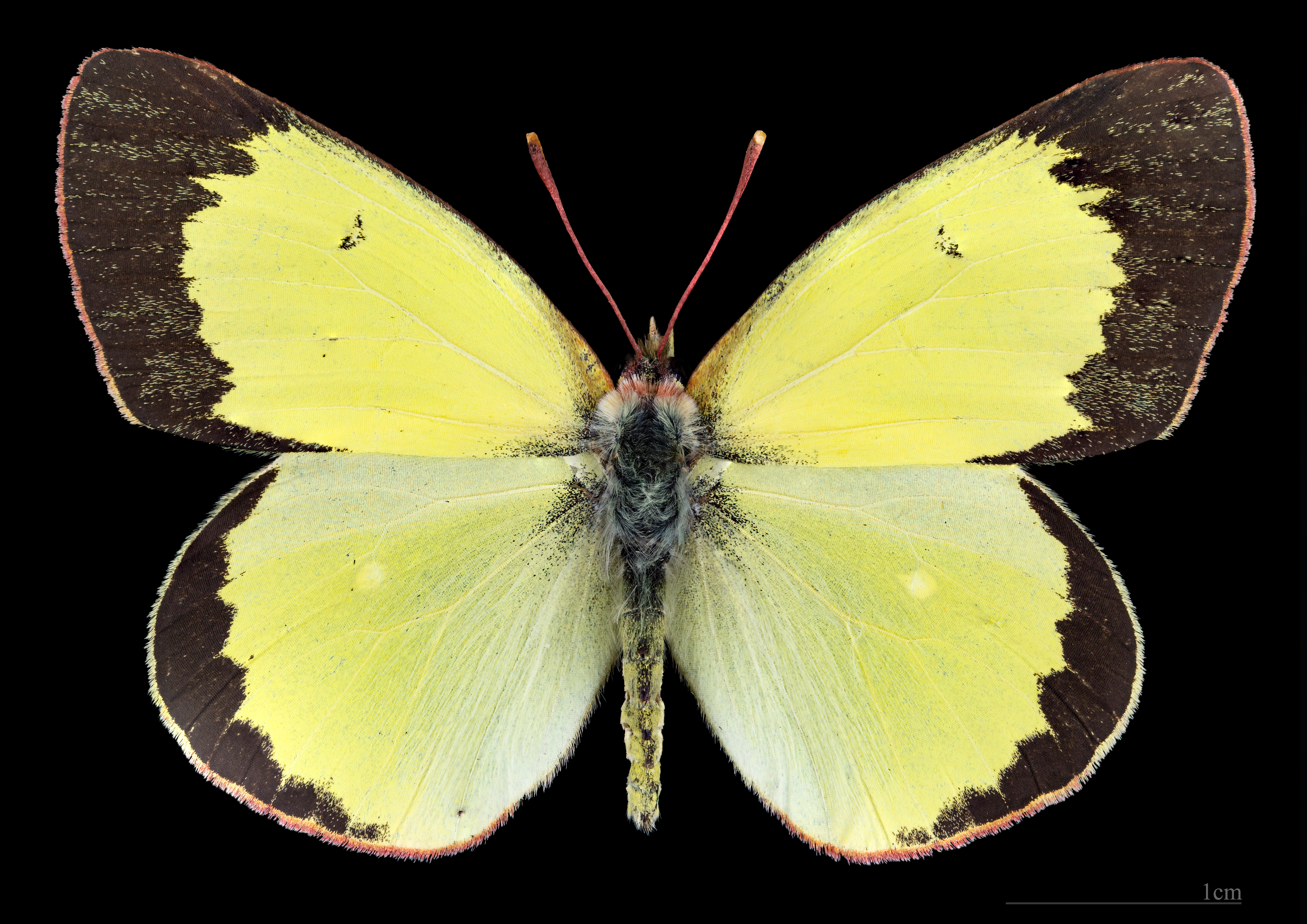
Желтушка торфяниковая

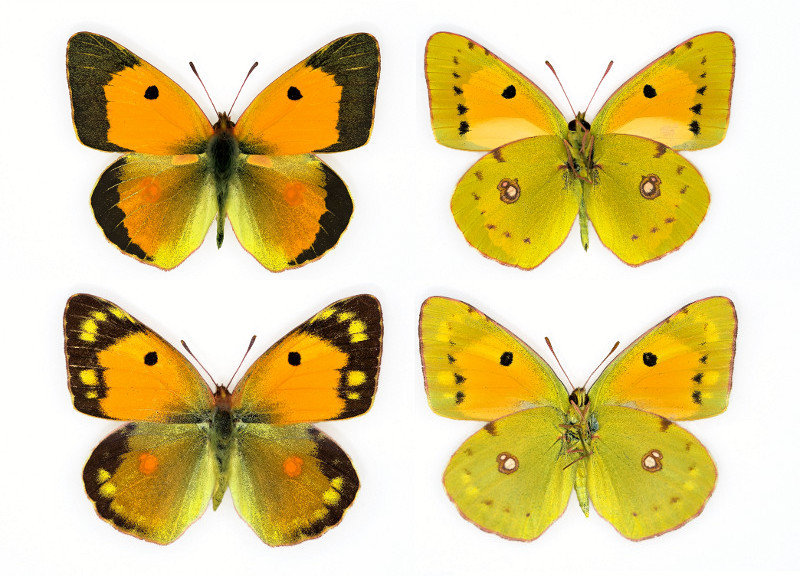
Желтушка шафрановая

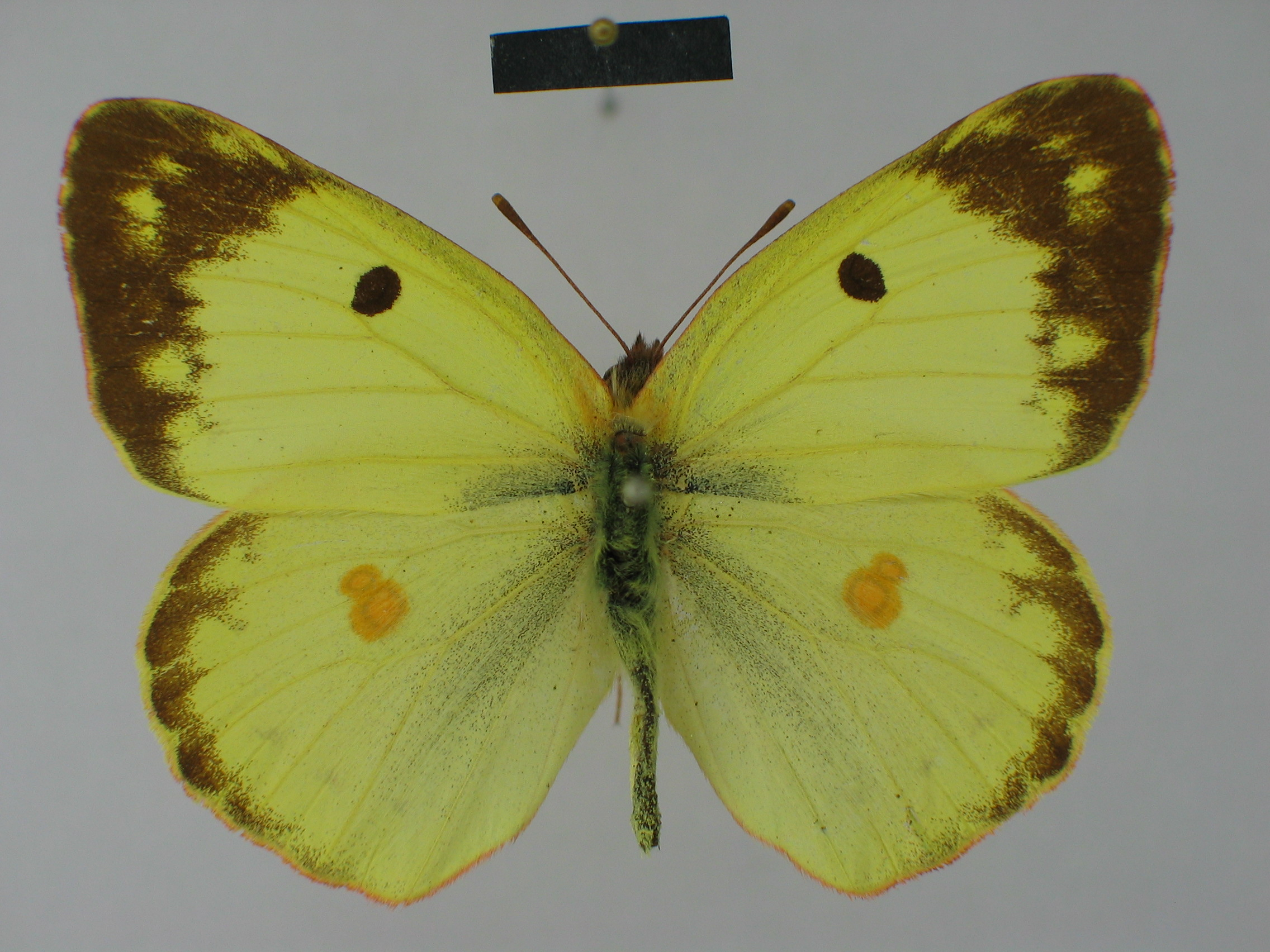
Желтушка южная

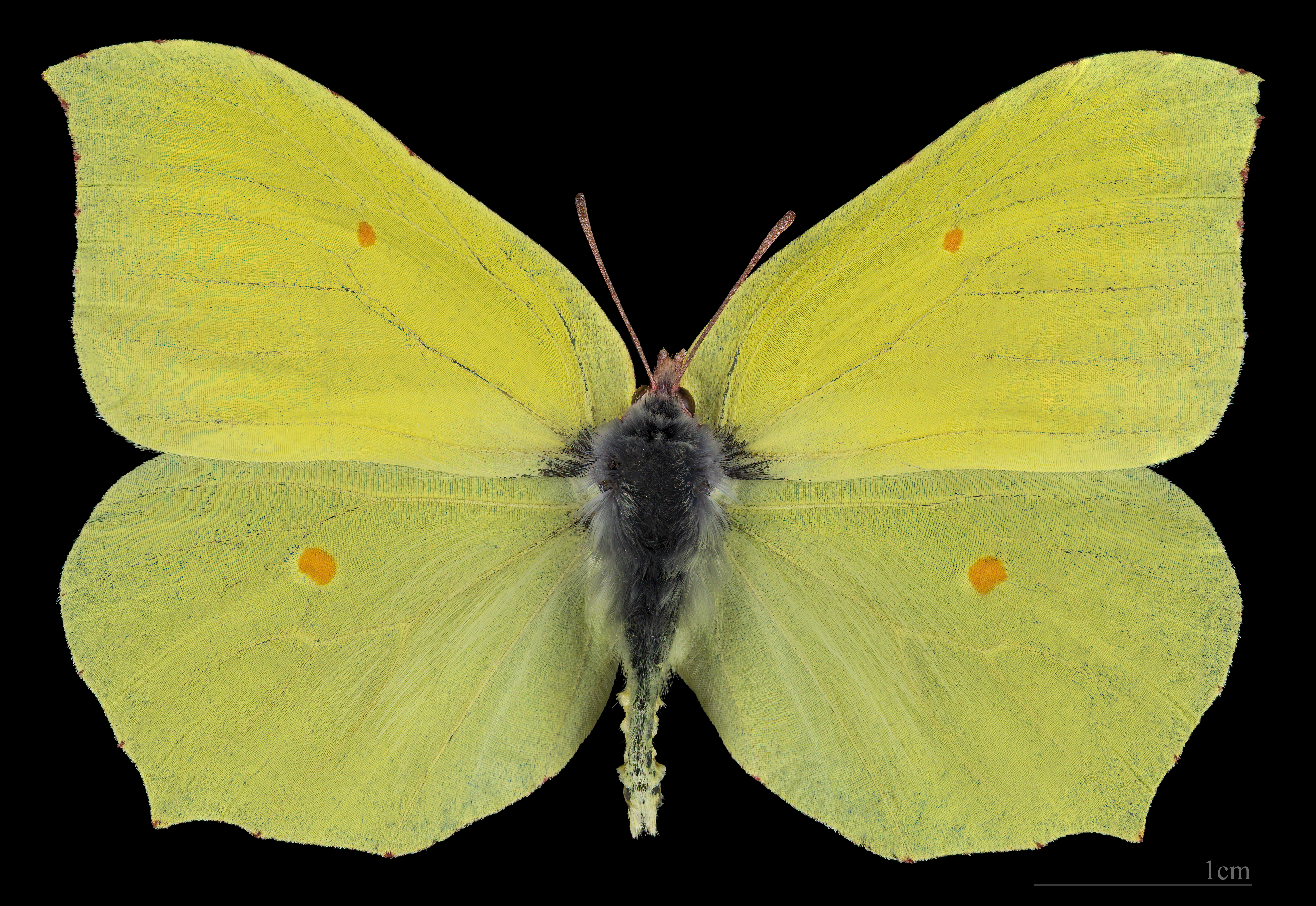
Лимонница

- Colias alfacariensis Ribbe, 1905 — Желтушка южная
- Colias aquilonaris Grum-Grshimailo, 1899 — Желтушка дальневосточная Может рассматривается в качестве подвида Colias hecla
- Colias aurorina Herrich-Schäffer, [1850] — Желтушка аврорина
- Colias caucasica Staudinger, 1871 — Желтушка кавказская
- Colias chrysotheme (Esper, [1781]) — Желтушка золотистая

- Colias chrysotheme chrysotheme (Esper, [1781])
- Colias chrysotheme elena Gorbunov, 1995

- Colias crocea (Fourcroy, 1785) — Желтушка шафрановая
- Colias cocandica Erschoff, 1874 — Желтушка кокандская

- Colias cocandica mongola Alphéraky, 1897 — Желтушка монгольская

- Colias erate (Esper, [1803]) — Желтушка степная
- Colias fieldii Ménétriès, 1855 — Желтушка Фильда. Случайный залёт.

- Colias fieldii chinensis Verity, 1909

- Colias hecla Lefebvre, 1836 — Желтушка гекла

- Colias hecla sulitelma  Aurivillius, 1890
- Colias hecla viluiensis Ménétriès, 1859 — Желтушка вилюйская

- Colias heos (Herbst, 1792) — Желтушка геос
- Colias hyale (Linnaeus, 1758) — Желтушка луговая

- Colias hyale hyale (Linnaeus, 1758)
- Colias hyale altaica Verity, [1911]
- Colias hyale irkutskana Stauder, 1924

- Colias hyperborea Grum Grshimailo, 1899 — Желтушка арктическая
- Colias myrmidone (Esper, [1777]) — Желтушка ракитниковая
- Colias nastes Boisduval, 1832 — Желтушка сибирская

- Colias nastes flinti Churkin, Grieshuber, Bogdanov et Zamolodchkov, 2001
- Colias nastes dezhnevi Korshunov, 1995
- Colias nastes magadanica Churkin, Grieshuber, Bogdanov et Zamolodchikov, 2001
- Colias nastes jacutica Kurentzov, 1970
- Colias nastes zemblica Korshunov et Gorbunov, 1995

- Colias palaeno (Linnaeus, 1761) — Желтушка торфяниковая

- Colias palaeno palaeno (Linnaeus, 1761)
- Colias palaeno europome (Esper, [1788])
- Colias palaeno arctica Nordström, 1927
- Colias palaeno orientalis Staudinger, 1892

- Colias polyographus Motschulsky, 1860 — Желтушка клеверная. Может рассматриваться как группа родственных подвидов Colias erate
- Colias polyographus polyographus Motschulsky, 1860
- Colias polyographus naukratis Fruhstorfer, 1910
- Colias thisoa Ménétriès, 1832 — Желтушка тизо
- Colias tyche (Bober, 1812) — Желтушка северная

- Colias tyche tyche (Bober, 1812)
- Colias tyche werdandi Zetterstedt, 1840
- Colias tyche herzi Staudinger, 1901

Eurema
- Eurema hecabe (Linnaeus, 1758) Иногда высказывается мнение, что возможен залёт отдельных особей на юг Приморского край, но это крайне маловероятно, так как северная граница залёта видов рода Eurema находится далеко южнее границы России.

Gonepteryx
- Gonepteryx aspasia Ménétriès, 1859 — Лимонница аспазия
- Gonepteryx maxima Butler, 1885 — Лимонница большая

- Gonepteryx maxima amurensis  (Graeser, 1888)

- Gonepteryx rhamni (Linnaeus, 1758) — Лимонница

## Нимфалиды (Nymphalidae)

### Носати
Libythea

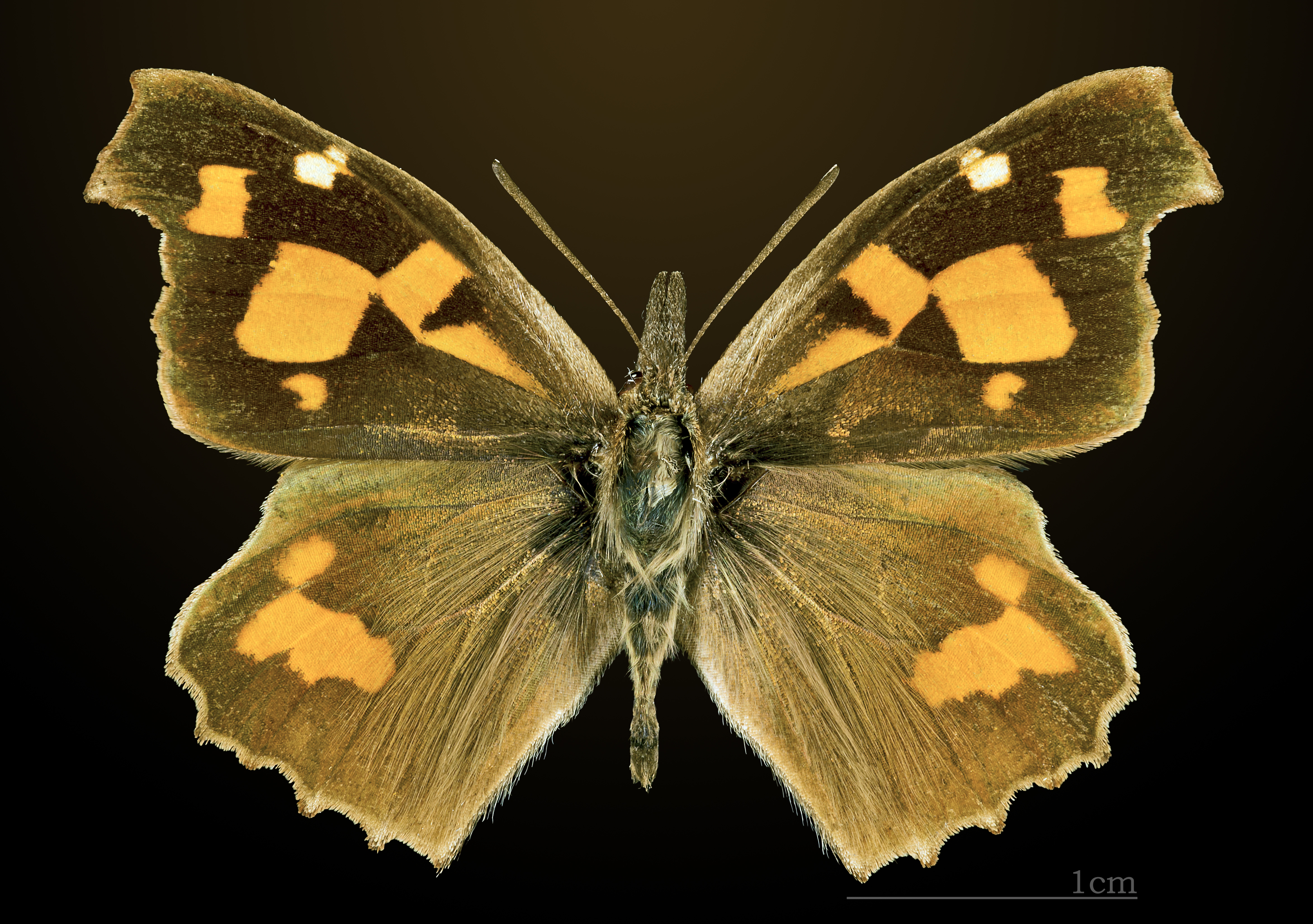
Носатка листовидная

- Libythea celtis (Laicharting, [1782]) — Носатка листовидная
- Libythea lepita Moore, 1858 — Носатка лепита

### Данаиды (Danainae)
Danaus
- Danaus chrysippus (Linnaeus, 1758)** — Данаида хризипп. Стабильные популяции вида отмечены с 2020 года в Дагестане.

Parantica
- Parantica sita (Коllаr, [1844]) — Данаида сита

### Переливницы (Apaturinae)
Apatura

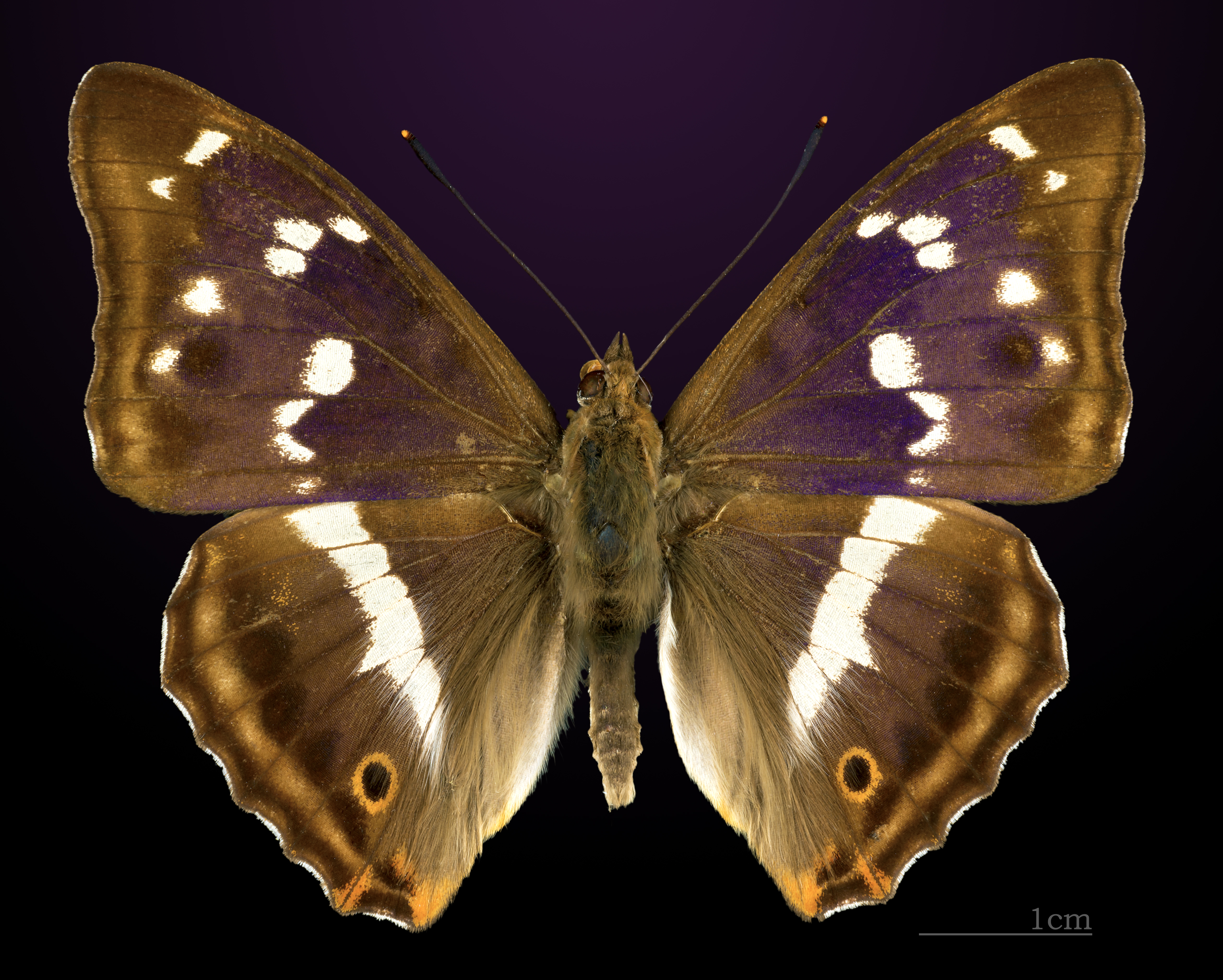
Переливница ивовая

- Apatura ilia ([Denis & Schiffermüller], 1775) — Переливница тополёвая, или малая

- Apatura ilia ilia ([Denis & Schiffermüller], 1775)
- Apatura ilia praeclara Bollow, 1930

- Apatura iris (Linnaeus, 1758) — Переливница ивовая, или большая

- Apatura iris amurensis Stichel, 1909
- Apatura iris iris (Linnaeus, 1758)

- Apatura metis Freyer, 1829 — Переливница Метида, или замещающая

- Apatura metis bunea Herrich-Schäffer, 1845
- Apatura metis irtyshika Korshunov, 1982
- Apatura metis metis Freyer, 1829
- Apatura metis substituta Butler, 1873

Dilipa
- Dilipa fenestra (Leech, 1891) — Дилипа пятнистая На территории России отмечена единственная особь-мигрант на юге Приморского края.

Mimathyma
- Mimathyma nycteis (Ménétriès, 1859) — Радужница ильмовая
- Mimathyma schrenckii (Ménétriès, 1859) — Радужница Шренка

Sephisa
- Sephisa princeps (Fixsen, 1887) — Сефиза

Thaleropis
- Thaleropis ionia (Eversmann, 1851) — Многоцветница ионийская

### Нимфалины (Nymphalinae)

#### Ленточники (Limenitidini)
Aldania

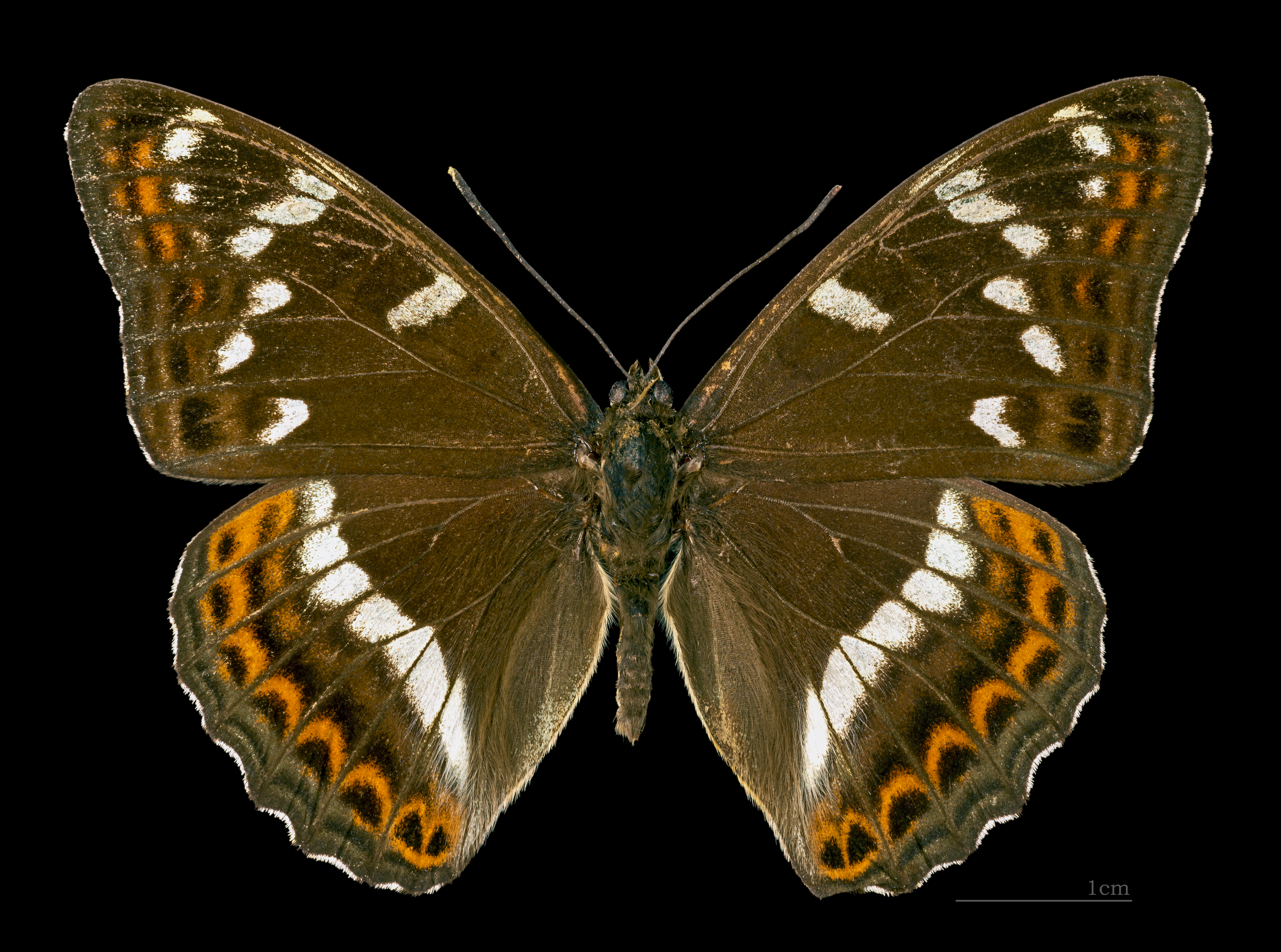
Ленточник тополёвый

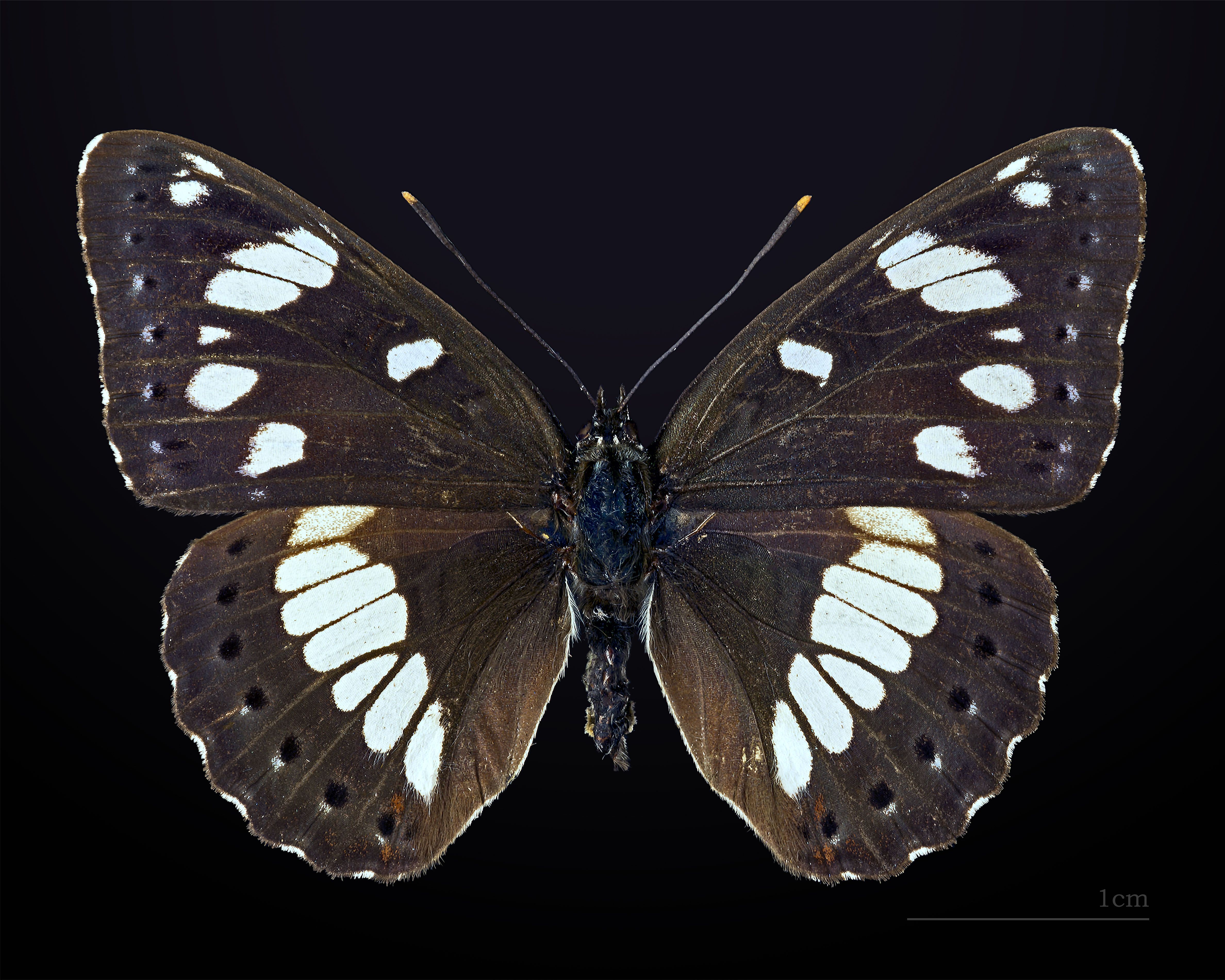
Ленточник голубоватый

- Aldania raddei (Bremer, 1861) — Пеструшка Радде

Chalinga (=Seokia)
- Chalinga pratti (Leech, 1890) — Ленточник исключительный

- Chalinga pratti eximia (Moltrecht, 1909)

Limenitis
- Limenitis amphyssa Ménétriès, 1859 — Ленточник амфисса
- Limenitis camilla (Linnaeus, 1764) — Ленточник камилла

- Limenitis camilla angustata Staudinger, 1887
- Limenitis camilla camilla (Linnaeus, 1764)
- Limenitis camilla japonica  Ménétriès, 1857

- Limenitis doerriesi Staudinger, 1892 — Ленточник Дёрриса
- Limenitis helmanni Lederer, 1853 — Ленточник Гельмана

- Limenitis helmanni helmanni Lederer, 1853
- Limenitis helmanni duplicata Staudinger, 1892

- Limenitis homeyeri Tancre, 1881 — Ленточник Гомейера
- Limenitis moltrechti Kardakoff, 1928 — Ленточник Мольтрехта
- Limenitis populi (Linnaeus, 1758) — Ленточник тополёвый

- Limenitis populi enapius Fruhstorfer, 1908
- Limenitis populi populi (Linnaeus, 1758)
- Limenitis populi ussuriensis  Staudinger, 1887

- Limenitis reducta Staudinger, 1901 — Ленточник голубоватый
- Limenitis sydyi Lederer, 1853 — Ленточник таволговый, или Сиди

- Limenitis sydyi latefasciata Ménétriès, 1859
- Limenitis sydyi sydyi Lederer, 1853

Neptis 
- Neptis alwina (Bremer & Grey, 1852) — Пеструшка сливовая
- Neptis andetria Fruhstorfer, 1912 — Пеструшка андетрия
- Neptis ilos Fruhstorfer, 1909 — Пеструшка амурская
- Neptis philyra Menetries, 1859 — Пеструшка филира
- Neptis philyroides Staudinger, 1887 — Пеструшка лещинная
- Neptis rivularis (Scopoli, 1763) — Пеструшка таволговая

- Neptis rivularis bergmani Bryk, 1942
- Neptis rivularis ludmilla Herrich-Schäffer, 1856
- Neptis rivularis magnata Heyne, 1895
- Neptis rivularis rivularis (Scopoli, 1763)

- Neptis sappho (Pallas, 1771) — Пеструшка сапфо
- Neptis speyeri Staudinger, 1887 — Пеструшка Шпейера
- Neptis thisbe Menetries, 1859 — Пеструшка тисба
- Neptis tshetverikovi  Kurentzov, 1936 — Пеструшка Четверикова

#### Настоящие нимфалиды (Nymphalini)
Aglais
Aglais (Inachis)

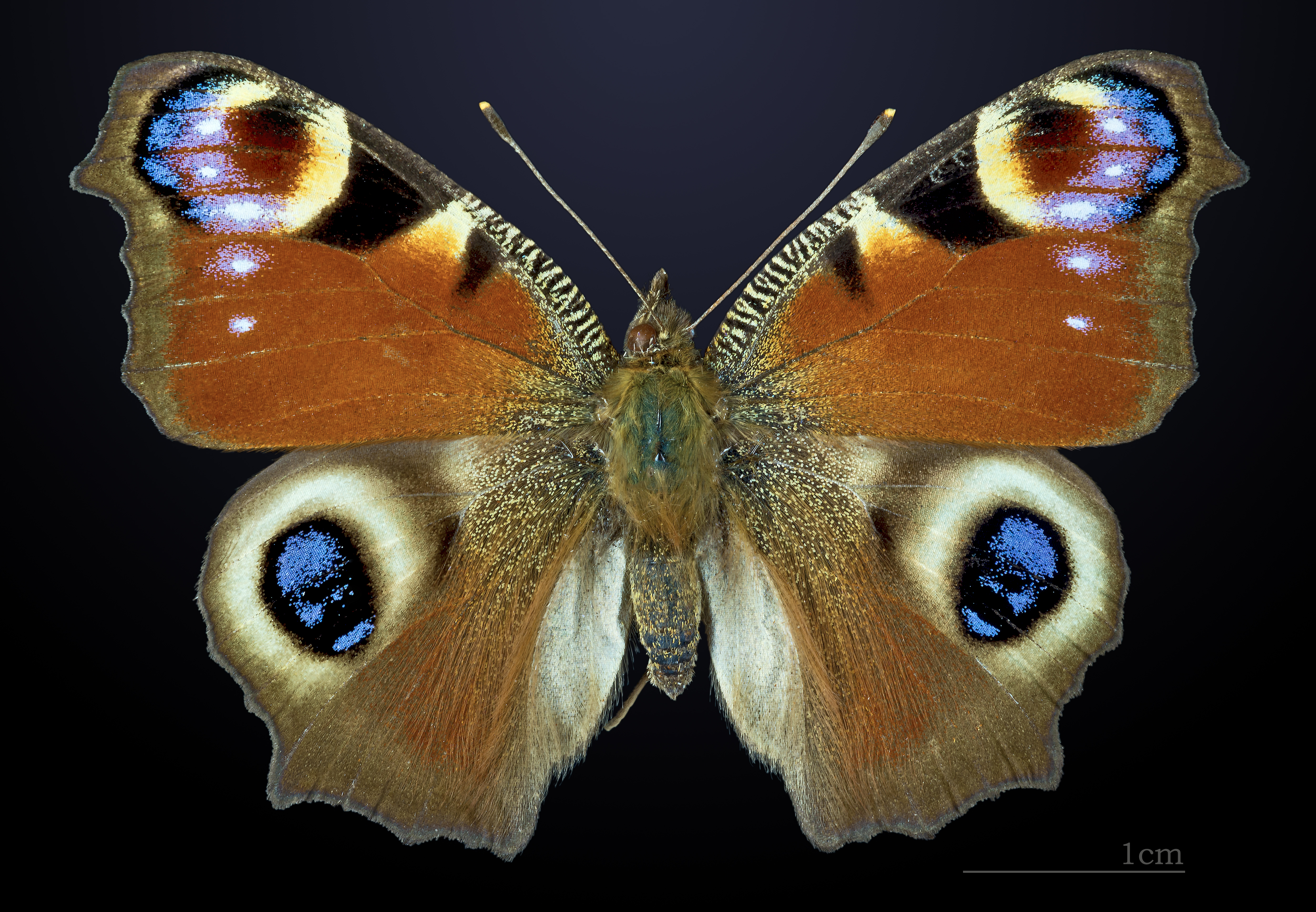
Павлиний глаз

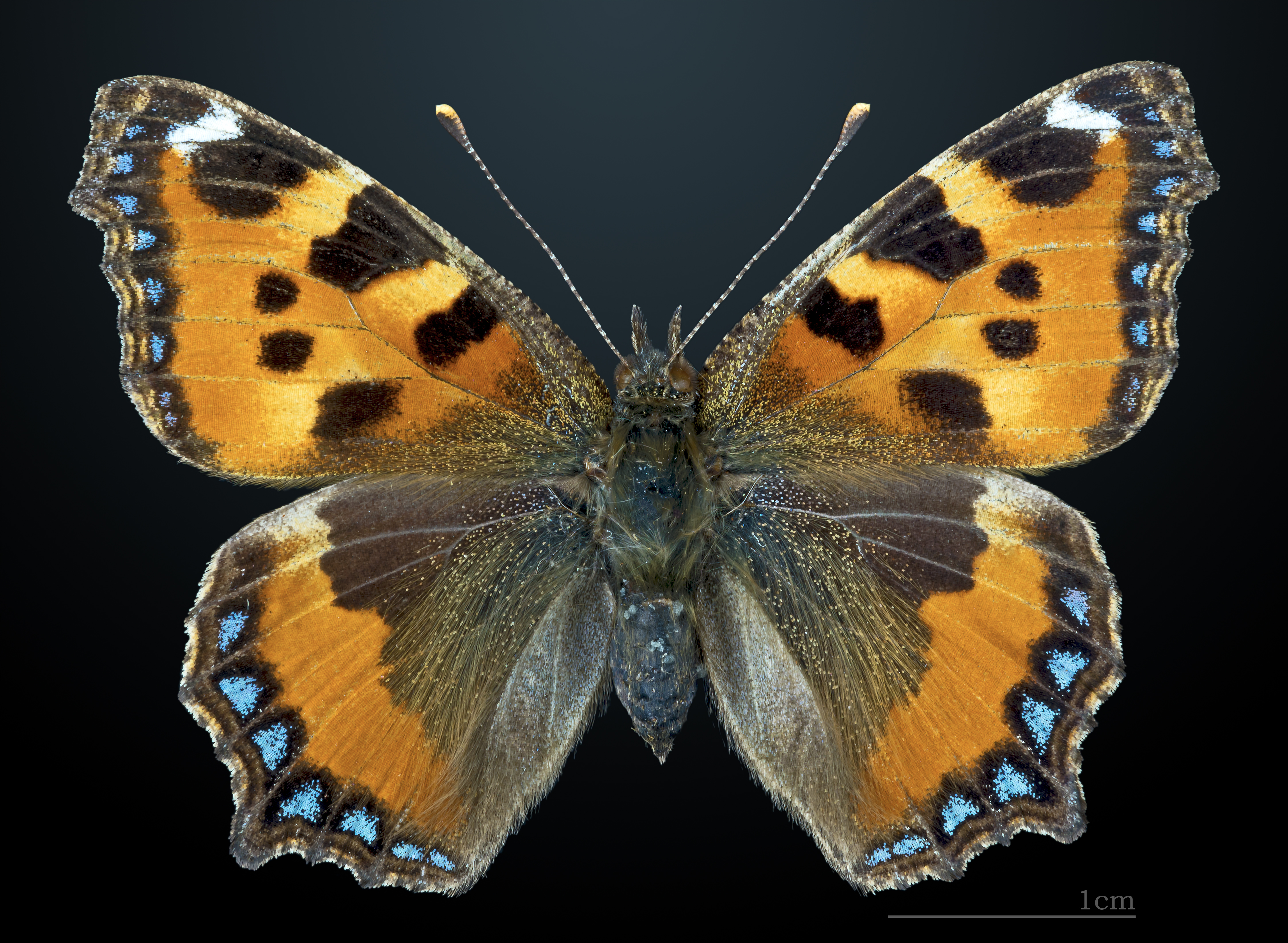
Крапивница

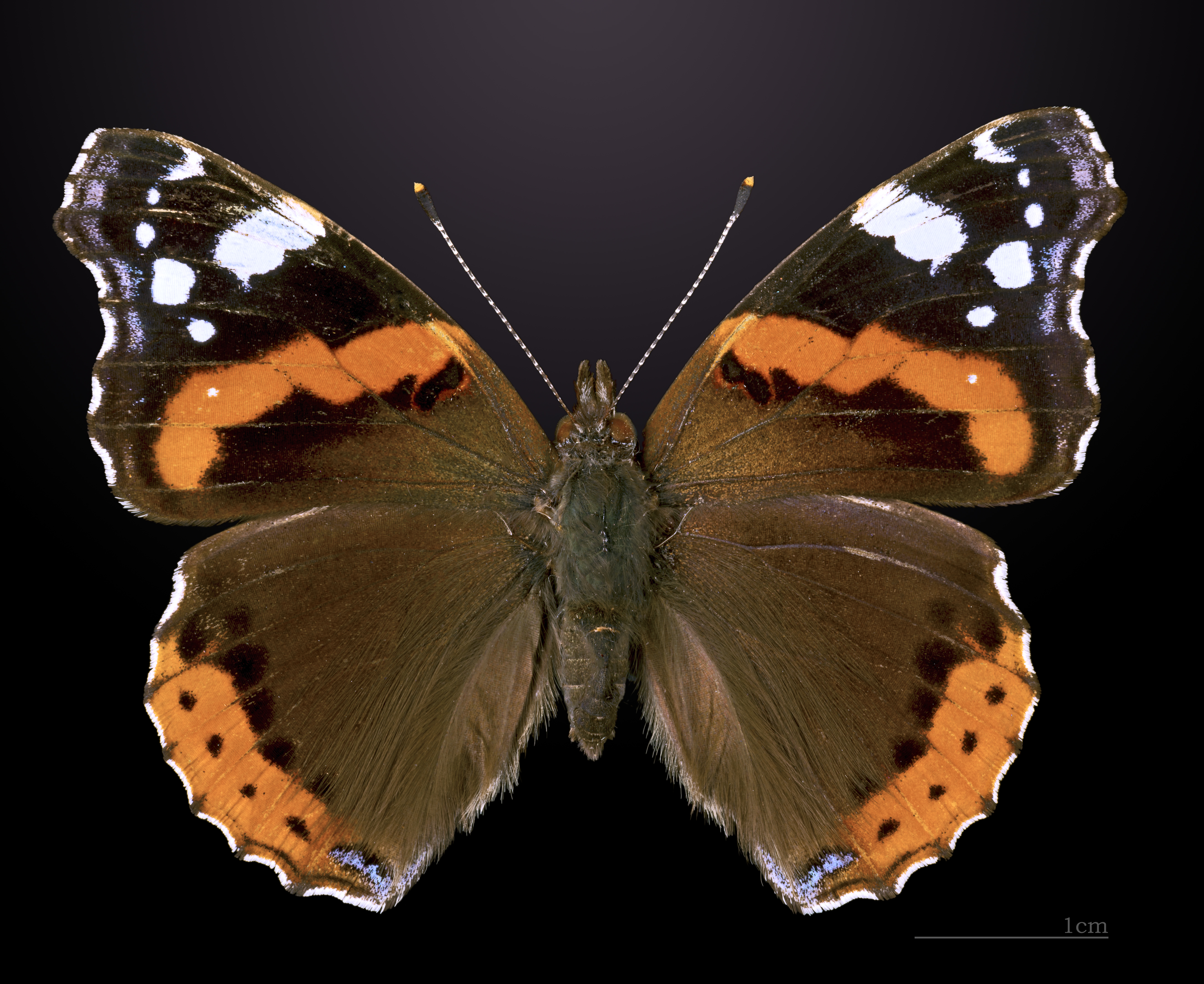
Адмирал

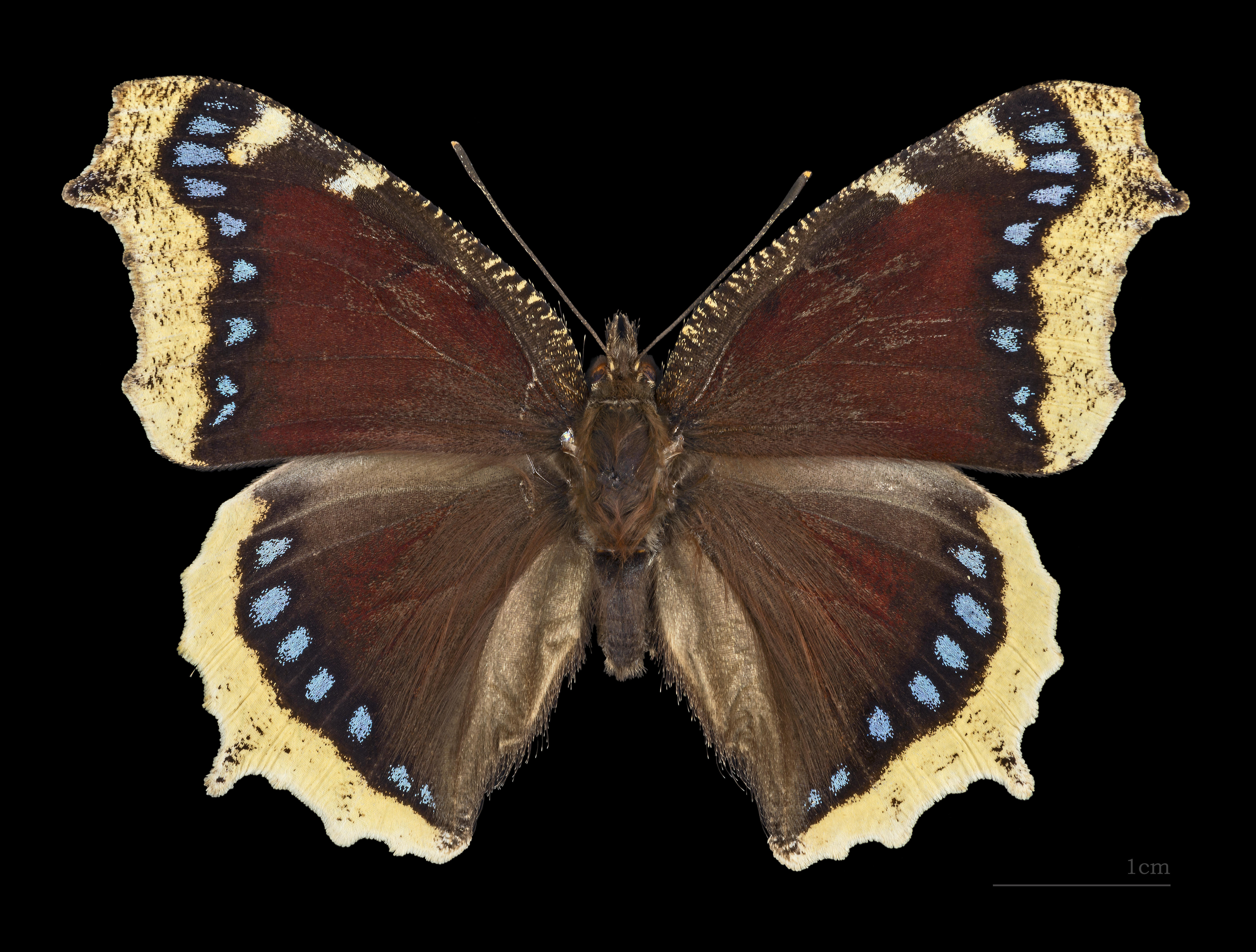
Траурница

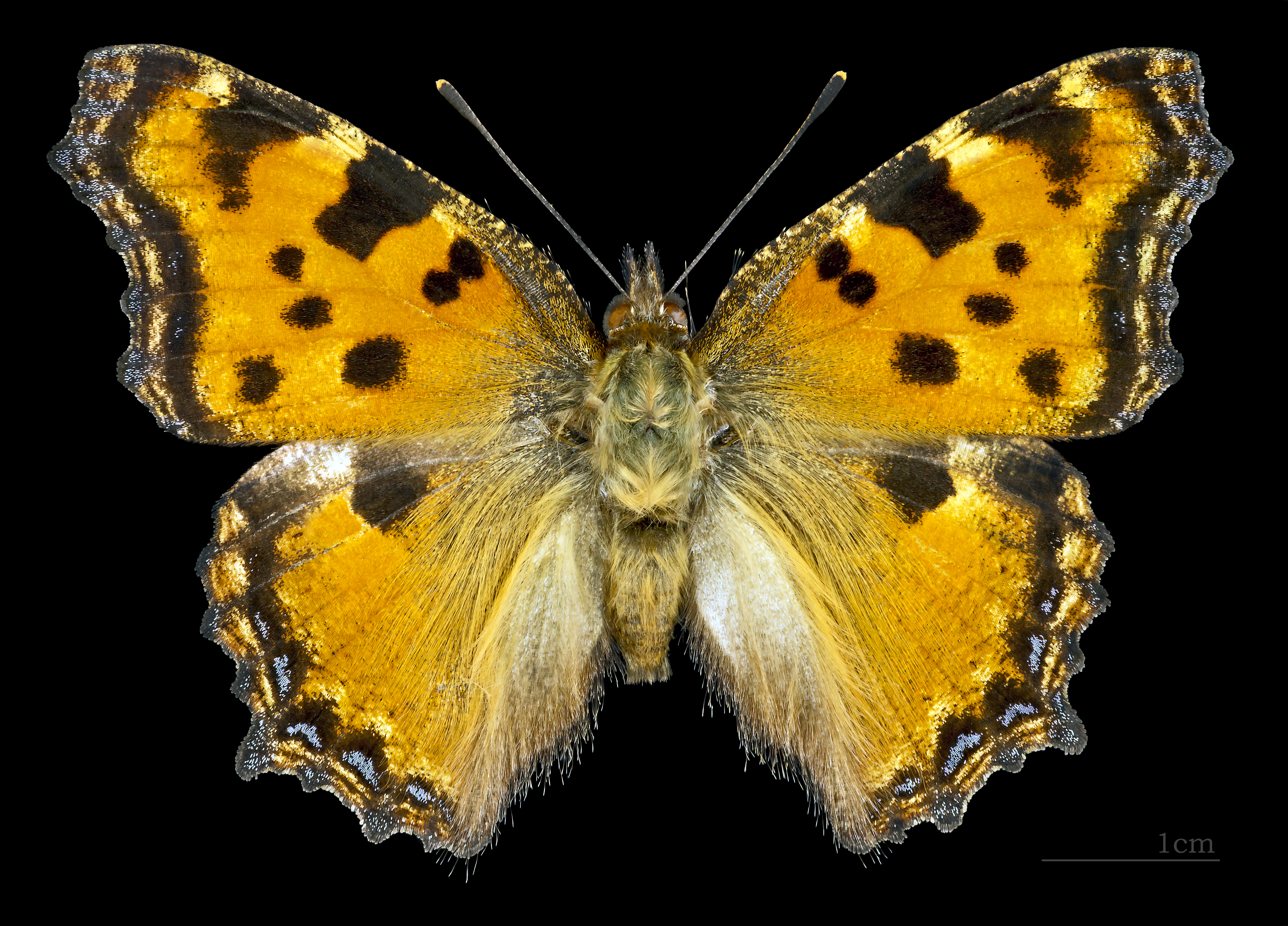
Многоцветница

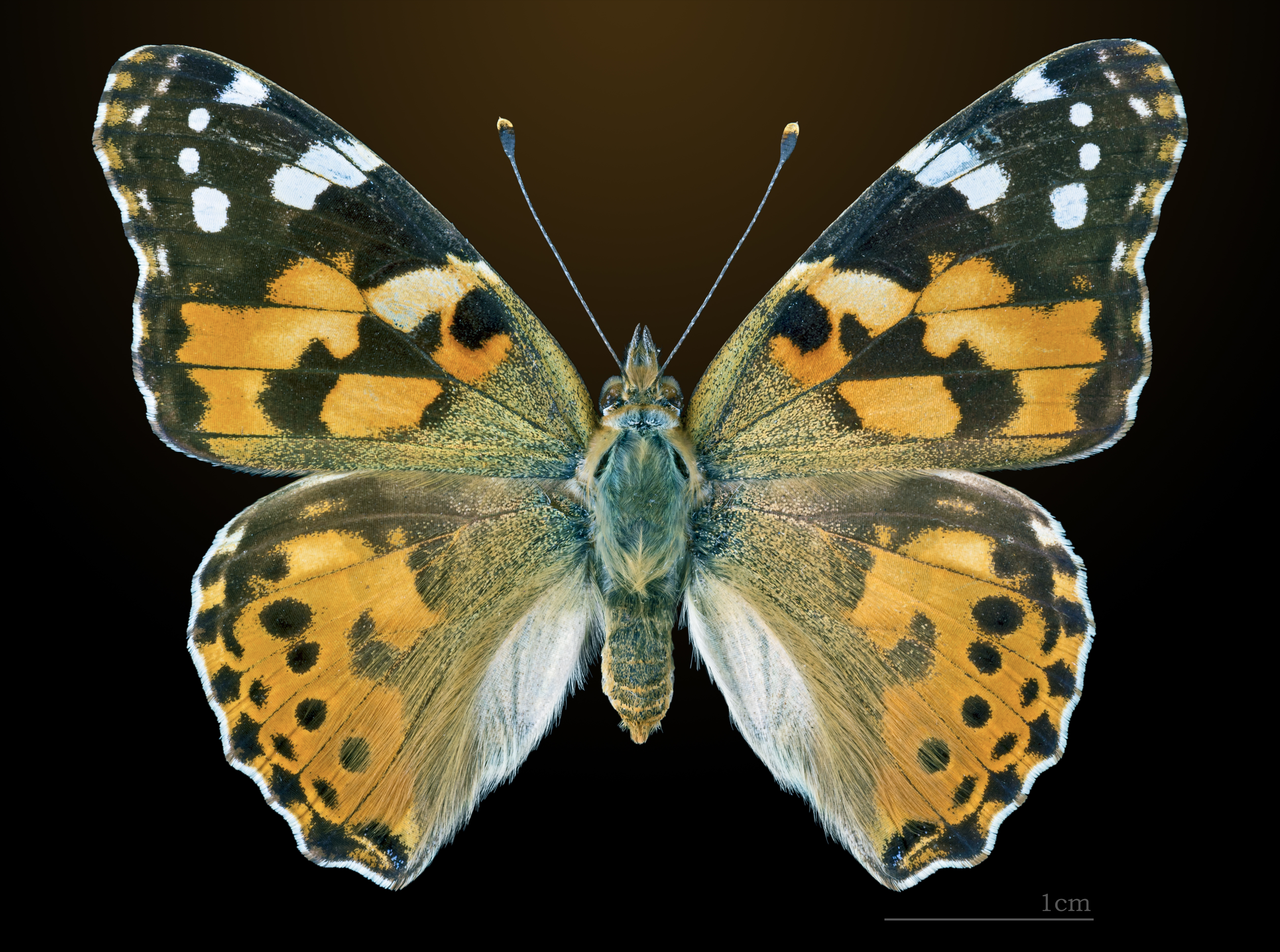
Репейница

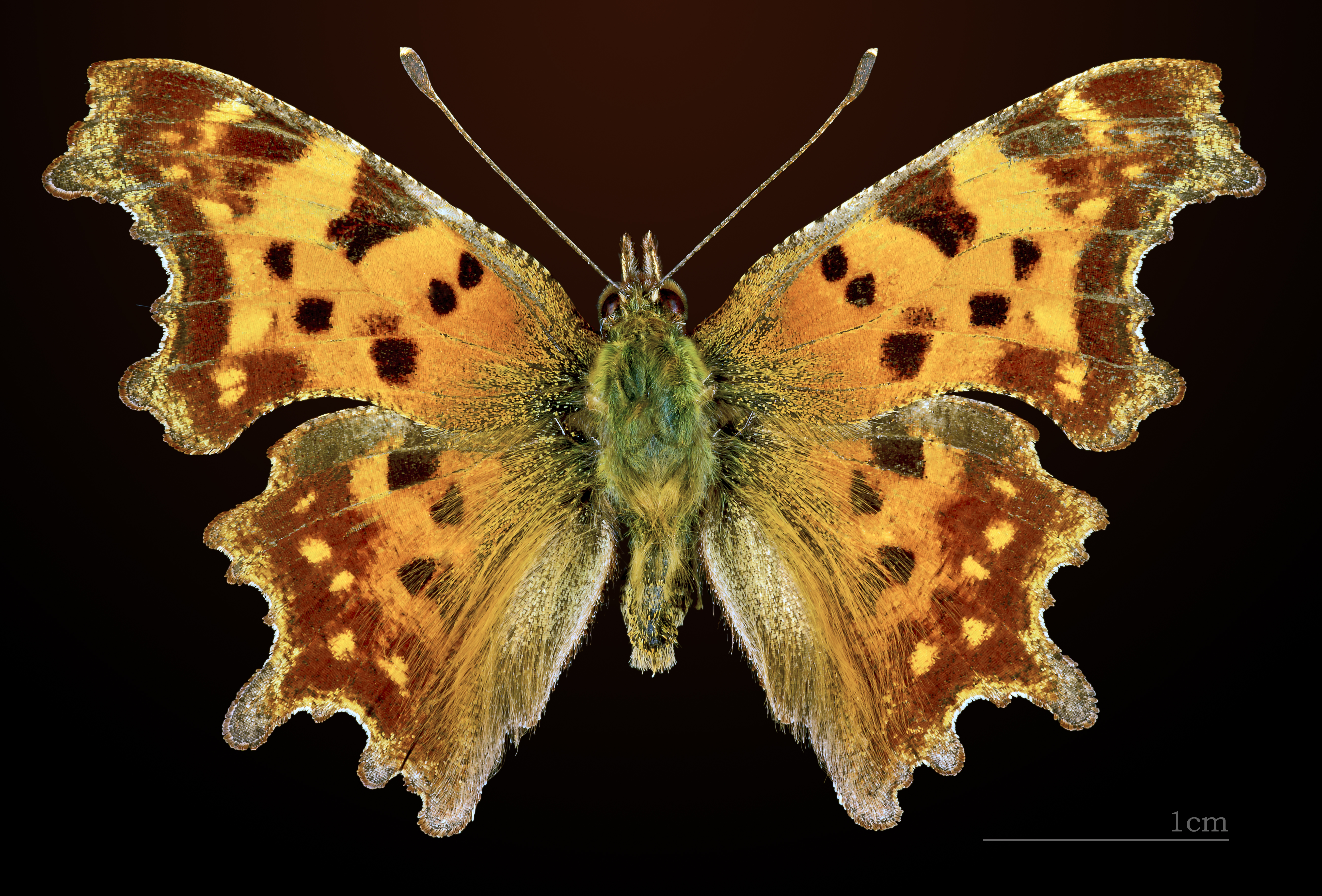
Углокрыльница c-белое

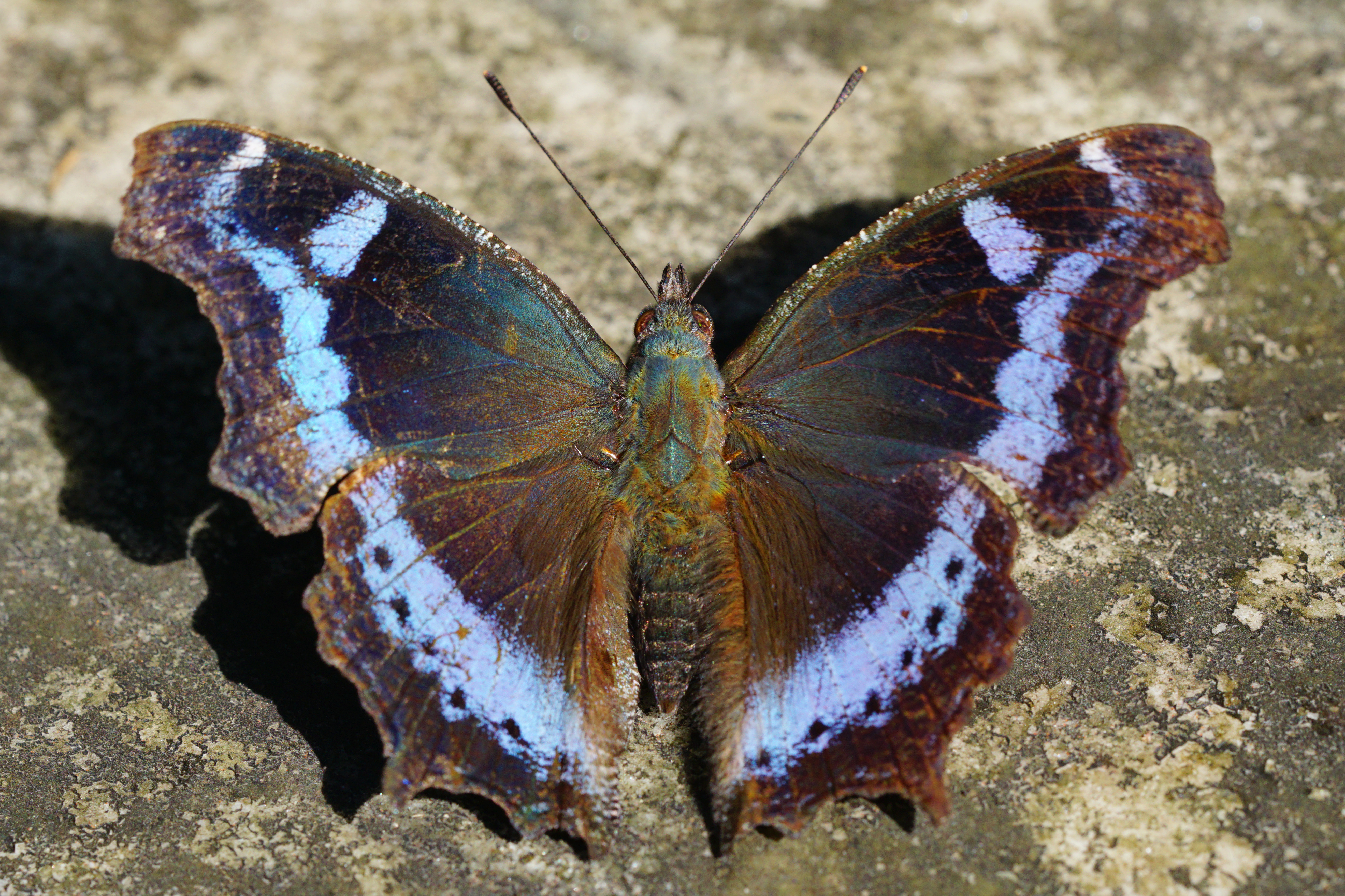
Траурница японская

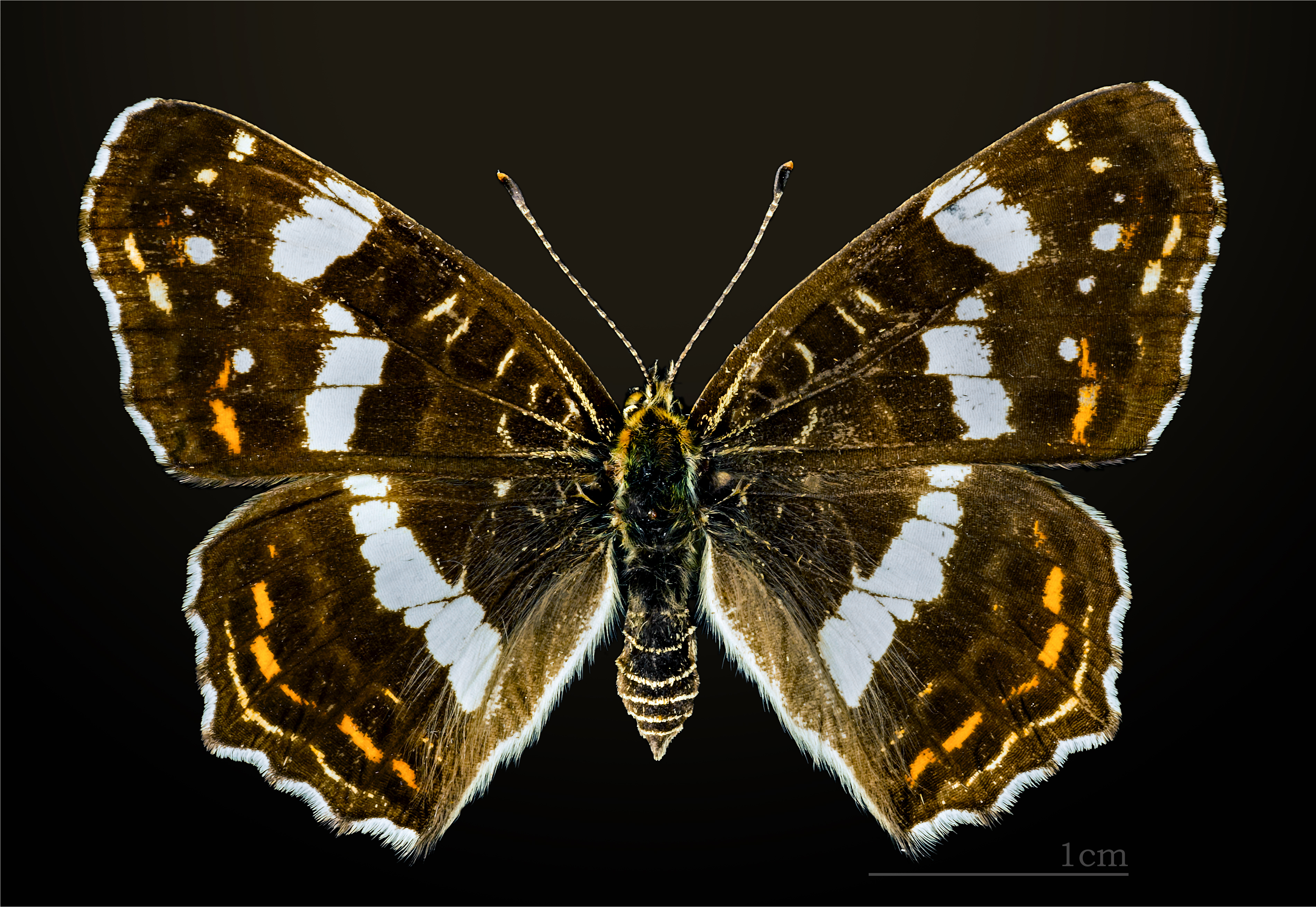
Пестрокрыльница изменчивая

- Aglais io (Linnaeus, 1758) — Павлиний глаз

- Aglais io geischa (Stichel, 1908)
- Aglais io io (Linnaeus, 1758)

Aglais (Aglais)
- Aglais connexa (Butler et Fenton, 1881) — Крапивница слитнопятнистая
- Aglais milberti (Godart, 1819) В России вид известен по единственной находке мигирующей особи
- Aglais urticae (Linnaeus, 1758) — Крапивница

- Aglais urticae eximia (Sheljuzhko, 1919)
- Aglais urticae urticae (Linnaeus, 1758)

Araschnia
- Araschnia burejana  Bremer, 1861 — Пестрокрыльница буреинская
- Araschnia levana  (Linnaeus, 1758) — Пестрокрыльница изменчивая

Nymphalis
Nymphalis (Nymphalis)
- Nymphalis antiopa (Linnaeus, 1758) — Траурница
- Nymphalis polychloros (Linnaeus, 1758) — Многоцветница обыкновенная
- Nymphalis vaualbum ([Denis & Schiffermuller], 1775) — Многоцветница v-белое
- Nymphalis xanthomelas (Esper, [1781]) — Многоцветница чёрно-рыжая

Nymphalis (Kaniska)
- Nymphalis canace (Linnaeus, 1763) — Траурница японская
- Nymphalis canace charonides (Stichel, 1908)

Polygonia
- Polygonia c-album (Linnaeus, 1758) — Углокрыльница c-белое

- Polygonia c-album c-album (Linnaeus, 1758)
- Polygonia c-album hamigera (Butler, 1877)
- Polygonia c-album kultukensis Kleinschmidt, 1929

- Polygonia c-aureum (Linnaeus, 1758) — Углокрыльница с-золотое
- Polygonia egea (Cramer, [1775]) — Углокрыльница южная
- Polygonia interposita Staudinger, 1881 — Углокрыльница промежуточная

Vanessa
- Vanessa atalanta (Linnaeus, 1758) — Адмирал
- Vanessa cardui (Linnaeus, 1758) — Репейница
- Vanessa indica (Herbst, 1794) — Адмирал индийский

#### Шашечницы (Melitaeini)
Euphydryas 
Euphydryas  (Hypodryas)

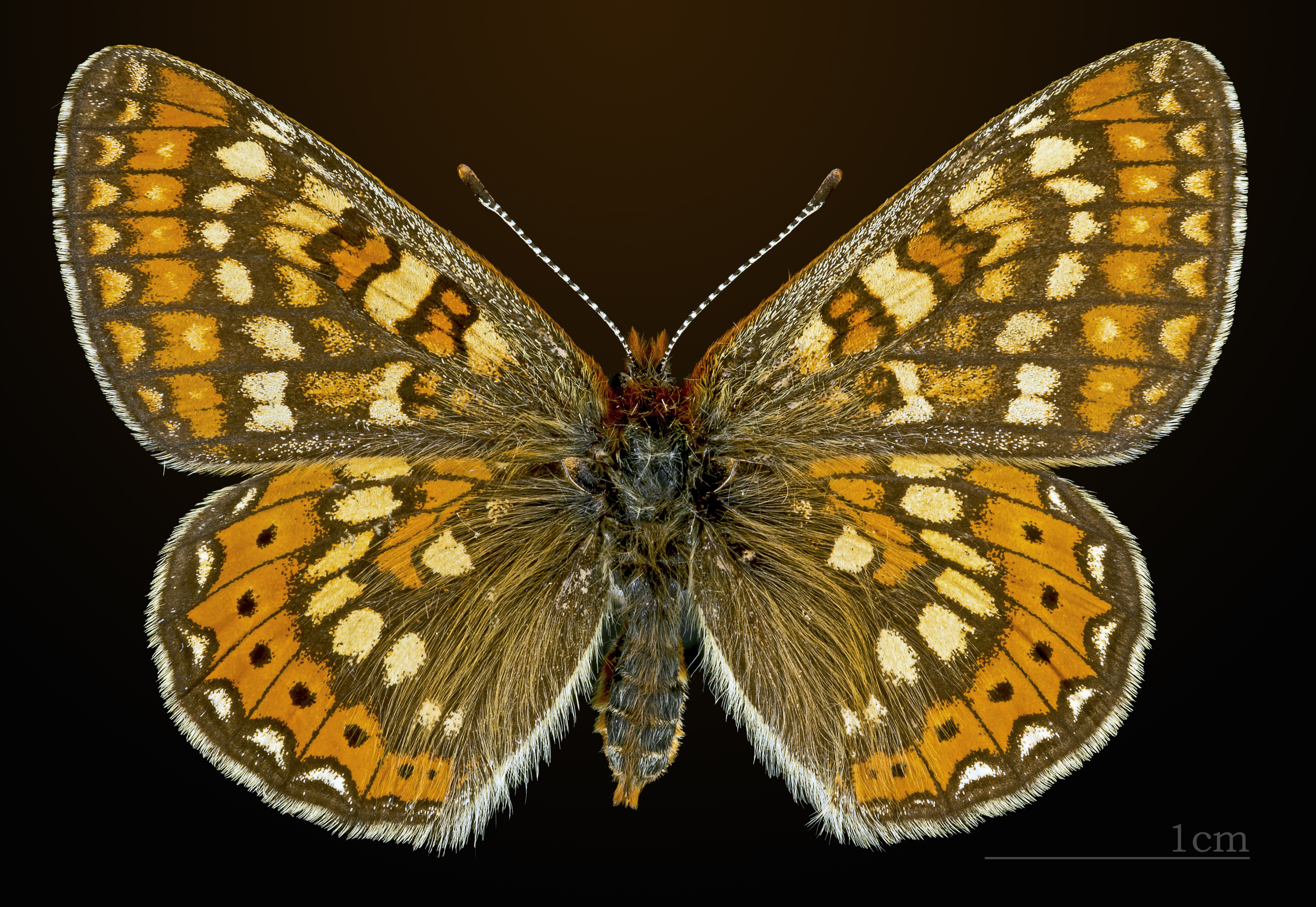
Шашечница авриния

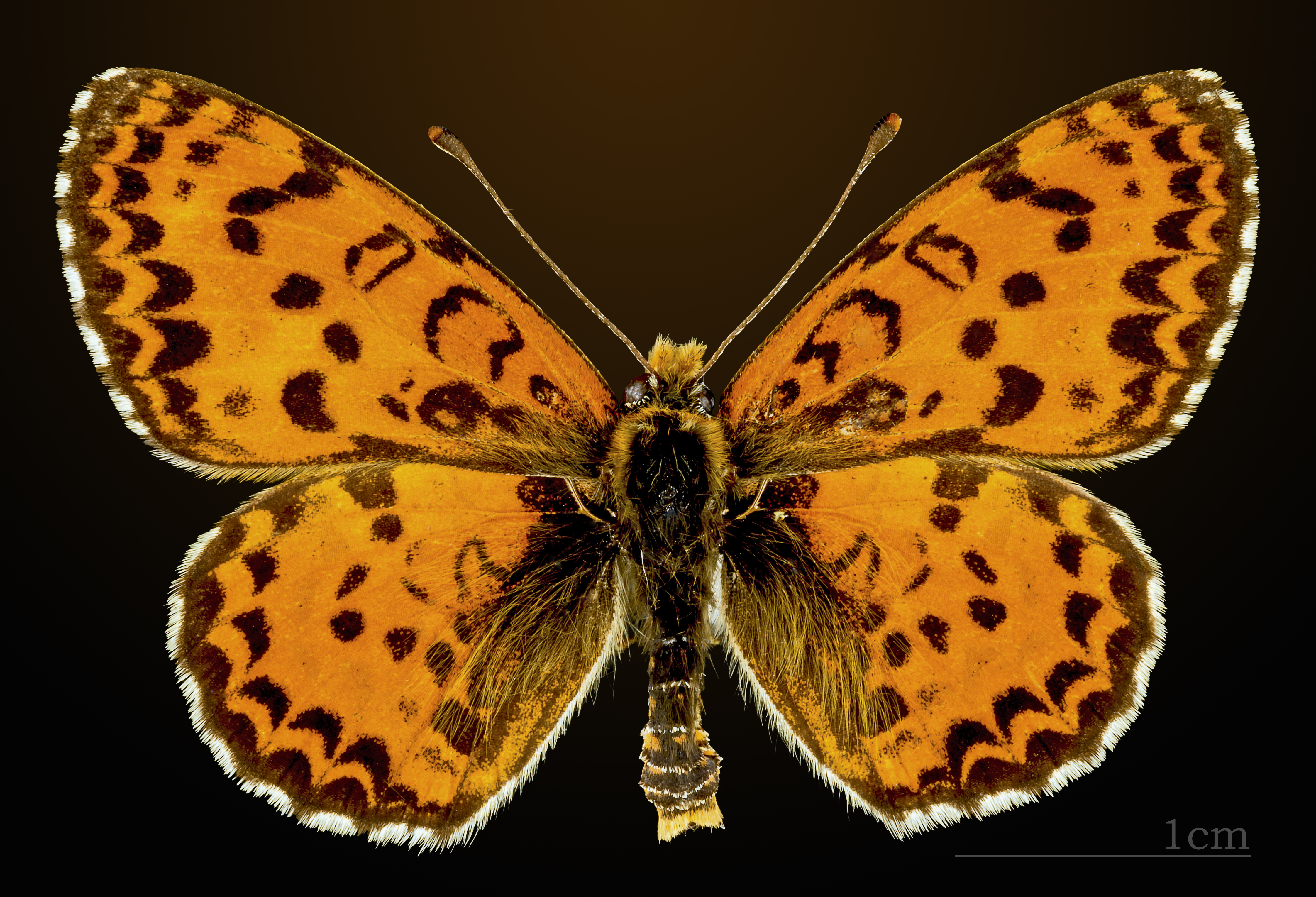
Шашечница красная

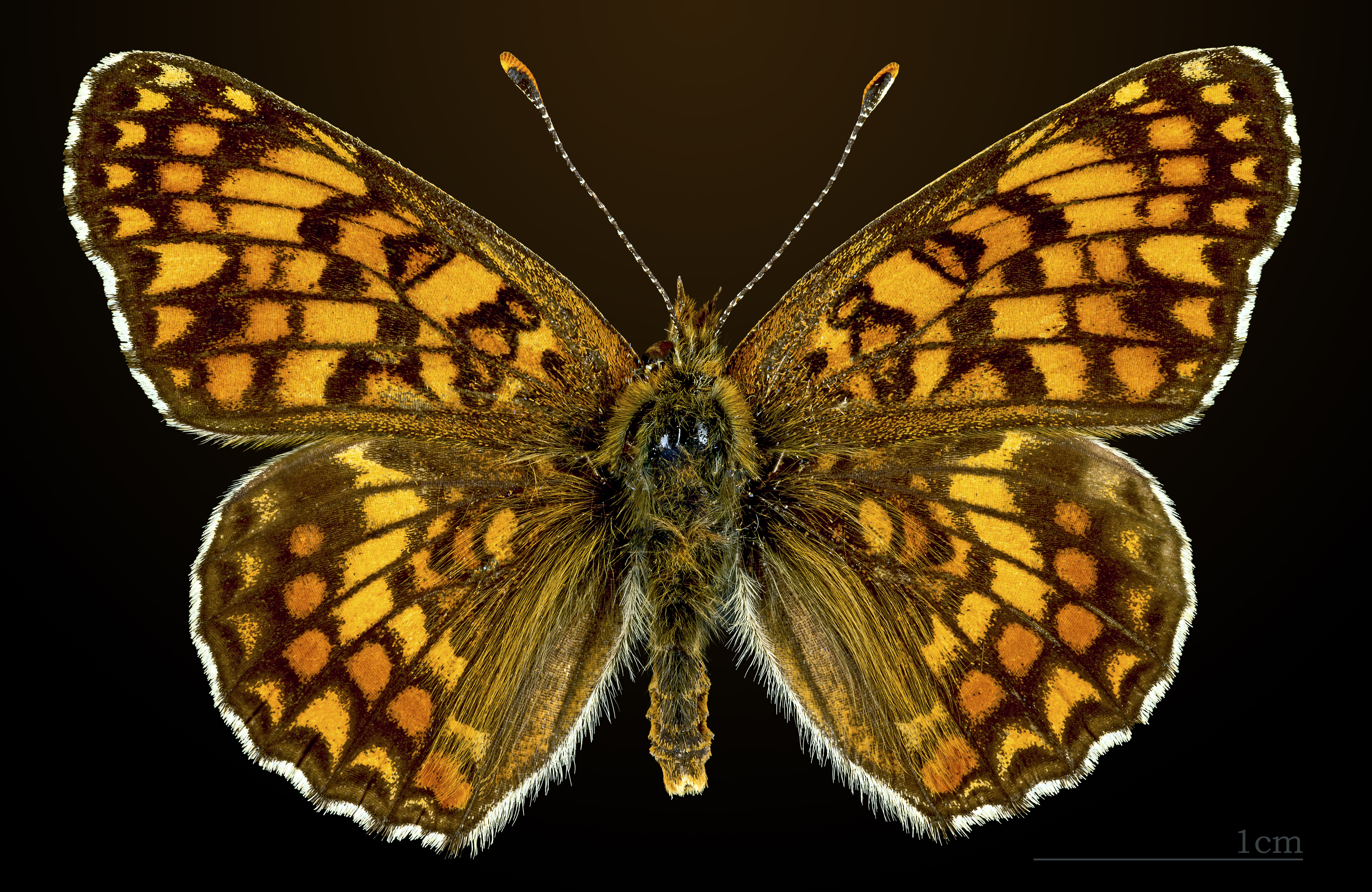
Шашечница феба

- Euphydryas iduna (Dalman, 1816) — Шашечница идуна

- Euphydryas iduna alferakyi Korshunov, 1996
- Euphydryas iduna iduna (Dalman, 1816)
- Euphydryas iduna inexpectata (Shaljuzhko, 1934)
- Euphydryas iduna sajana Higgins, 1950

- Euphydryas intermedia (Ménétriès, 1859) (=Euphydryas ichnea Boisduval, [1833]) — Шашечница промежуточная

- Euphydryas intermedia intermedia (Ménétriès, 1859)
- Euphydryas intermedia konumensis (Matsumura, 1927)

- Euphydryas maturna (Linnaeus, 1758) — Шашечница матурна

- Euphydryas maturna maturna (Linnaeus, 1758)
- Euphydryas maturna staudingeri (Wnukowsky, 1929)

Euphydryas  (Eurodryas)
- Euphydryas aurinia (Rottemburg, 1775) — Шашечница Авриния

- Euphydryas aurinia aurinia (Rottemburg, 1775)
- Euphydryas aurinia pellucida (Christoph, 1893)
- Euphydryas aurinia provincialis (Boisduval, 1828)

- Euphydryas discordia Bolshakov & Korb, 2013
- Euphydryas laeta  (Christoph, 1893) — Шашечница лета
- Euphydryas sibirica (Staudinger, 1861) — Шашечница сибирская

Melitaea
Melitaea (Cinclidia)
- Melitaea ornata  Christoph, 1893 — Шашечница изящная
- Melitaea phoebe ([Denis & Schiffermüller], 1775) — Шашечница Феба

- Melitaea phoebe phoebe ([Denis & Schiffermüller], 1775)
- Melitaea phoebe pseudosibina Alberti, 1969
- Melitaea phoebe saturata Staudinger, 1892
- Melitaea phoebe tungusa Herz, 1898

- Melitaea scotosia Butler, 1878 — Шашечница скотозия

Melitaea (Didymaeformia)
- Melitaea didyma (Esper, [1778]) — Шашечница красная

- Melitaea didyma didyma (Esper, [1778])
- Melitaea didyma neera (Fischer von Waldheim, 1840)
- Melitaea didyma pseudolatonigena Yakovlev, 2002

- Melitaea didymina Staudinger, 1886 — Шашечница дидимина
- Melitaea didymoides Eversmann, 1847 — Шашечница дидимовидная

- Melitaea didymoides didymoides Eversmann, 1847
- Melitaea didymoides seitzi Matsumura, 1929
- Melitaea didymoides yugakuana Matsumura, 1927. Иногда считается самостоятельным видом.

- Melitaea interrupta Kolenati, 1846 — Шашечница прерывистая
- Melitaea latonigena Eversmann, 1847 — Шашечница латонигена

- Melitaea latonigena latonigena Eversmann, 1847
- Melitaea latonigena polaris Grum-Grshimailo, 1899

- Melitaea lunulata  Staudinger, 1901. Указание, по всей видимости, ошибочное.
- Melitaea persea Kollar, [1849] — Шашечница персидская
- Melitaea sutschana Staudinger, 1892 — Шашечница сучанская

- Melitaea sutschana graeseri P.Gorbunov, 1995
- Melitaea sutschana sutschana Staudinger, 1892
- Melitaea sutschana transbaikalica Bryk, 1940

Melitaea (Melitaea)
- Melitaea arcesia Bremer, 1861 — Шашечница арцезия

- Melitaea arcesia arcesia Bremer, 1861
- Melitaea arcesia minor Elwes, 1899

- Melitaea arduinna (Esper, [1784]) — Шашечница горная
- Melitaea cinxia (Linnaeus, 1758) — Шашечница цинксия

- Melitaea cinxia cinxia (Linnaeus, 1758)
- Melitaea cinxia clarissa Staudinger, 1901
- Melitaea cinxia tschujaca Seitz, 1908

- Melitaea diamina (Lang, 1789) — Шашечница диамина

- Melitaea diamina badukensis Alberti, 1969
- Melitaea diamina diamina (Lang, 1789)
- Melitaea diamina hebe (Borkhausen, 1793)

- Melitaea protomedia Ménétriès, 1858 — Шашечница амурская
- Melitaea romanovi Grum-Grshimailo, 1891 — Шашечница Романова
- Melitaea trivia ([Denis & Schiffermüller], 1775) — Шашечница тривия

- Melitaea trivia caucasi Verity, 1922
- Melitaea trivia singularia Korshunov, 1995
- Melitaea trivia trivia ([Denis & Schiffermüller], 1775)
- Melitaea trivia uvarovi P.Gorbunov, 1995

- Melitaea fascelis (Esper, 1783) - подвид Melitaea trivia ([Denis & Schiffermüller], 1775)

Melitaea (Mellicta)
- Melitaea ambigua Ménétriès, 1859 — Шашечница амбигва

- Melitaea ambigua ambigua Ménétriès, 1859
- Melitaea ambigua kenteana Seitz, 1908

- Melitaea athalia (Rottemburg, 1775) — Шашечница аталия

- Melitaea athalia athalia (Rottemburg, 1775)
- Melitaea athalia hyperborea (Dubatolov, 1997)
- Melitaea athalia reticulata (Higgins, 1955)

- Melitaea aurelia Nickerl, 1850 — Шашечница Аврелия

- Melitaea aurelia aurelia Nickerl, 1850
- Melitaea aurelia ciscaucasica Rjabov, 1926

- Melitaea britomartis Assmann, 1847 — Шашечница бритомарта

- Melitaea britomartis amurensis Staudinger, 1892
- Melitaea britomartis britomartis Assmann, 1847

- Melitaea caucasogenita Verity, 1930 — Шашечница кавказская
- Melitaea menetriesi Caradja, 1895

- Melitaea menetriesi centralasiae Wnukowsky, 1929
- Melitaea menetriesi kolymskaya (Higgins, 1955)
- Melitaea menetriesi menetriesi Caradja, 1895
- Melitaea menetriesi westsibirica ([Dubatolov] in Korshunov, 1998)

- Melitaea plotina Bremer, 1861 -

- Melitaea plotina pacifica Verity, 1932
- Melitaea plotina plotina Bremer, 1861
- Melitaea plotina standeli (Dubatolov, 1997)

- Melitaea rebeli Wnukowsky, 1929 — Шашечница Ребеля. Часто считается подвидом Melitaea menetriesi Caradja, 1895

#### Перламутровки (Argynnini)
Argynnis
Argynnis (Argynnis)

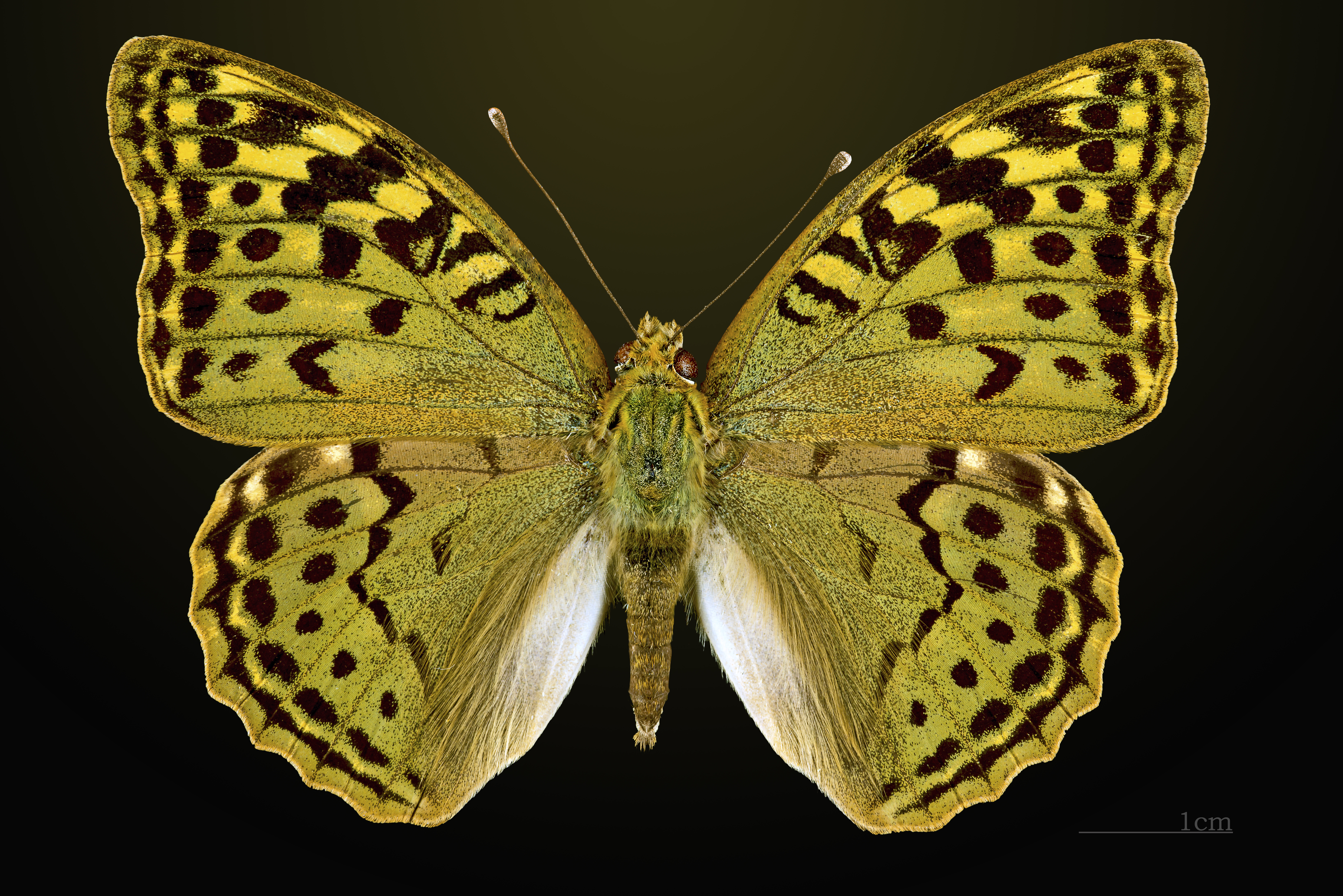
Перламутровка пандора

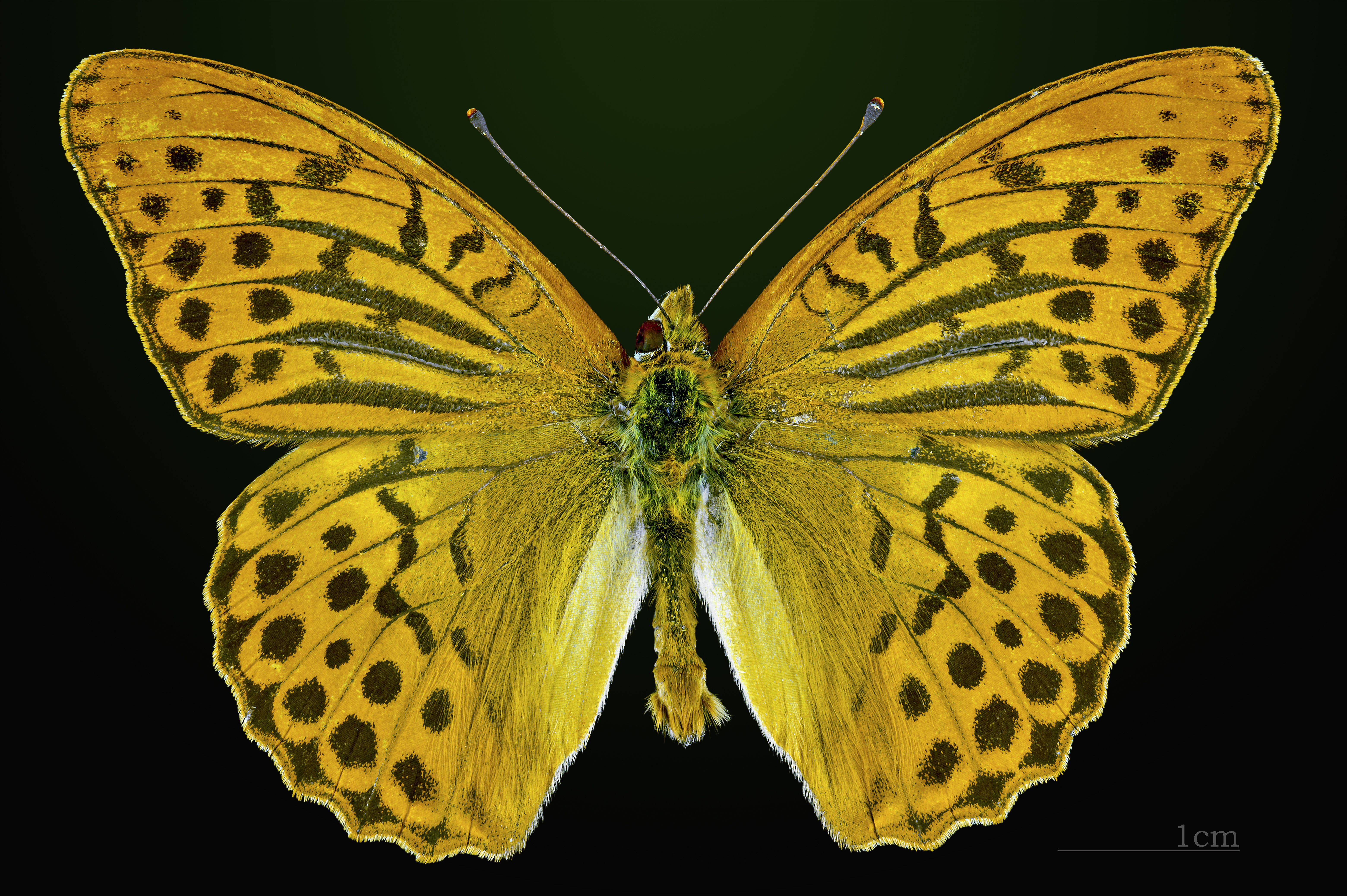
Перламутровка пафия

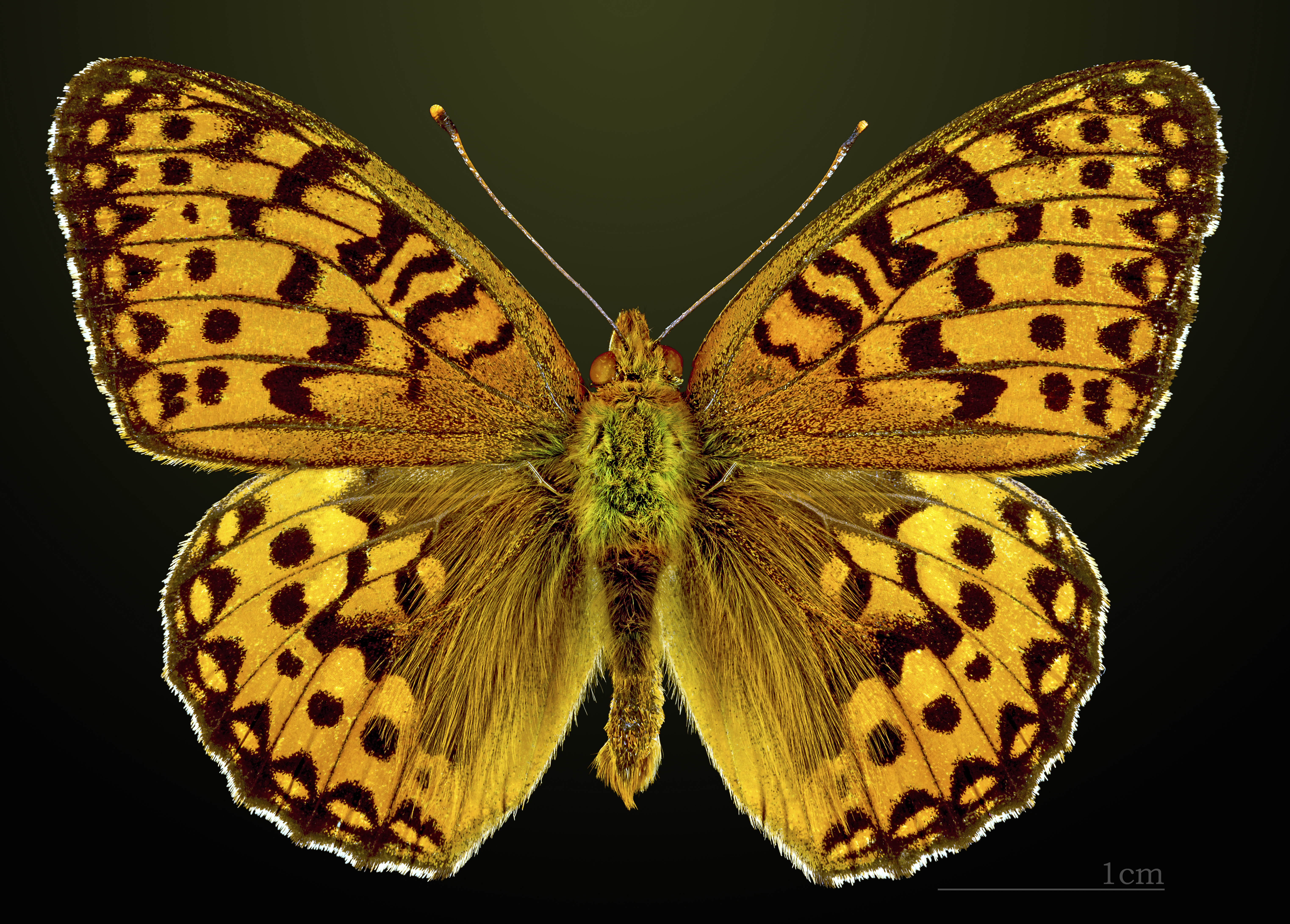
Перламутровка Аглая

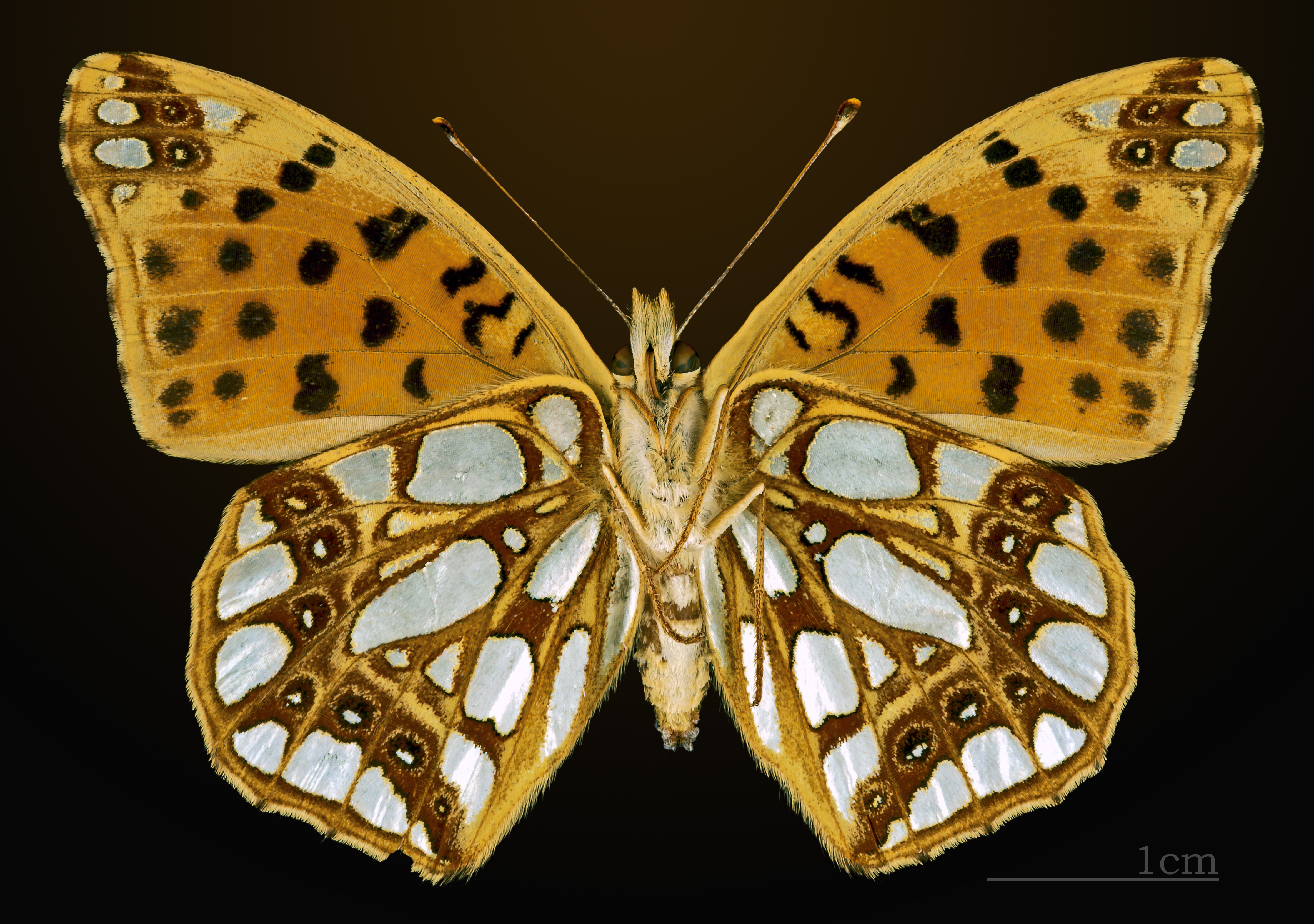
Перламутровка блестящая

- Argynnis paphia (Linnaeus, 1758) — Перламутровка пафия

- Argynnis paphia neopaphia Fruhstorfer, 1907
- Argynnis paphia paphia (Linnaeus, 1758)

Argynnis (Argyreus)
- Argynnis hyperbius (Linnaeus, 1767) — Аргирей

Argynnis (Argyronome)
- Argynnis laodice (Pallas, 1771) — Перламутровка лаодика

- Argynnis laodice japonica Ménétriès, 1857
- Argynnis laodice laodice (Pallas, 1771)

- Argynnis ruslana Motschulsky, 1866 — Перламутровка Руслана

Argynnis (Childrena)
- Argynnis zenobia Leech, 1890 — Перламутровка зенобия

- Argynnis zenobia penelope Staudinger, 1891

Argynnis (Damora)
- Argynnis sagana Doubleday, [1847] — Перламутровка непарная

- Argynnis sagana paulina Nordmann, 1851
- Argynnis sagana relicta Korshunov, 1984
- Argynnis sagana sagana Doubleday, [1847]

Argynnis (Fabriciana)
- Argynnis adippe ([Denis & Schiffermüller], 1775) — Перламутровка адиппа

- Argynnis adippe adippe ([Denis & Schiffermüller], 1775)
- Argynnis adippe pallescens Butler, 1873
- Argynnis adippe thalestria Jachontov, 1909
- Argynnis adippe zarewna Fruhstorfer, 1912

- Argynnis coredippe Leech, 1893
- Argynnis nerippe С.Felder & R.Felder, 1862 — Перламутровка корейская

- Argynnis nerippe coreana Butler, 1882

- Argynnis niobe (Linnaeus, 1758) — Перламутровка ниоба

- Argynnis niobe barkhatovi P.Gorbunov, 2001
- Argynnis niobe niobe (Linnaeus, 1758)

- Argynnis vorax Butler, 1871 — Перламутровка воракс
- Argynnis xanthodippe Fixsen, 1887

Argynnis (Nephargynnis)
- Argynnis anadyomene С.Felder & R.Felder, 1862 — Перламутровка анадиомена

Argynnis (Pandoriana)
- Argynnis pandora ([Denis & Schiffermüller], 1775) — Перламутровка пандора

Argynnis (Speyeria)
- Argynnis aglaja (Linnaeus, 1758) — Перламутровка аглая

- Argynnis aglaja aglaja (Linnaeus, 1758)
- Argynnis aglaja borealis Hemming, 1942
- Argynnis aglaja fortuna Janson, 1877
- Argynnis aglaja kenteana Stichel, 1902

Boloria
Boloria (Boloria)
- Boloria alaskensis (Holland, 1900) — Болория аляскинская. Иногда считается группой родственных подвидов Boloria napaea (Hoffmannsegg, 1804)

- Boloria alaskensis alaskensis (Holland, 1900)
- Boloria alaskensis bato Churkin, 1999
- Boloria alaskensis sedykhi (Crosson du Cormier, 1977)

- Boloria altaica (Grum-Grshimailo, 1893) — Болория алтайская. Иногда считается группой родственных подвидов Boloria napaea (Hoffmannsegg, 1804)
- Boloria aquilonaris (Stichel, 1908) — Болория северная

- Boloria aquilonaris aquilonaris (Stichel, 1908)
- Boloria aquilonaris infans Churkin, 2000
- Boloria aquilonaris jakubovi Kosterin & P.Gorbunov, 2007
- Boloria aquilonaris neopales (Nakahara, 1926)

- Boloria banghaasi (Seitz, 1908) — Болория Банг-Гааза. Иногда считается подвидом Boloria aquilonaris (Stichel, 1908)
- Boloria caucasica (Lederer, 1852) — Болория кавказская

- Boloria caucasica caucasica (Lederer, 1852)
- Boloria caucasica petrovi Churkin, 2000

- Boloria frigidalis Warren, 1944 — Перламутровка хладолюбивая
- Boloria napaea (Hoffmannsegg, 1804) — Перламутровка альпийская

- Boloria napaea contaminata P.Gorbunov & Kosterin, 2007
- Boloria napaea napaea (Hoffmannsegg, 1804)
- Boloria napaea purpurea Churkin, 1999
- Boloria napaea vinokurovi Dubatolov, 1992

- Boloria roddi Kosterin, 2000 — Болория Родда. Иногда считается подвидом Boloria aquilonaris (Stichel, 1908)

Boloria (Clossiana)
- Boloria angarensis (Erschoff, 1870) — Перламутровка ангарская

- Boloria angarensis angarensis (Erschoff, 1870)
- Boloria angarensis miyakei (Matsumura, 1919)
- Boloria angarensis hakutozana (Matsumura, 1927)

- Boloria chariclea (Schneider, 1794) — Перламутровка хариклея

- Boloria chariclea butleri (Edwards, 1883)
- Boloria chariclea chariclea (Schneider, 1794)

- Boloria dia (Linnaeus, 1767) — Перламутровка малая

- Boloria dia dia (Linnaeus, 1767)
- Boloria dia semota (Tuzov, 2000)

- Boloria erda (Christoph, 1893) — Перламутровка эрда
- Boloria euphrosyne (Linnaeus, 1758) — Перламутровка эвфросина

- Boloria euphrosyne dagestanica (Sovinsky, 1905)
- Boloria euphrosyne euphrosyne (Linnaeus, 1758)
- Boloria euphrosyne kamtschadalis (Seitz, 1908)

- Boloria freija (Thunberg, 1791) — Перламутровка фрейя

- Boloria freija freija (Thunberg, 1791)
- Boloria freija pallida (Elwes, 1899)

- Boloria frigga (Thunberg, 1791) — Перламутровка фригга

- Boloria frigga alpestris (Elwes, 1899)
- Boloria frigga frigga (Thunberg, 1791)

- Boloria improba (Butler, 1877) — Перламутровочка арктическая
- Boloria iphigenia (Graeser, 1888) — Перламутровка ифигения

- Boloria iphigenia insularia (Korshunov, 1996)
- Boloria iphigenia iphigenia (Graeser, 1888)

- Boloria oscarus (Eversmann, 1844) — Перламутровка оскар

- Boloria oscarus australis (Graeser, 1888)
- Boloria oscarus oscaroides (Ménétriès, 1859)
- Boloria oscarus oscarus (Eversmann, 1844)

- Boloria perryi (Butler, 1882) — Перламутровка Перри
- Boloria polaris (Boisduval, 1828) — Перламутровка полярная

- Boloria polaris kurentzovi (Wyatt, 1961)
- Boloria polaris polaris (Boisduval, 1828)

- Boloria selene ([Denis & Schiffermüller], 1775) — Перламутровка селена

- Boloria selene chibiana (Matsumura, 1927)
- Boloria selene selene ([Denis & Schiffermüller], 1775)
- Boloria selene thalia (Hübner, 1800)

- Boloria selenis  (Evermann, 1837) — Перламутровка сибирская

- Boloria selenis selenis  (Evermann, 1837)
- Boloria selenis sibirica  (Erschoff, 1870)

- Boloria thore (Hübner, [1803]) — Перламутровка Тора

- Boloria thore arctomontanus (Bogdanov, 2003)
- Boloria thore borealis (Staudinger, 1861)
- Boloria thore excellens (Krulikowsky, 1893)
- Boloria thore hypercala (Fruhstorfer, 1907)
- Boloria thore hyperusia (Fruhstorfer, 1907)
- Boloria thore karafutonis (Matsumura, 1919)
- Boloria thore transuralensis (Sheljuzhko, 1931)

- Boloria titania (Esper, [1793]) — Перламутровка титания

- Boloria titania bivina (Fruhstorfer, 1908)
- Boloria titania staudingeri (Wnukowsky, 1929)

- Boloria tritonia (Bober, 1812) — Перламутровка тритония

- Boloria tritonia amphilochus (Ménétriès, 1859)
- Boloria tritonia barkalovi (Dubatolov, 2010)
- Boloria tritonia dubatolovi (Korshunov, 1987)
- Boloria tritonia elatus (Staudinger, 1892)
- Boloria tritonia ershovi (Korshunov & P.Gorbunov, 1995)
- Boloria tritonia galinae (Asahi, 2006)
- Boloria tritonia machati (Korshunov, 1987)
- Boloria tritonia matveevi (Р.Gorbunov & Korshunov, 1995) — Перламутровка Матвеева. Исследование индивидуальной изменчивости гениталий показало конспецифичность.
- Boloria tritonia suntara (Korshunov & [Dubatolov], 1998)
- Boloria tritonia tritonia (Bober, 1812)
- Boloria tritonia tschukotkensis (Wyatt, 1961)

Boloria (Proclossiana)
- Boloria eunomia (Esper, [1799]) — Болория бледная

- Boloria eunomia acidalia (Böber, 1809)
- Boloria eunomia eunomia (Esper, [1799])
- Boloria eunomia exspectata Morgun, 2011
- Boloria eunomia itelmena (P.Gorbunov, 2007)
- Boloria eunomia ossianus (Herbst, 1800)
- Boloria eunomia riamia (Korshunov & Ivonin, 1998)

Brenthis
- Brenthis daphne (Bergstrasser, 1780) — Перламутровка малинная

- Brenthis daphne daphne (Bergstrasser, 1780)
- Brenthis daphne fumidia Butler, 1882

- Brenthis hecate ([Denis & Schiffermuller], 1775) — Перламутровка геката
- Brenthis ino (Rottemburg, 1775) — Перламутровка таволговая

- Brenthis ino ino (Rottemburg, 1775)
- Brenthis ino paidicus (Fruchstorfer, 1907)
- Brenthis ino magadanica (Kurentzov, 1970)
- Brenthis ino siopelus (Fruhstorfer, 1907)
- Brenthis ino amurensis (Staudinger, 1887)
- Brenthis ino parvimarginalis (Nakahara, 1926)
- Brenthis ino tigroides (Fruhstorfer, 1907)

Issoria
- Issoria eugenia (Eversmann, 1847) — Перламутровка Евгения
- Issoria lathonia (Linnaeus, 1758) — Перламутровка блестящая

### Хараксесы (Charaxinae)
Подсемейство, филогенетически близкое к сатирам, а не к переливницам, как можно было бы предполагать.
Charaxes
- Charaxes jasius (Linnaeus, 1767)** — Харакс европейский Имеются данные о редких единичных залётах этого вида на южный берег Крыма (сообщения Николая Михайловича Романова, М.И. Сироткина, П.Я. Устюжанина). Также на залёт этой бабочки на мыс Ай-Тодор в Крыму в конце 1870-х годов указывал Сергей Николаевич Алфераки. Фактический материал отсутствует.

## Сатириды (Satyridae)[К 3]

### Elymniinae
Esperarge

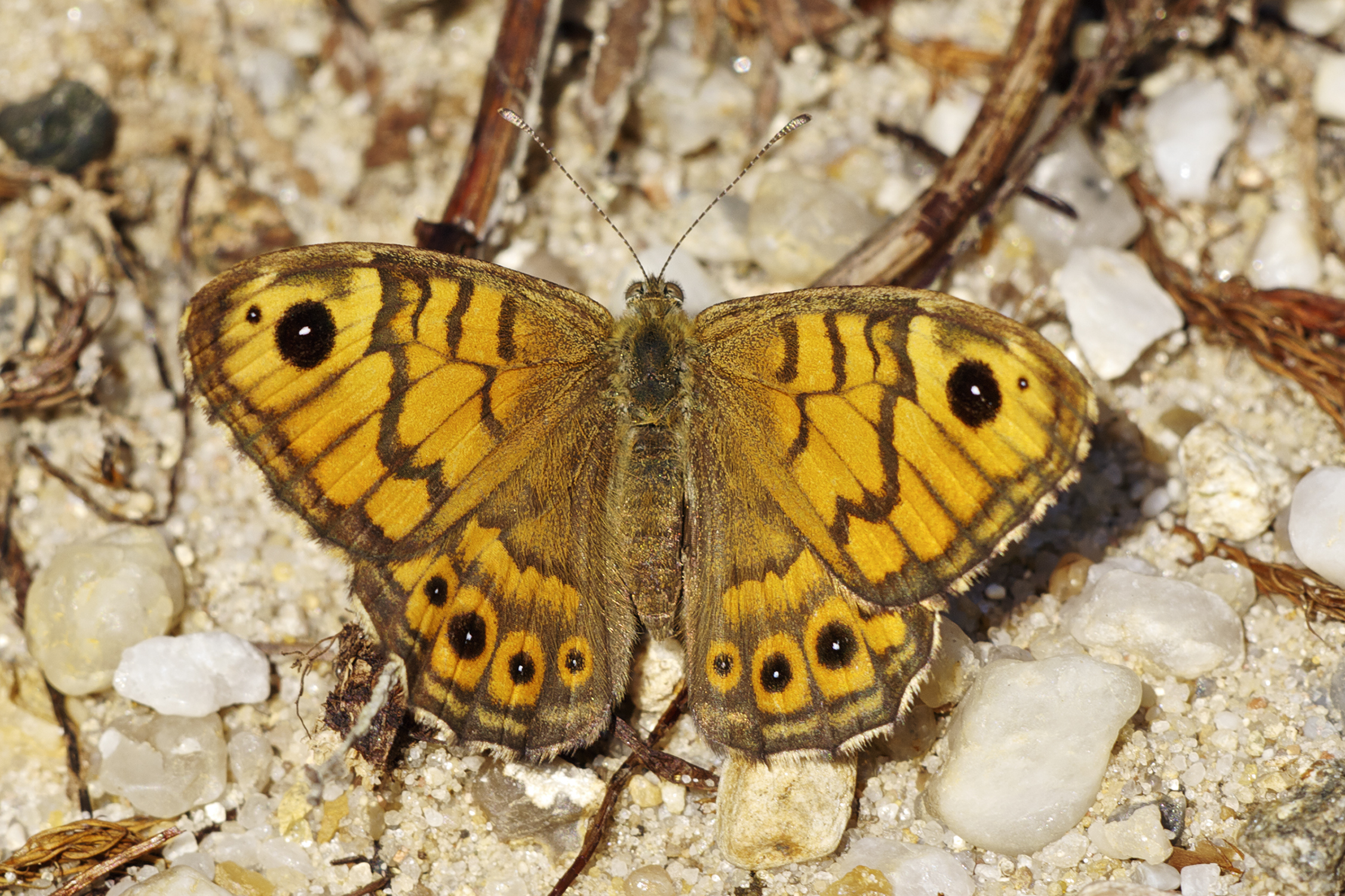
Буроглазка мегера

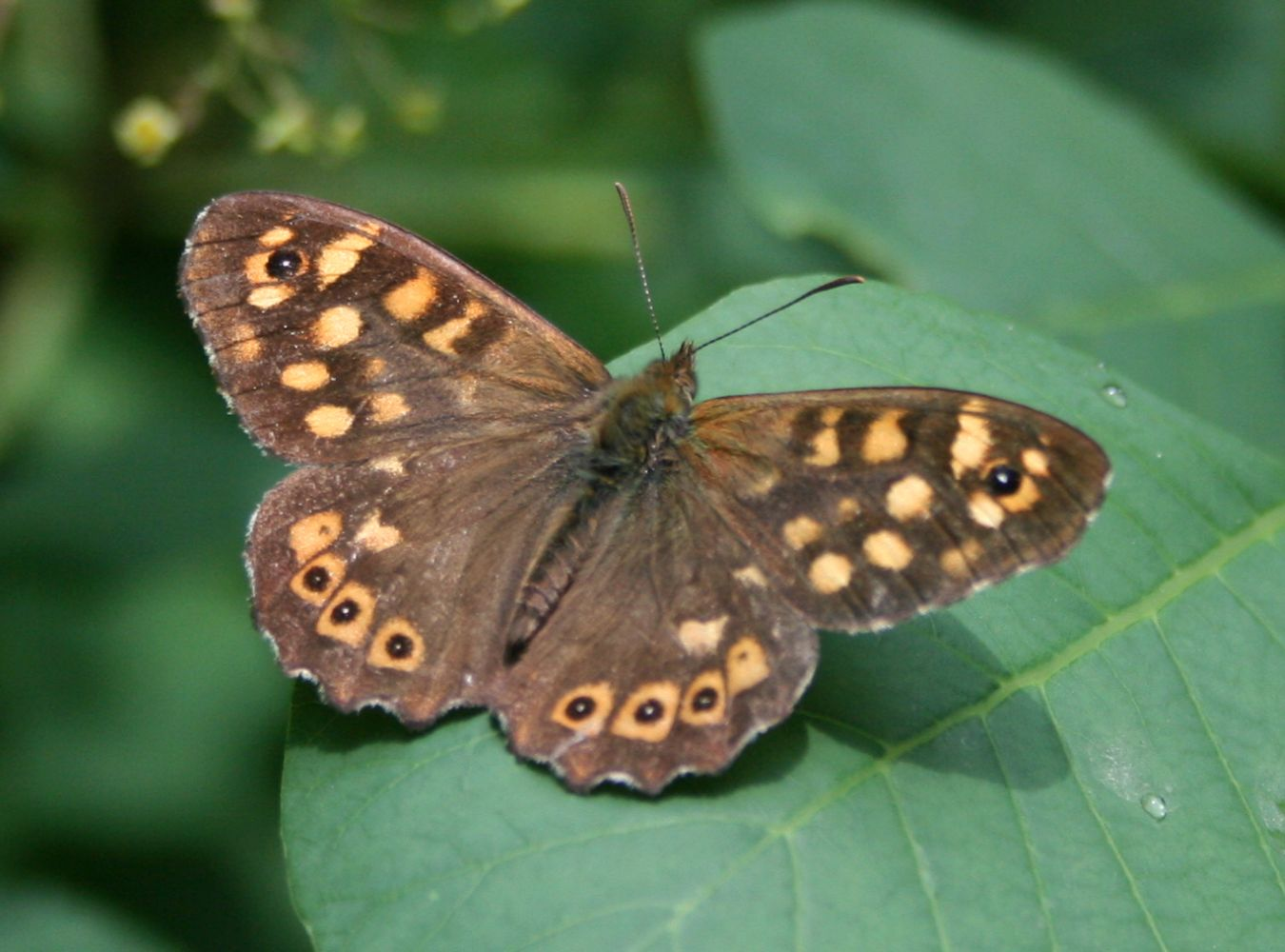
Краеглазка эгерия

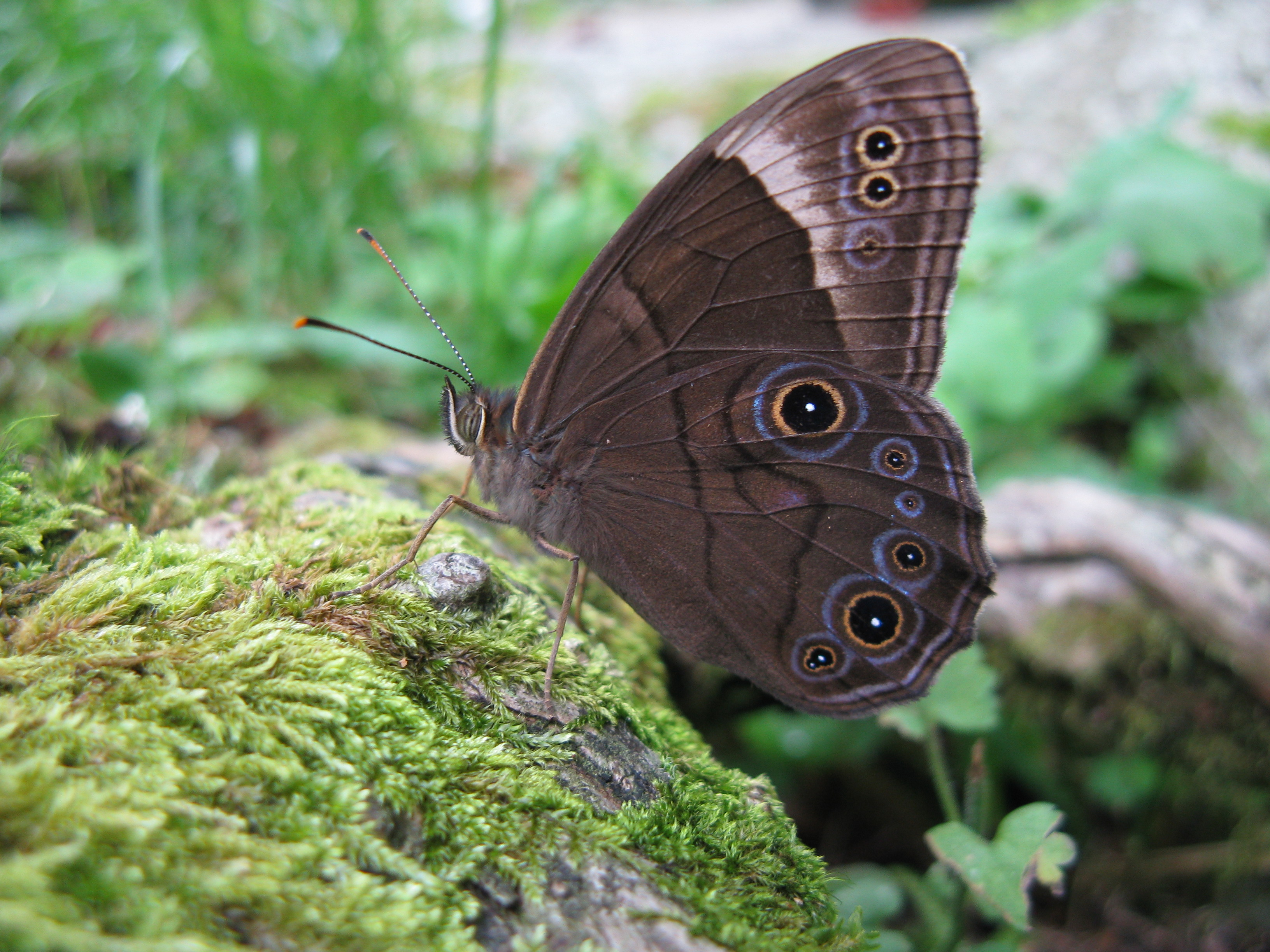
Бархатница диана

- Esperarge climene (Esper, [1783]) — Бархатница Климена

- Esperarge climene climene (Esper, [1783])
- Esperarge climene roxandra (Herrich-Schäffer, 1850)

Kirinia
- Kirinia epaminondas (Staudinger, 1887) — Бархатница эпаминонд
- Kirinia epimenides (Ménétriès, 1859) — Бархатница эпименид

Lasiommata
- Lasiommata maera (Linnaeus, 1758) — Буроглазка большая
- Lasiommata megera (Linnaeus, 1767) — Буроглазка мегера
- Lasiommata petropolitana (Fabricius, 1787) — Краеглазка петербургская

Lethe
- Lethe diana (Butler, 1866) — Бархатница диана

- Lethe diana beljaevi Dubatolov, 2006
- Lethe diana diana (Butler, 1866)

- Lethe marginalis (Motschulsky, 1860) — Бархатница окаймлённая

Lopinga
- Lopinga achine (Scopoli, 1763) — Краеглазка ахина

- Lopinga achine achine (Scopoli, 1763)
- Lopinga achine chosensis (Matsumura, 1929)
- Lopinga achine euximia (Staudinger, 1892)
- Lopinga achine jesoensis (Matsumura, 1919)
- Lopinga achine karafutonis (Matsumura, 1919)

- Lopinga deidamia (Eversmann, 1851) — Краеглазка каменистая

Neope
- Neope goschkevitschii (Ménétriès, 1857) — Бархатница Гошкевича
- Neope niphonica Butler, 1881 — Бархатница японская

Ninguta
- Ninguta schrenckii (Ménétriès, 1859) — Бархатница Шренка

Pararge
- Pararge aegeria (Linnaeus, 1758) — Краеглазка эгерия

Zophoessa
- Zophoessa callipteris (Butler, 1877) — Бархатница бамбуковая

### Satyrinae

#### Клетчатые бархатницы (Melanargiini)
Melanargia

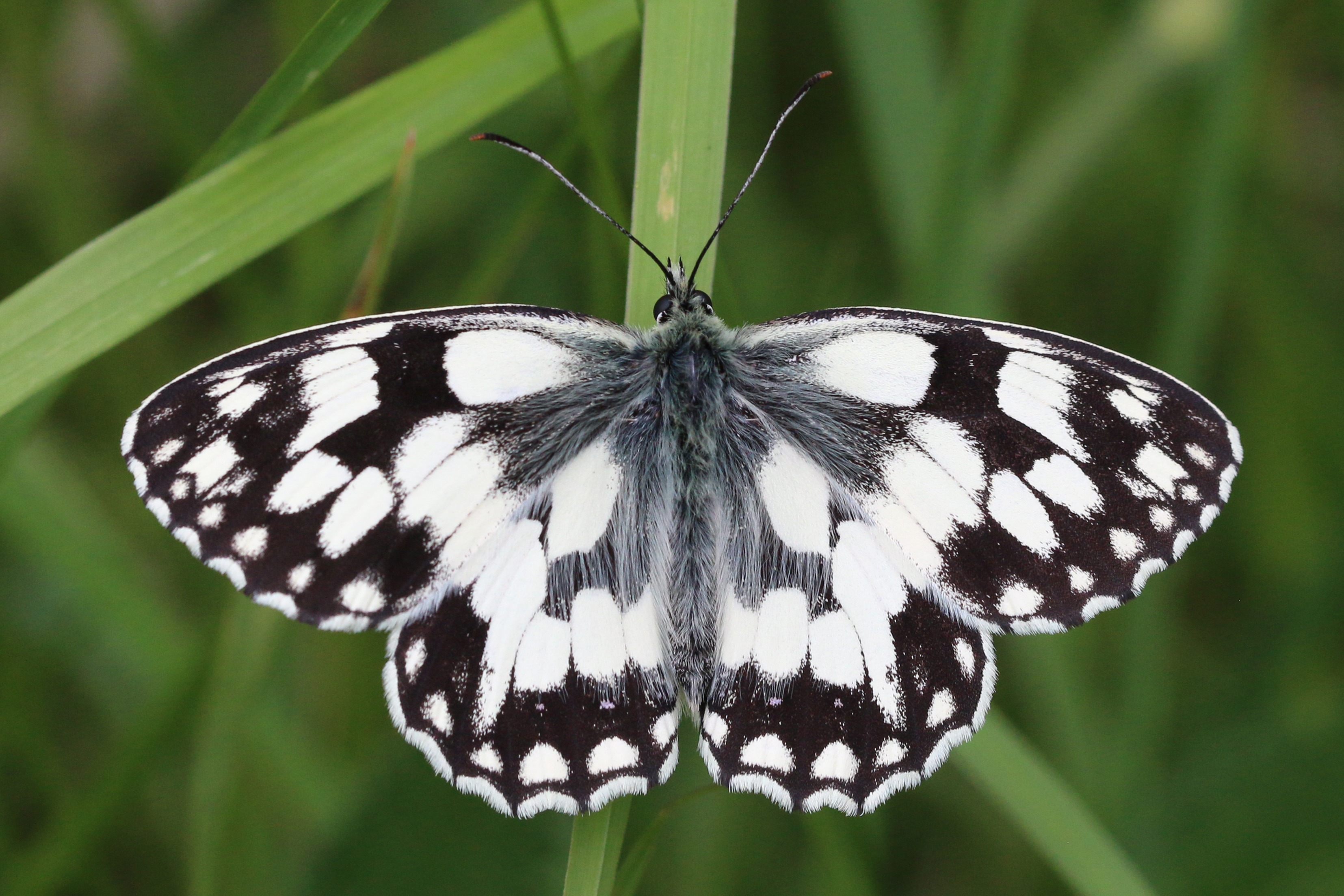
Пестроглазка галатея

- Melanargia epimede Staudinger, 1887 — Пестроглазка эпимеда
- Melanargia galathea (Linnaeus, 1758) — Пестроглазка галатея
- Melanargia halimede (Ménétriès, 1859) — Пестроглазка галимеда
- Melanargia larissa (Geyer, [1827]) — Пестроглазка Лариса
- Melanargia russiae (Esper, [1783]) — Пестроглазка русская

#### Ypthimini
Ypthima
- Ypthima argus Butler, 1866 (=Y. baldus auct., nec Fabricius, 1775) — Бархатница аргус

- Ypthima argus argus Butler, 1866
- Ypthima argus hyampeia Fruhstorfer, 1911

- Ypthima motschulskyi (Bremer & Grey, 1852) — Бархатница Мочульского
- Ypthima multistriata Butler, 1883 — Бархатница многополосая

#### Сенницы (Coenonymphini)
Coenonympha

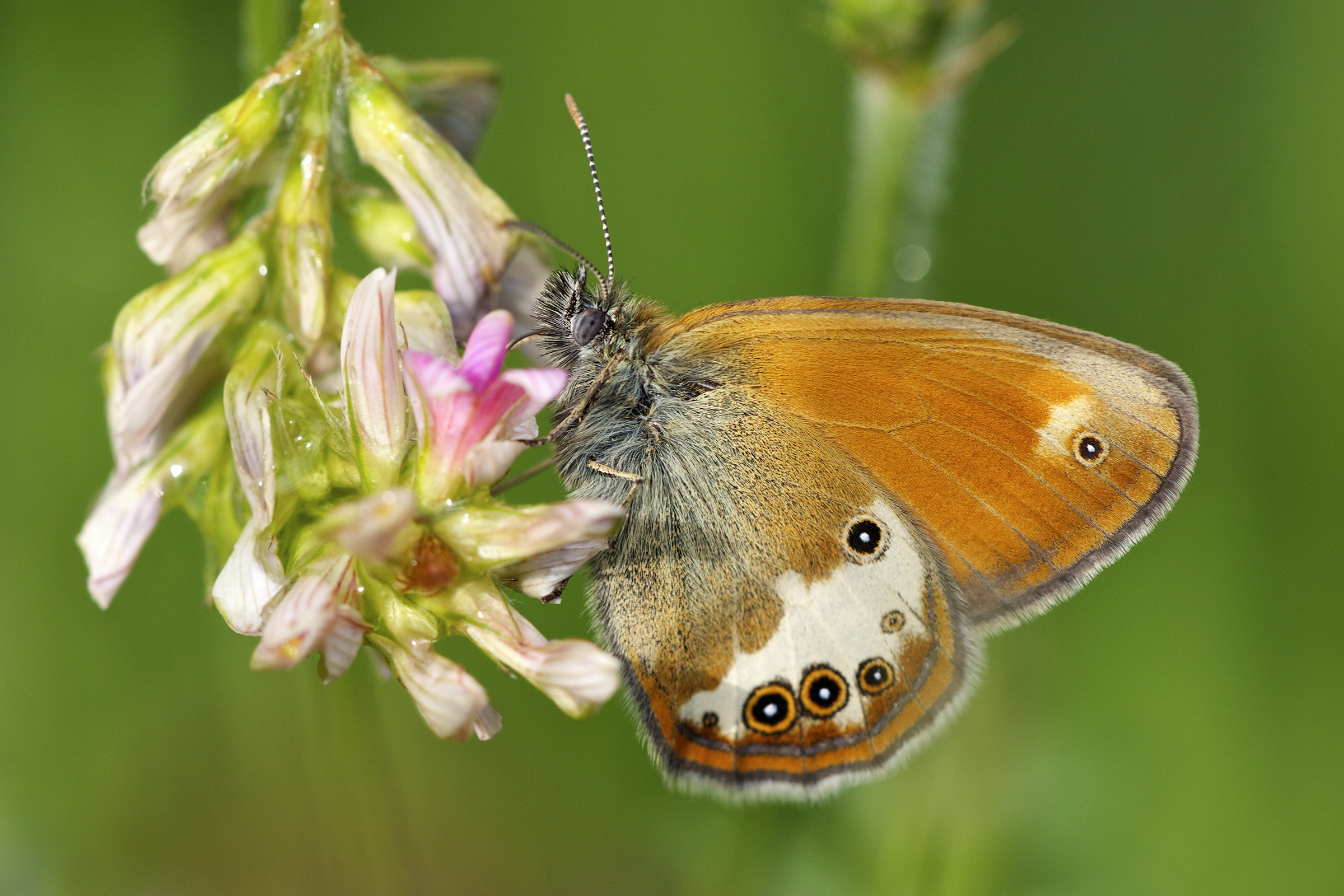
Сенница аркания

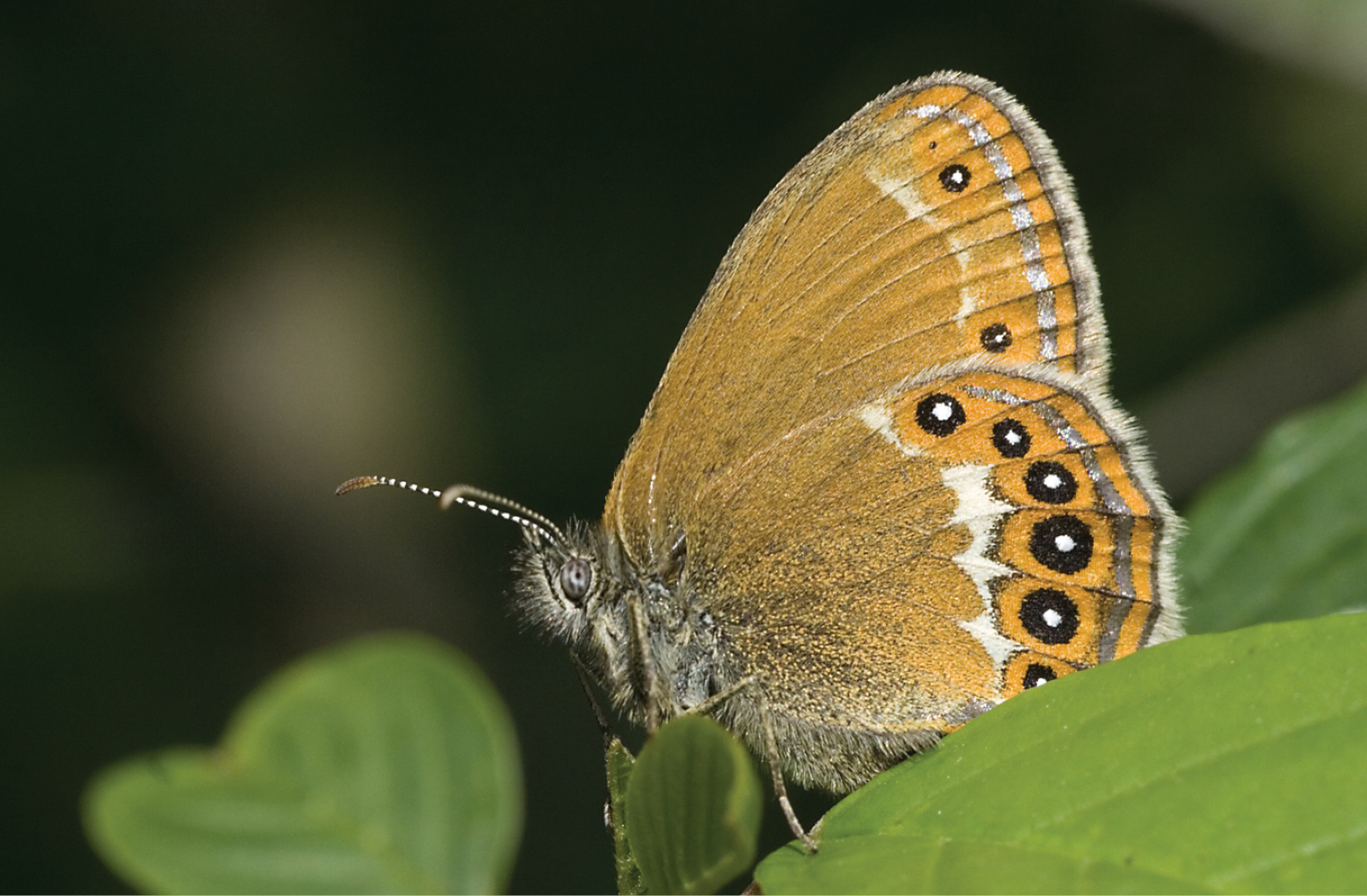
Сенница геро

- Coenonympha amaryllis (Stoll, 1782) — Сенница Амариллис

- Coenonympha amaryllis accrescens Staudinger, 1901
- Coenonympha amaryllis amaryllis (Stoll, 1782)
- Coenonympha amaryllis borisovi Korshunov & Ivonin, 1996
- Coenonympha amaryllis rinda Ménétriès, 1859

- Coenonympha arcania (Linnaeus, 1761) — Сенница аркания
- Coenonympha glycerion (Borkhausen, 1788) — Сенница гликерион

- Coenonympha glycerion alta Sheljuzhko, 1937
- Coenonympha glycerion beljaevi Dubatolov, 1997
- Coenonympha glycerion glycerion (Borkhausen, 1788)
- Coenonympha glycerion heroides Christoph, 1893
- Coenonympha glycerion iphicles Staudinger, 1892

- Coenonympha hero (Linnaeus, 1761) — Сенница геро

- Coenonympha hero hero (Linnaeus, 1761)
- Coenonympha hero neoperseis Fruhstorfer, 1918
- Coenonympha hero perseis Lederer, 1853

- Coenonympha leander (Esper, [1784]) — Сенница леандр

- Coenonympha leander leander (Esper, [1784])
- Coenonympha leander obscura Ruhl, 1894

- Coenonympha oedippus (Fabricius, 1787) — Сенница эдип

- Coenonympha oedippus amurensis Heyne, 1894
- Coenonympha oedippus magna Heyne, 1894
- Coenonympha oedippus oedippus (Fabricius, 1787)

- Coenonympha pamphilus (Linnaeus, 1758) — Сенница памфил
- Coenonympha symphita Lederer, 1870. Под вопросом приводился для Кавказа.
- Coenonympha tullia (Müller, 1764) — Сенница туллия

- Coenonympha tullia chatiparae Sheljuzhko, 1937
- Coenonympha tullia mixturata Alpheraky, 1897
- Coenonympha tullia sibirica Davenport, 1941
- Coenonympha tullia streltzovi Dubatolov, 2005
- Coenonympha tullia subcaeca Heyne, 1894
- Coenonympha tullia suecica Hemming, 1936
- Coenonympha tullia tullia (Müller, 1764)
- Coenonympha tullia viluiensis Ménétriès, 1859
- Coenonympha tullia witimensis Davenport, 1941

Triphysa
- Triphysa nervosa Motschulsky, 1866 — Трифиза непоседливая

- Triphysa nervosa arturi Dubatolov, S.Korb & Yakovlev, 2016
- Triphysa nervosa biocellata Staudinger, 1901
- Triphysa nervosa brinikhi Dubatolov, S.Korb & Yakovlev, 2016
- Triphysa nervosa glacialis A.Bang-Haas, 1912
- Triphysa nervosa nervosa Motschulsky, 1866
- Triphysa nervosa tscherskii Grum-Grshimailo, 1889
- Triphysa nervosa tuvinica Dubatolov, S.Korb & Yakovlev, 2016

- Triphysa phryne (Pallas, 1771) — Трифиза фрина
- Triphysa striatula Elwes, 1899  — Трифиза полосатая. На территории России не известен. Обитает в китайском Синьцзяне: Корла, Урумчи, а также на востоке Казахстана (стык Боро-Хоро и Джунгарского Алатау).

#### Maniolini
Aphantopus

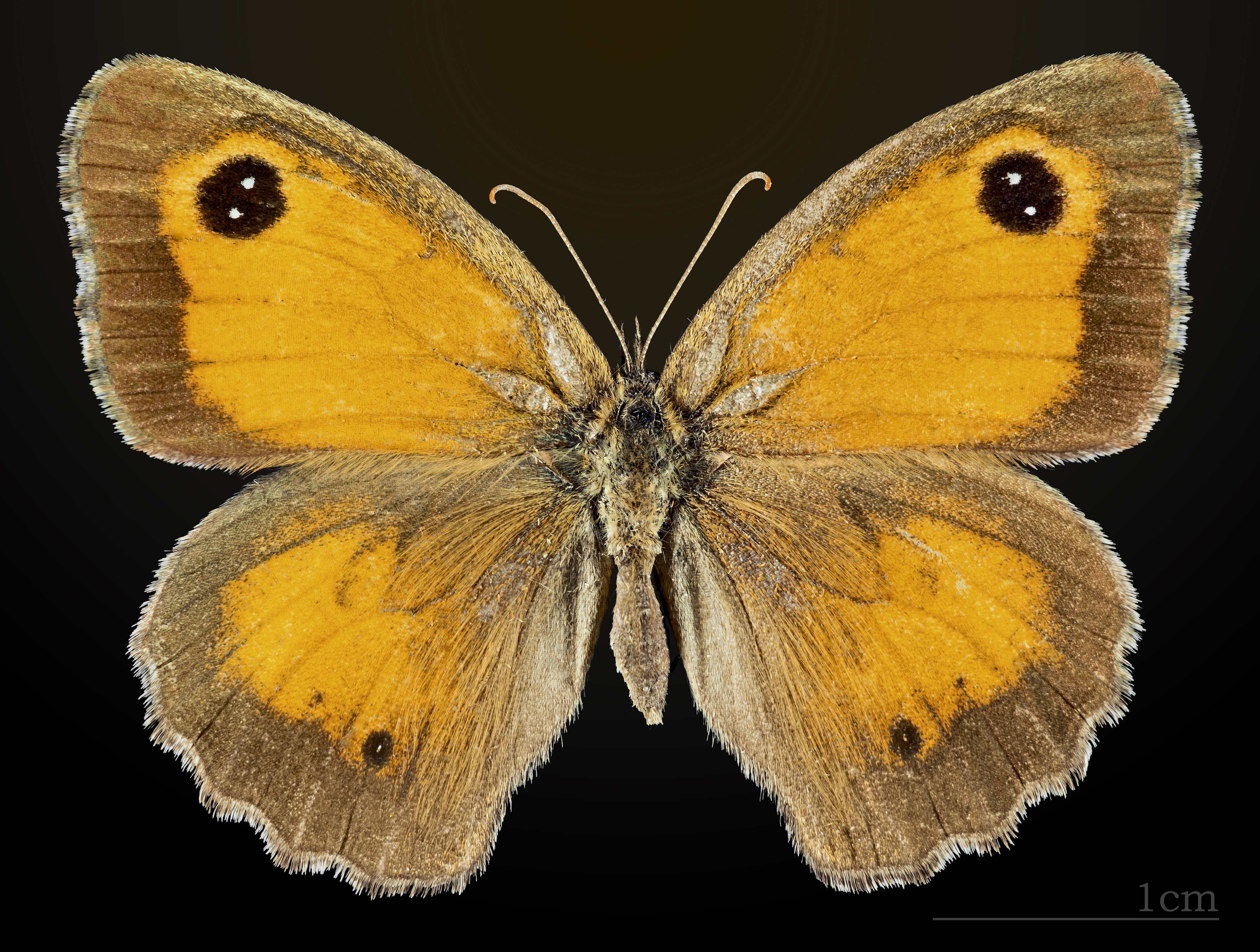
Крупноглазка жёлто-бурая

- Aphantopus hyperantus (Linnaeus, 1758) — Глазок цветочный

- Aphantopus hyperantus amurensis Staudinger, 1892
- Aphantopus hyperantus hyperantus (Linnaeus, 1758)
- Aphantopus hyperantus ocellatus (Butler, 1882)
- Aphantopus hyperantus sibirica Obrastzov, 1936

Hyponephele
- Hyponephele cadusina (Staudinger, 1881) — Бархатница джунгарская

- Hyponephele cadusina gurkini Korshunov, 1995

- Hyponephele interposita (Erschoff, 1874)
- Hyponephele lupina (Costa, 1836) — Бархатница волчья

- Hyponephele lupina lanata Alpheraky, 1897
- Hyponephele lupina lupina (Costa, 1836)

- Hyponephele lycaon (Rottemburg, 1775) — Бархатница ликаон

- Hyponephele lycaon alpherakyi Sheljuzhko, 1937
- Hyponephele lycaon catalampra (Staudinger, 1895)
- Hyponephele lycaon catamelas (Staudinger, 1886)
- Hyponephele lycaon lycaon (Rottemburg, 1775)
- Hyponephele lycaon pasimelas (Staudinger, 1886)
- Hyponephele lycaon shevnini P.Gorbunov, 2007

- Hyponephele huebneri Koçak, 1980 (=Hyponephele narica (Hübner, [1813])) — Бархатница чуткая

- Hyponephele huebneri ambialtaica Kosterin, 2002
- Hyponephele huebneri huebneri Koçak, 1980

Maniola
- Maniola jurtina (Linnaeus, 1758) — Воловий глаз

#### Чернушки (Erebiini)
Erebia
- Erebia aethiops (Esper, [1777]) — Чернушка эфиопка

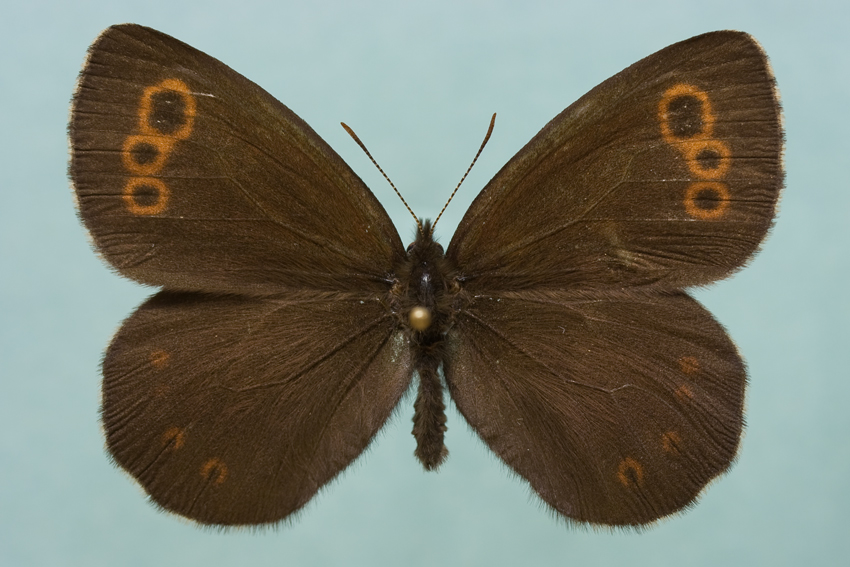
Чернушка эмбла

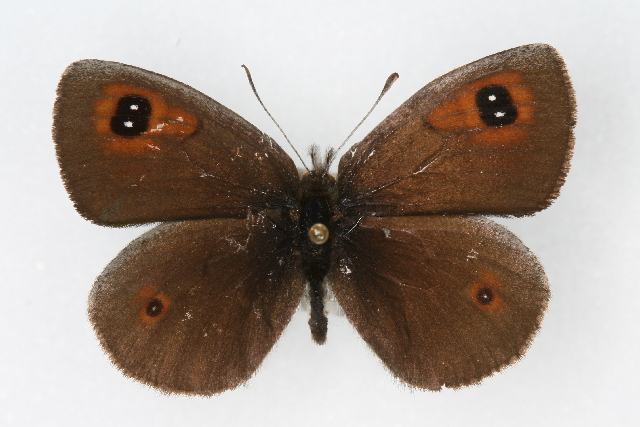
Чернушка гольцовая

- Erebia aethiops aethiops (Esper, [1777])
- Erebia aethiops melusina Herrich-Schäffer, 1847

- Erebia ajanensis Ménétriès, 1857 — Чернушка аянская

- Erebia ajanensis ajanensis Ménétriès, 1857
- Erebia ajanensis arsenjevi Kurentzov, 1950
- Erebia ajanensis kosterini P.Gorbunov, Korshunov & Dubatolov, 1995

- Erebia anyuica Kurentzov, 1966 — Чернушка анюйская

- Erebia anyuica anyuica Kurentzov, 1966
- Erebia anyuica argentea Churkin, 2003
- Erebia anyuica jakuta Dubatolov, 1992
- Erebia anyuica sokhondinka Dubatolov & Zintshenko in Korshunov, 1995
- Erebia anyuica udokanica Streltzov, 1998

- Erebia callias Edwards, 1871 — Чернушка гольцовая

- Erebia callias altajana Staudinger, 1901
- Erebia callias simulata Warren, 1933
- Erebia callias tsherskiensis Dubatolov, 1992

- Erebia churkini Bogdanov, 2008 — Чернушка Чуркина
- Erebia cyclopius (Eversmann, 1844) — Чернушка циклоп
- Erebia dabanensis Erschoff, 1872 — Чернушка хамар-дабанская

- Erebia dabanensis dabanensis Erschoff, 1872
- Erebia dabanensis olshvangi P.Gorbunov, 1995
- Erebia dabanensis troubridgei Dubatolov, 1992

- Erebia disa (Thunberg, 1791) — Чернушка диза

- Erebia disa disa (Thunberg, 1791)
- Erebia disa festiva Warren, 1931
- Erebia disa kuthynjaku Kosterin et P.Gorbunov, 2007

- Erebia discoidalis (Kirby, 1837) — Чернушка круглокрылая
- Erebia edda Ménétriès, 1851 — Чернушка эдда
- Erebia embla (Thunberg, 1791) — Чернушка эмбла

- Erebia embla embla (Thunberg, 1791)
- Erebia embla succulenta Alpheraky, 1897

- Erebia erinnyn Warren, 1932 — Чернушка саянская. В настоящее время считается подвидом Erebia magdalena Strecker, 1880)
- Erebia euryale (Esper, [1805]) — Чернушка эвриала

- Erebia euryale arctica Poppius, 1906
- Erebia euryale euryaloides Tengström, 1869
- Erebia euryale flaveoides Korshunov & Tatarinov, 1996
- Erebia euryale iremelica Korshunov, 1995

- Erebia fasciata Butler, 1868 — Чернушка перевязанная. Палеарктические экземпляры, которые ранее определялись как этот вид, на самом деле относятся к Erebia semo Grum-Grshimailo, 1899
- Erebia fletcheri Elwes, 1899 — Чернушка Флетчера

- Erebia fletcheri chajataensis Dubatolov, 1992
- Erebia fletcheri chorymensis Korshunov, 1995
- Erebia fletcheri daurica Belik, 2001
- Erebia fletcheri fletcheri Elwes, 1899

- Erebia graucasica Jachontov, 1909 — Чернушка кавказская
- Erebia haberhaueri  Staudinger, 1881 — Чернушка Хаберхауера
- Erebia iranica Grum-Grshimailo, 1895 — Чернушка иранская
- Erebia jeniseiensis Trybom, 1877 — Чернушка енисейская

- Erebia jeniseiensis fasciola Warren, 1931
- Erebia jeniseiensis jeniseiensis Trybom, 1877

- Erebia kefersteinii (Eversmann, 1851) — Чернушка Кеферштейна

- Erebia kefersteinii kefersteinii (Eversmann, 1851)
- Erebia kefersteinii kholsunica Lukhtanov, 1990
- Erebia kefersteinii otteni Murzin & Sinyaev, 2003

- Erebia kindermanni Staudinger, 1881 — Чернушка Киндерманна
- Erebia kozhantshikovi Sheljuzhko, 1925 — Чернушка Кожанчикова
- Erebia ligea (Linnaeus, 1758) — Чернушка лигея

- Erebia ligea eumonia Ménétriès, 1859
- Erebia ligea kamensis Krulikowsky, 1909
- Erebia ligea ligea (Linnaeus, 1758)
- Erebia ligea sachalinensis Matsumura, 1919

- Erebia magdalena Strecker, 1880)

- Erebia magdalena chara Churkin, 1999
- Erebia magdalena ola Korshunov, 1995

- Erebia maurisius (Esper, [1803]) — Чернушка мавр
- Erebia medusa ([Denis & Schiffermuller], 1775) — Чернушка медуза

- Erebia medusa chatiparae Sheljuzhko, 1937
- Erebia medusa kutkh P.Gorbunov & Churkin, 2007
- Erebia medusa medusa ([Denis & Schiffermuller], 1775)
- Erebia medusa polaris Staudinger, 1871
- Erebia medusa transiens Heyne, 1895
- Erebia medusa uralensis Staudinger, 1871

- Erebia melancholica Herrich-Schäffer, [1846] — Чернушка грустная
- Erebia neriene (Böber, 1809) — Чернушка нериена

- Erebia neriene alcmenides Sheljuzhko, 1919
- Erebia neriene neriene (Böber, 1809)

- Erebia niphonica Janson, 1877 — Чернушка японская Может рассматриваться синонимом Erebia scoparia
- Erebia parmenio (=Boeberia parmenio) (Bober, 1809) — Бархатница парменио
- Erebia occulta Roos &. Kimmich, 1983 — Чернушка скрытая
- Erebia pandrose (Borkhausen, 1788) — Чернушка Пандроза

- Erebia pandrose pandrose (Borkhausen, 1788)
- Erebia pandrose yernikensis Korshunov, 1995

- Erebia pawlowskii Ménétriès, 1859 — Чернушка Павловского

- Erebia pawlowskii pawlowskii Ménétriès, 1859
- Erebia pawlowskii sajana Staudinger, 1894

- Erebia polaris Staudinger, 1871 — Чернушка полярная
- Erebia rossii (Curtis, 1834) — Чернушка Росса

- Erebia rossii dzhelindae Sheljuzhko, 1925
- Erebia rossii ero Bremer, 1861
- Erebia rossii rossii (Curtis, 1834)

- Erebia sachaensis Dubatolov, 1992
- Erebia scoparia Butler, 1881 — Может рассматриваться подвидом Erebia niphonica

- Erebia scoparia doii Nakahara, 1926
- Erebia scoparia expleta Churkin, 2005

- Erebia semo Grum-Grshimailo, 1899

- Erebia semo avinoffi Holland, 1930
- Erebia semo semo  Grum-Grshimailo, 1899

- Erebia stubbendorfii Ménétriès, 1846 — Чернушка Штуббендорфа
- Erebia theano (Tauscher, 1806) — Чернушка теано

- Erebia theano approximata Warren, 1931
- Erebia theano theano (Tauscher, 1806)

- Erebia wanga Bremer, 1864 — Чернушка ванга
- Erebia youngi Holland, 1900 — Чернушка Янга
- Erebia zaitsevi Nikolaev, 2005 — Чернушка Зайцева

Proterebia
- Proterebia afra  (Fabricius, 1787) — Чернушка африканка

#### Oeneini
Oeneis

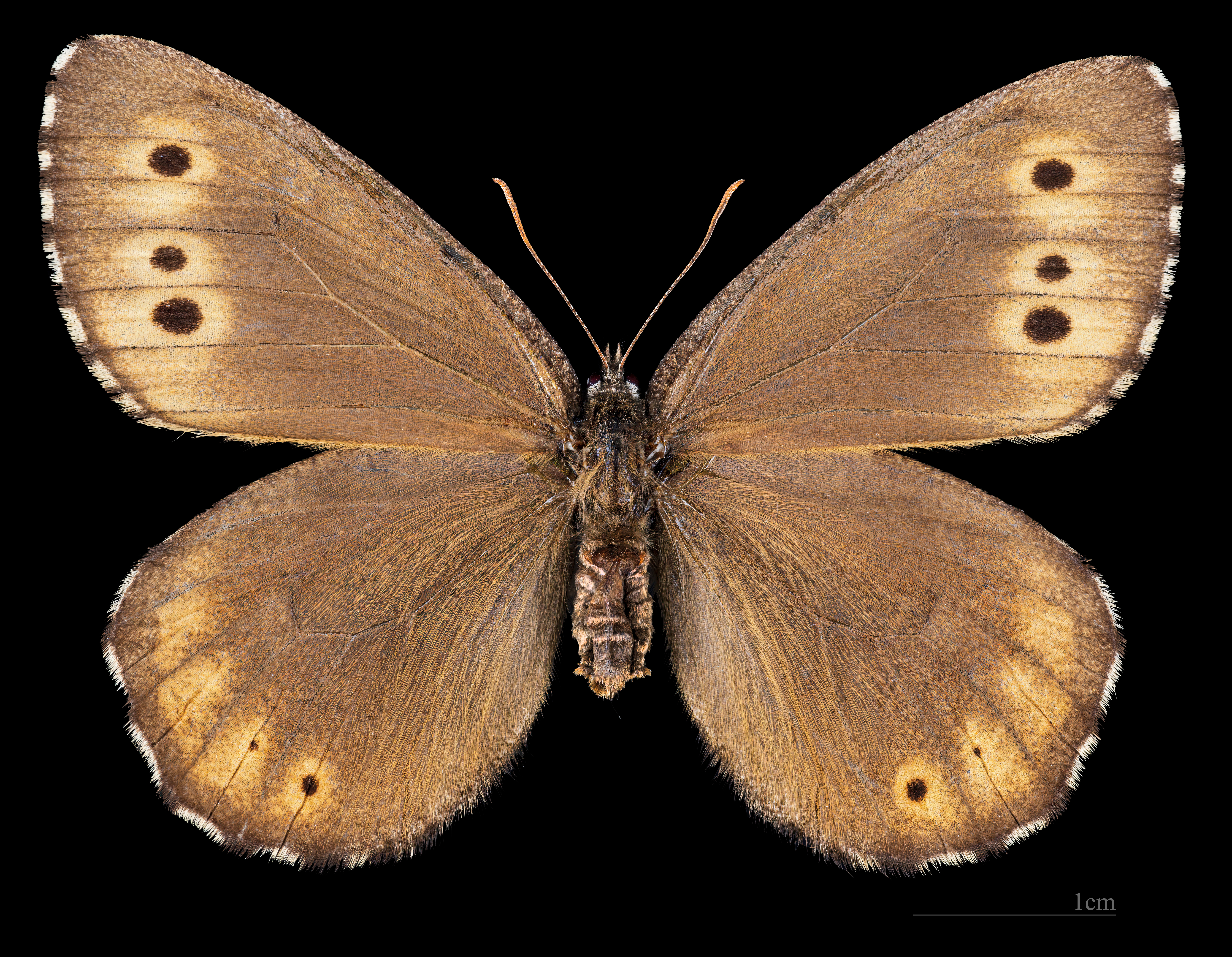
Бархатница ютта

- Oeneis actaeoides Lukhtanov, 1989 -
- Oeneis aktashi Lukhtanov, 1984 — Энеис акташская

- Oeneis aktashi aktashi Lukhtanov, 1984
- Oeneis aktashi ona Korshunov, 1996

- Oeneis alpina Kurentzov, 1970 — Энеис альпийская

- Oeneis alpina alpina Kurentzov, 1970
- Oeneis alpina ostracon Korb, 1996

- Oeneis altaica  Elwes, 1899 — Энеис алтайская. В настоящее время считается подвидом Oeneis norna (Thunberg, 1791)
- Oeneis ammon Elwes, 1899 — Энеис аммон

- Oeneis ammon ammon Elwes, 1899
- Oeneis ammon tatarinovi Korb, 1998

- Oeneis ammosovi Dubatolov & Korshunov, 1988 — Энеис Аммосова
- Oeneis bore (Schneider, 1792) — Бархатница северная

- Oeneis bore arasaguna Austaut, 1911
- Oeneis bore bore (Schneider, 1792)
- Oeneis bore grumi Korshunov & Nikolaev, 2002

- Oeneis elwesi Staudinger, 1901 — Энеис Эльвеса

- Oeneis elwesi elwesi Staudinger, 1901
- Oeneis elwesi ulughemi Korshunov, 1995

- Oeneis jutta (Hübner, [1806]) — Энеис ютта

- Oeneis jutta acoene Belik & Yakovlev, 1998
- Oeneis jutta jutta (Hübner, [1806])
- Oeneis jutta sibirica Kurentzov, 1970

- Oeneis lukhtanovi  Korshunov, 2000 — Энеис Лухтанова
- Oeneis magna Graeser, 1888 — Бархатница большая

- Oeneis magna dubia Elwes, 1899
- Oeneis magna kamtschatika Kurentzov, 1970
- Oeneis magna kurentzovi Murayama, 1973
- Oeneis magna magadanica Kurentzov, 1970
- Oeneis magna magna Graeser, 1888

- Oeneis melissa (Fabricius, 1775) — Бархатница Мелисса

- Oeneis melissa also Boisduval, 1833
- Oeneis melissa melissa (Fabricius, 1775)
- Oeneis melissa orientalis Kurentzov, 1970

- Oeneis norna (Thunberg, 1791) — Бархатница норна

- Oeneis norna kalarica Korshunov & Nikolaev, 2002
- Oeneis norna koharai Asahi, 2005
- Oeneis norna norna (Thunberg, 1791)
- Oeneis norna radnaevi Churkin, 1999
- Oeneis norna rosovi Kurentzov, 1970
- Oeneis norna tshukota Korshunov, 1998
- Oeneis norna tundra A.Bang-Haas, 1912

- Oeneis pansa Christoph, 1893. В настоящее время считается подвидом Oeneis bore (Schneider, 1792)
- Oeneis patrushevae  Korshunov, 1985 — Энеис Патрушева
- Oeneis philipi  Troubridge, 1988 — Указание этого, первоначально американского, вида для Магаданской области сомнительное и требует новых подтверждений. Тем не менее, экземпляр с территории России (Чукотка) вошёл в типовую серию вида.
- Oeneis polixenes (Fabricius, 1775) — Энеис поликсена
- Oeneis pupavkini  Korshunov, 1995 — Энеис Пупавкина. В настоящее время считается подвидом Oeneis magna Graeser, 1888
- Oeneis sarala  Korshunov, 1988 — Энеис сарала. В настоящее время считается подвидом Oeneis aktashi Lukhtanov, 1984
- Oeneis tunga Staudinger, 1894 — Энеис тунга

Davidina
- Davidina diluta Lukhtanov, 1994 — Энеис бледно-жёлтая
- Davidina lederi Alpheraky, 1897 — Энеис Ледера
- Davidina nanna (Ménétriès, 1859) — Энеис нанна

- Davidina nanna anna (Austaut, 1911)
- Davidina nanna dzhugdzhuri (Sheljuzhko, 1929)
- Davidina nanna dzhulukuli (Korshunov, 1998)
- Davidina nanna jakutski (Korshunov, 1998)
- Davidina nanna nanna (Ménétriès, 1859)
- Davidina nanna taimyrica (Lukhtanov & Eitschberger, 2001)

- Davidina sculda (Eversmann, 1851) — Бархатница скульда

- Davidina sculda pumila (Staudinger, 1892)
- Davidina sculda sculda (Eversmann, 1851)
- Davidina sculda vadimi (Korshunov, 1995)

- Davidina tarpeia (Pallas, 1771) — Бархатница тарпея

- Davidina tarpeia grossi (Eitschberger & Lukhtanov, 1994)
- Davidina tarpeia tarpeia (Pallas, 1771)

- Davidina urda (Eversmann, 1847) — Энеис урда

#### Настоящие сатиры (Satyrini)
Arethusana

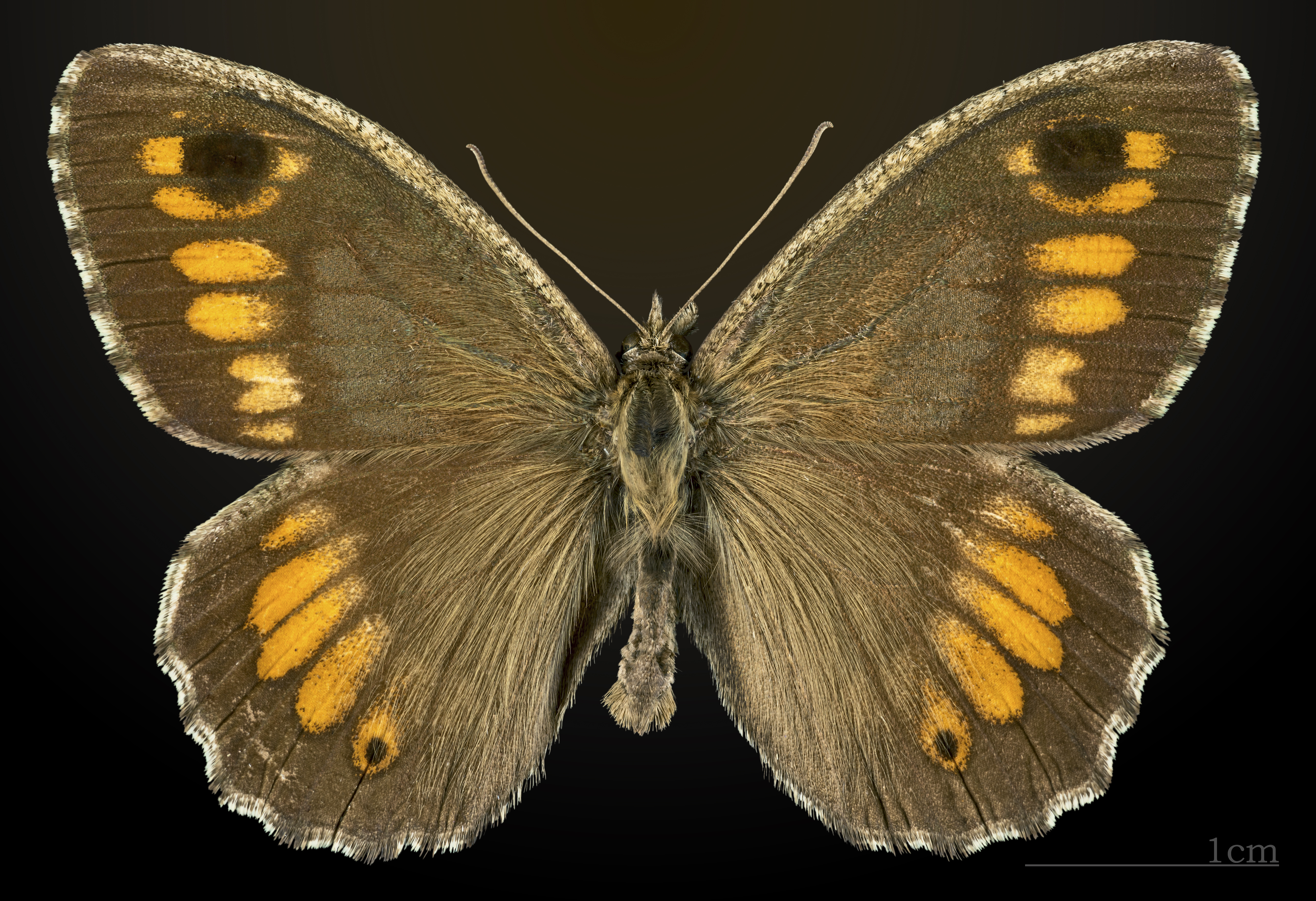
Бархатница аретуза

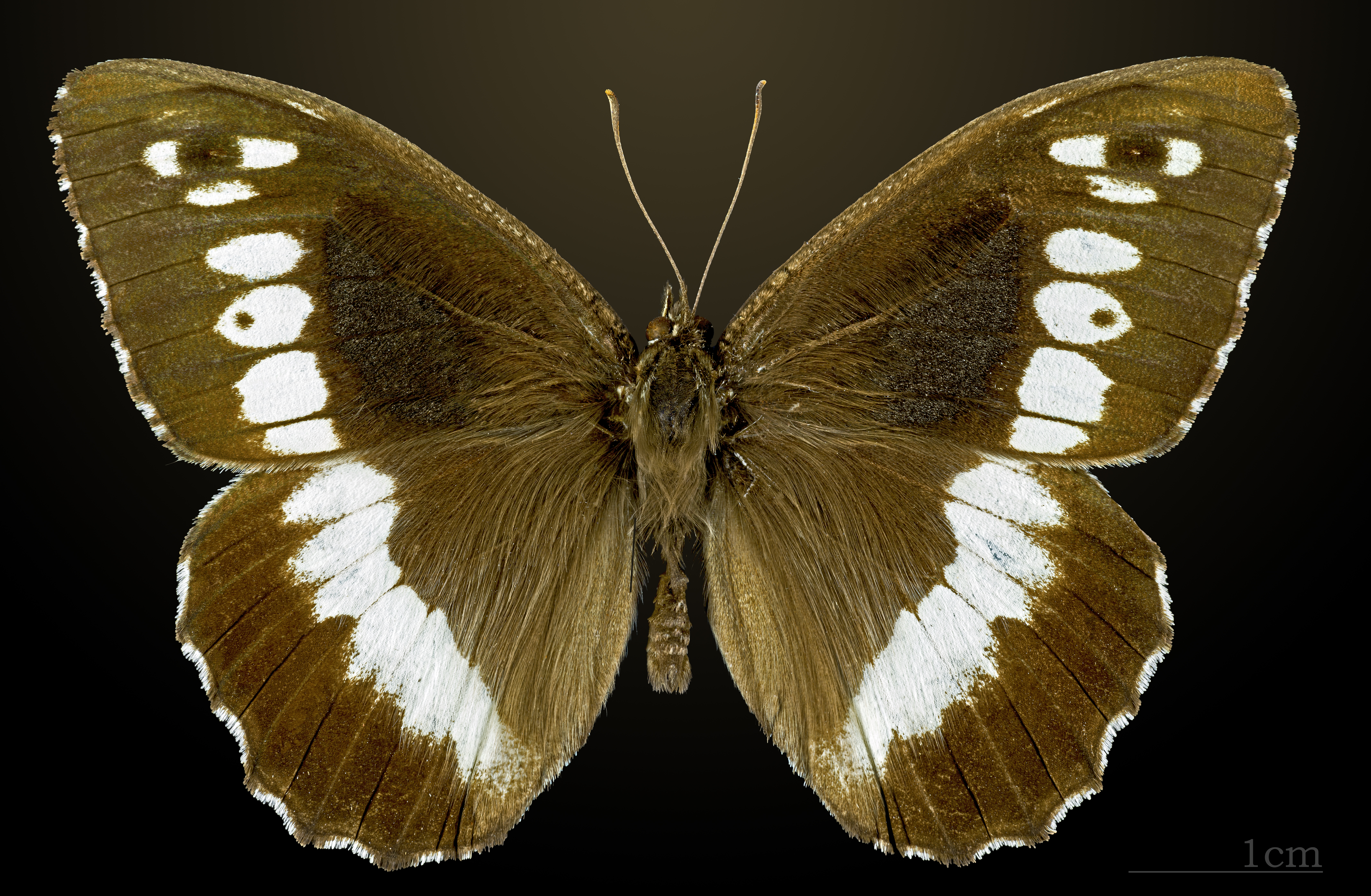
Бархатница цирцея

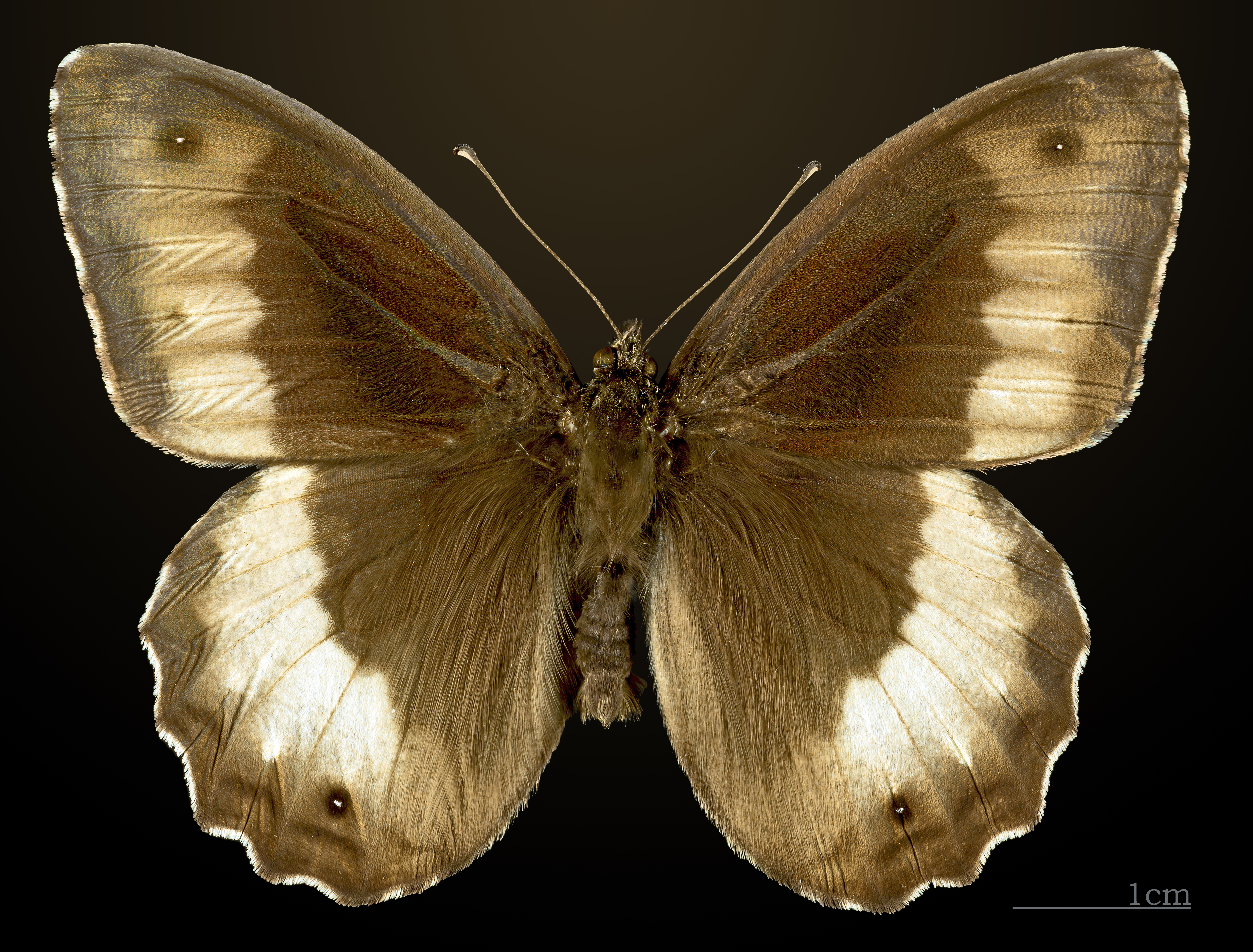
Бархатница буковая

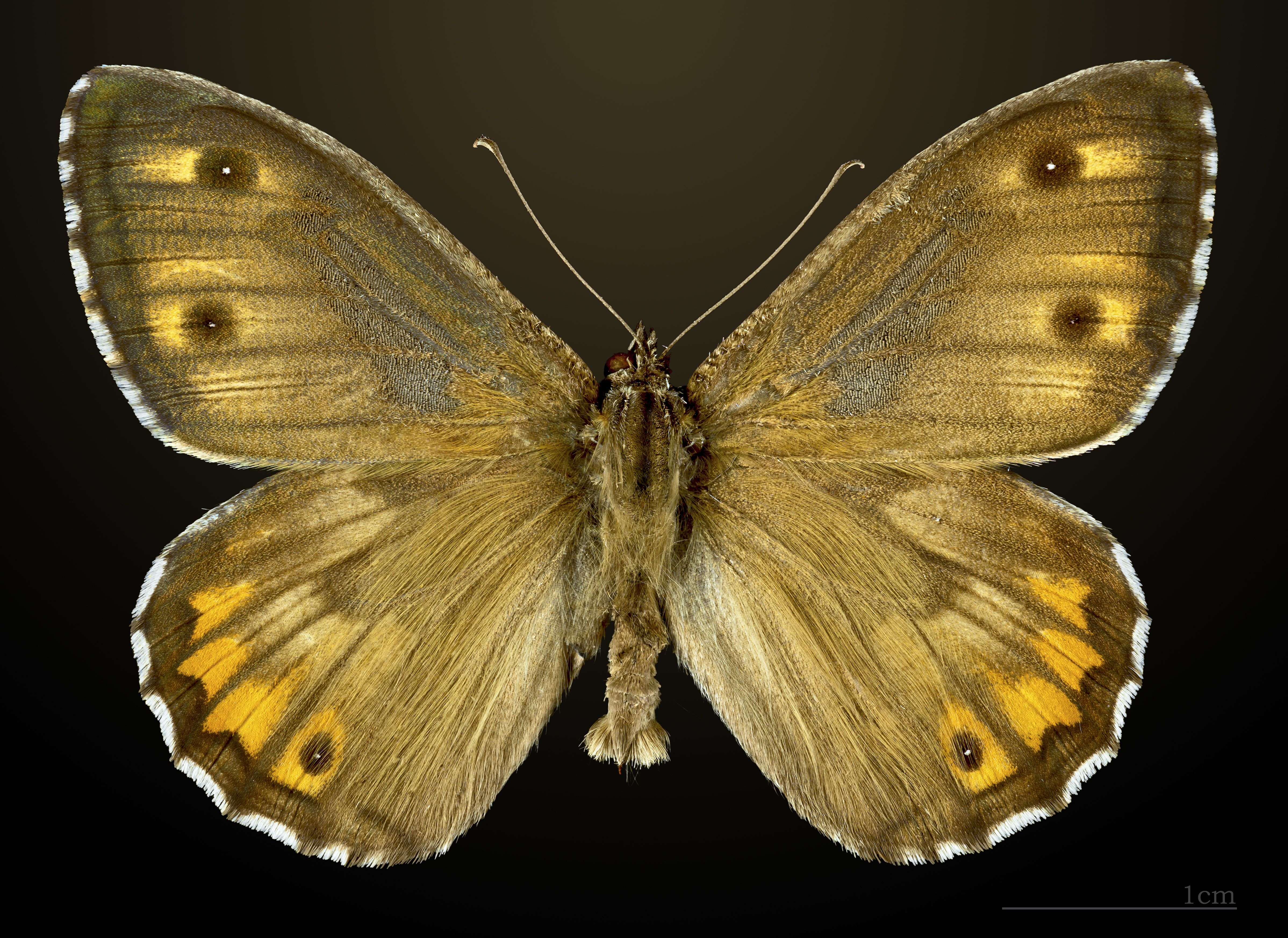
Сатир боровой

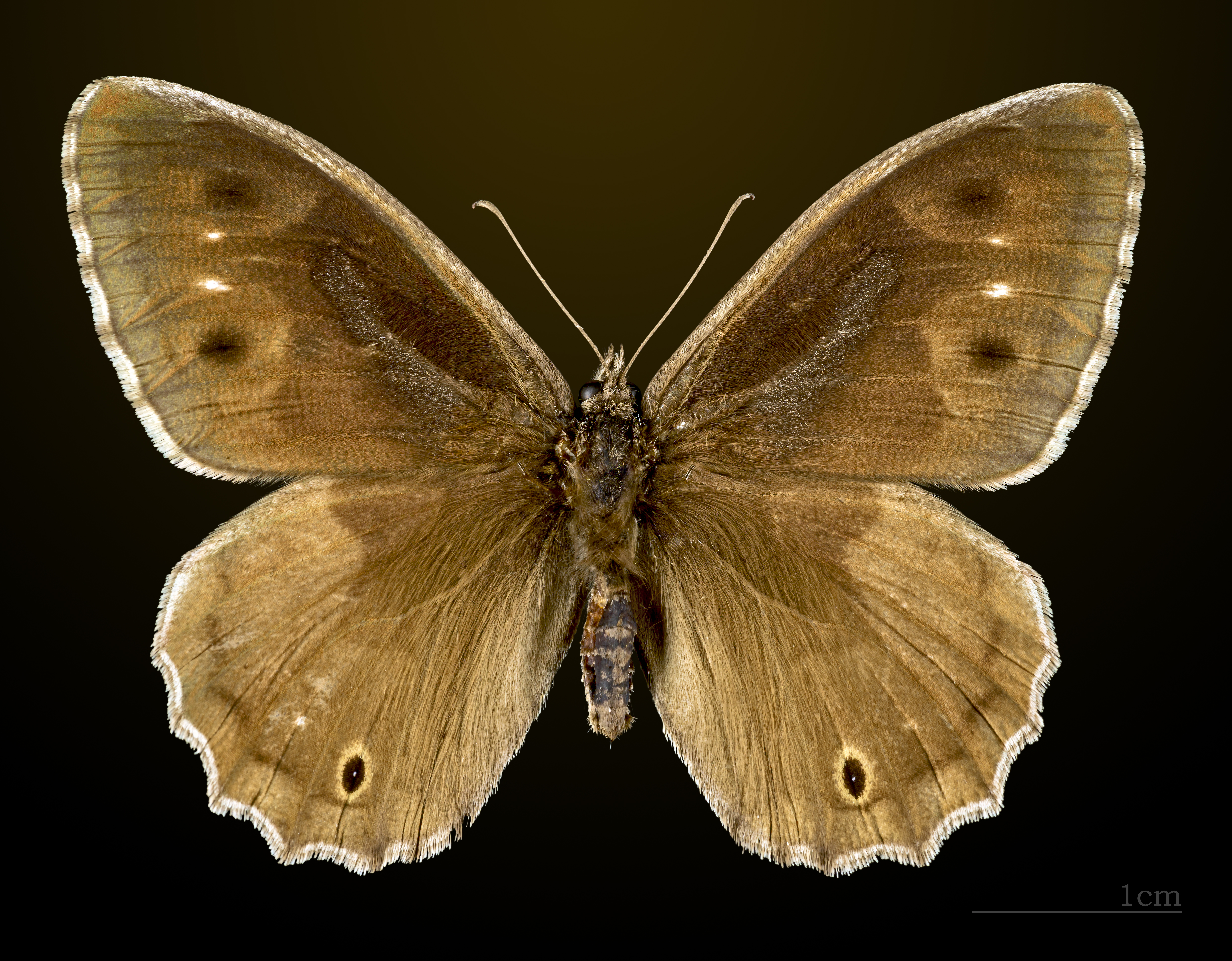
Сатир железный

- Arethusana arethusa ([Denis & Schiffermüller], 1775) — Бархатница аретуза

- Arethusana arethusa arethusa ([Denis & Schiffermüller], 1775)
- Arethusana arethusa pontica (Heyne, 1895)

Brintesia
- Brintesia circe (Fabricius, 1775) — Бархатница цирцея

Chazara
- Chazara briseis (Linnaeus, 1764) — Бархатница бризеида
- Chazara persephone (Hübner, [1805]) — Бархатница персефона

Hipparchia
- Hipparchia alcyone ([Denis & Schiffermüller], 1775) (=Hipparchia hermione (Linnaeus, 1767, nec Linnaeus, 1764) — Бархатница гермиона
- Hipparchia autonoe (Esper, [1783]) — Бархатница автоноя

- Hipparchia autonoe autonoe (Esper, [1783])
- Hipparchia autonoe sibirica (Staudinger, 1861)

- Hipparchia fagi (Scopoli, 1763) (=Hipparchia hermione (Linnaeus, 1764, nec Linnaeus, 1767) — Бархатница буковая
- Hipparchia pellucida (Stauder, 1924) — Бархатница ажурная
- Hipparchia semele (Linnaeus, 1758) — Сатир боровой
- Hipparchia statilinus (Hufnagel, 1766) — Сатир железный
- Hipparchia syriaca  (Staudinger, 1871)  — Бархатница сирийская
- Hipparchia volgensis (Mazochin-Porshnjakov, 1952) — Бархатница волжская. Часто рассматривается как подвид Hipparchia pellucida (Stauder, 1924)

Minois
- Minois dryas (Scopoli, 1763) — Бархатница дриада

- Minois dryas bipunctatus Motschulsky, 1860
- Minois dryas dryas (Scopoli, 1763)
- Minois dryas septentrionalis (Wnukowsky, 1929)

Pseudochazara 
- Pseudochazara daghestana (Holik, 1955) — Бархатница дагестанская
- Pseudochazara guriensis (Staudinger, 1878) -
- Pseudochazara euxina (Kuznetzov, 1909)** — Бархатница черноморская Эндемик Крымского полуострова.
- Pseudochazara hippolyte (Esper, [1784]) — Бархатница гипполита

- Pseudochazara hippolyte doerriesi (O.Bang-Haas, 1933)
- Pseudochazara hippolyte hippolyte (Esper, [1784])

- Pseudochazara mamurra  (Herrich-Schäffer, [1844]) — Бархатница Мамурра
- Pseudochazara pallida (Staudinger, 1901) — Бархатница бледная. Обычно считается подвидом Pseudochazara hippolyte (Esper, [1784])
- Pseudochazara pelopea (Klug, 1832) — Бархатница Пелопея

Satyrus
- Satyrus amasinus Staudinger, 1861 — Бархатница амазийская
- Satyrus ferula (Fabricius, 1793) — Сатир горный

- Satyrus ferula altaica Grum-Grshimailo, 1893
- Satyrus ferula ferula (Fabricius, 1793)
- Satyrus ferula liupiuschani O.Bang-Haas, 1933
- Satyrus ferula medvedevi Korshunov, 1996
- Satyrus ferula sergeevi Dubatolov & Streltzov, 1999
- Satyrus ferula virbius Herrich-Schäffer, 1844

## Голубянки (Lycaenidae)

### Хвостатки (Theclinae)

#### Зефиры (Theclini)
Antigius

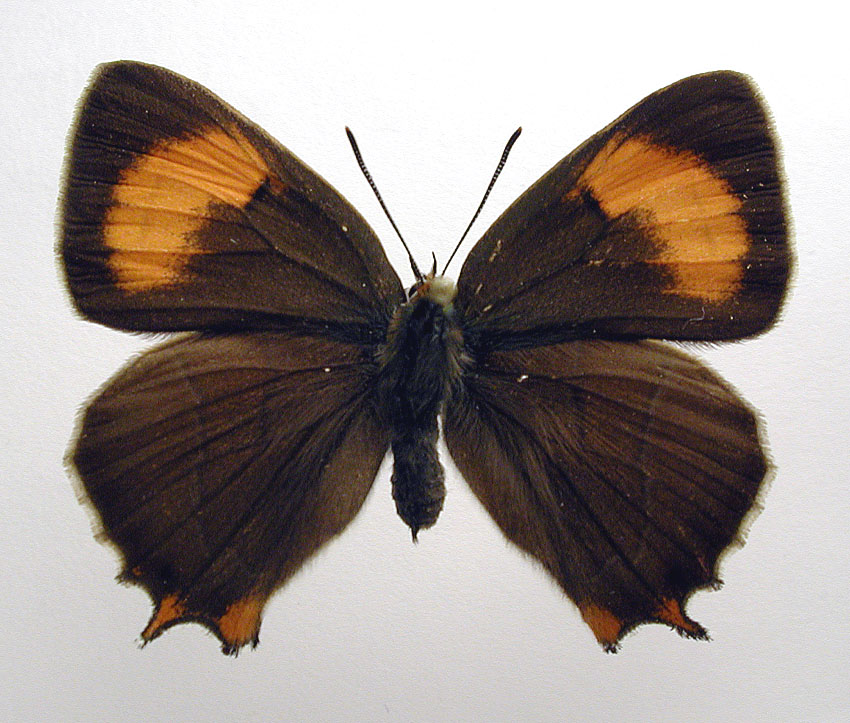
Зефир берёзовый

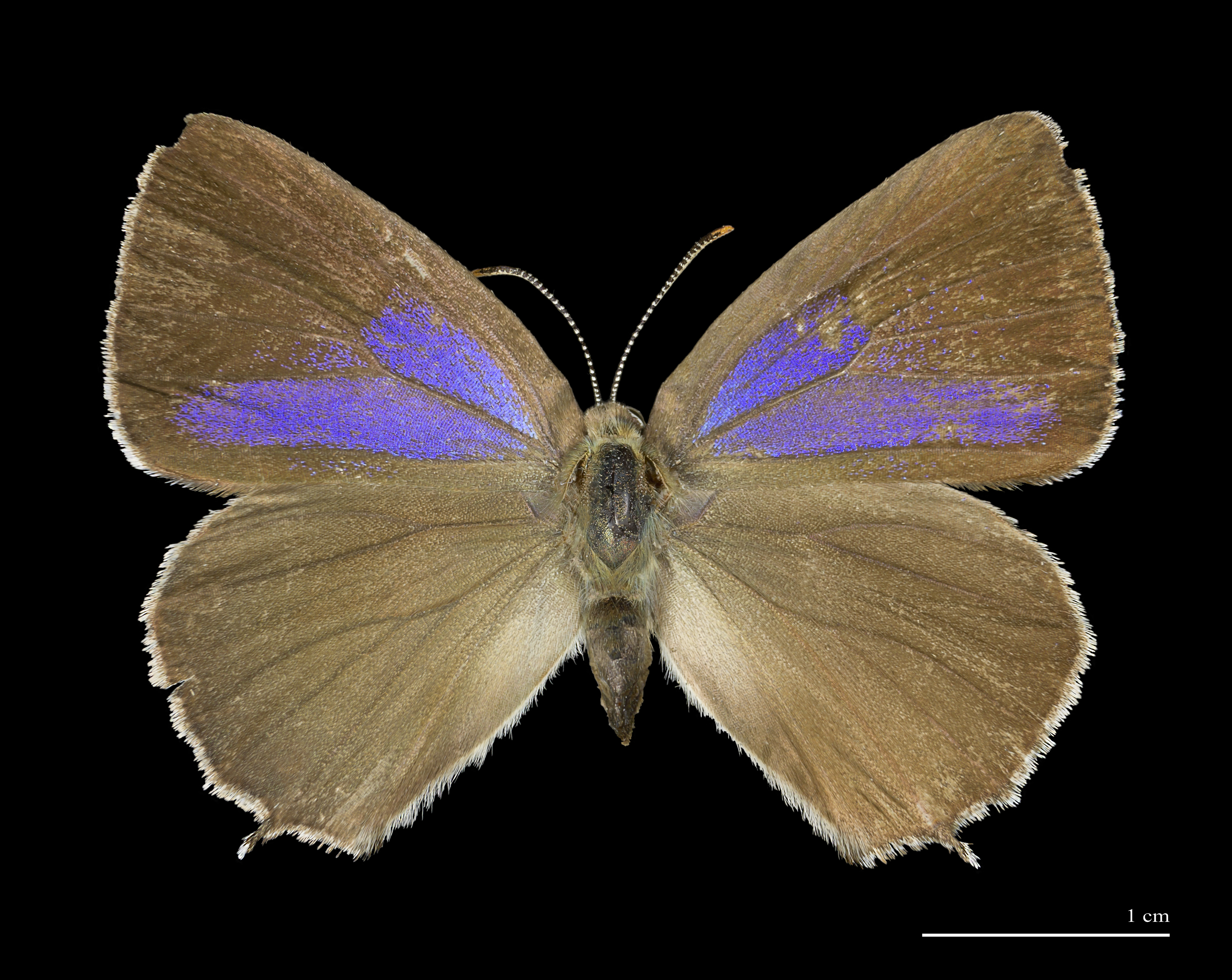
Зефир дубовый

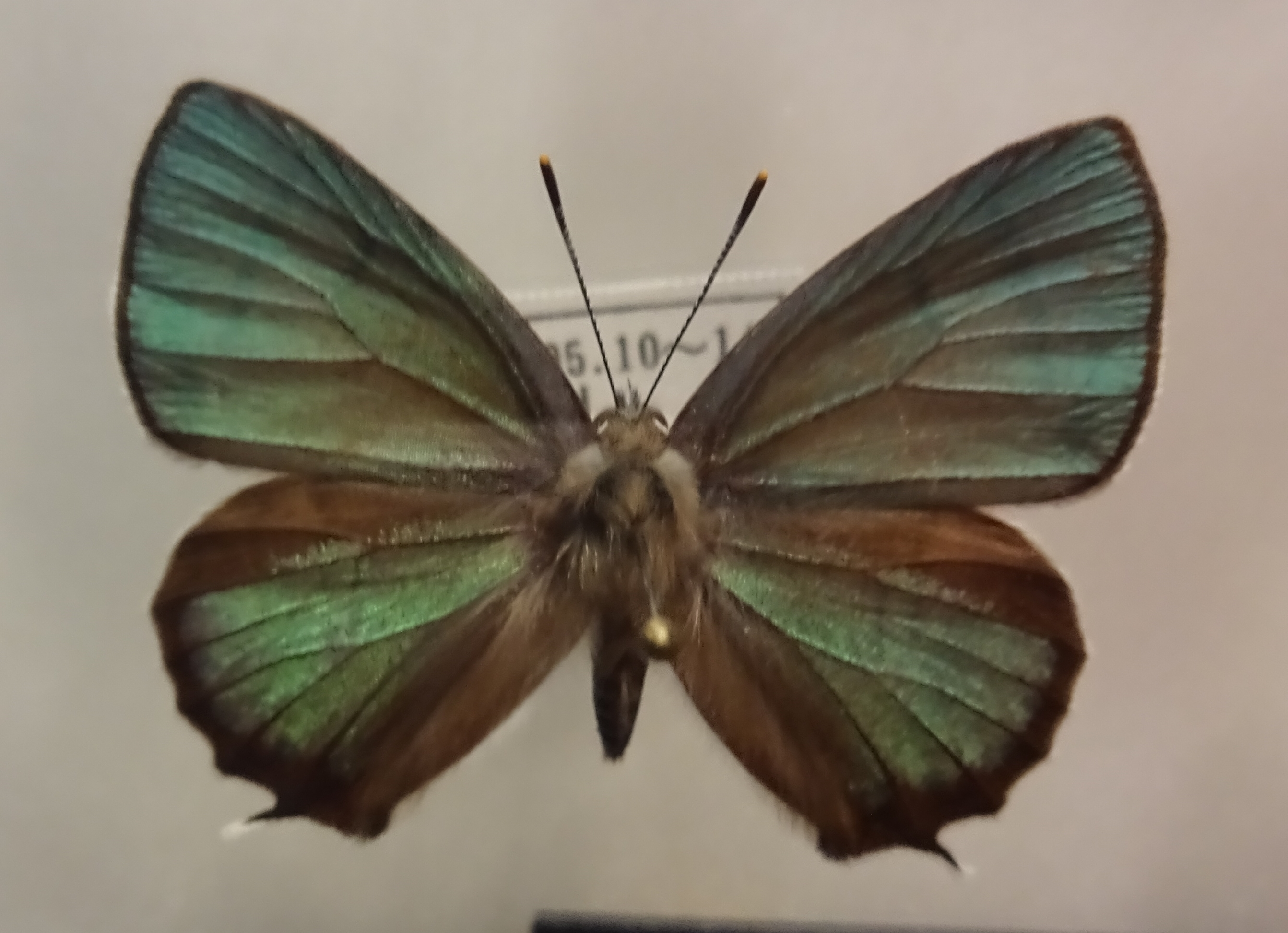
Зефир сапфировый

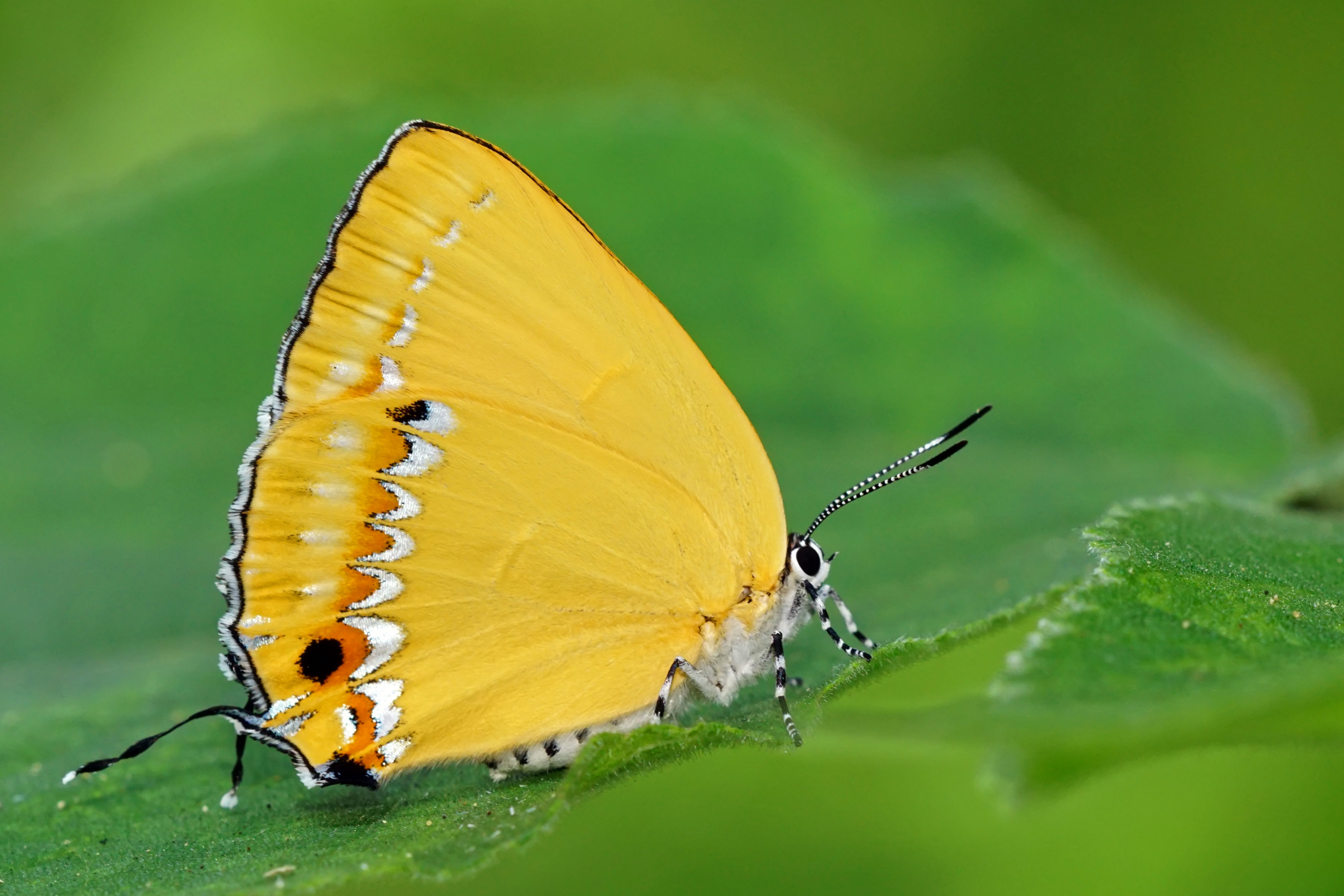
Зефир Янковского

- Antigius attilia (Bremer, 1861) — Зефир полосатый, или аттилия
- Antigius butleri (Fenton, [1882]) — Зефир Батлера

- Antigius butleri oberthueri (Butler, [1882])

Araragi
- Araragi enthea (Janson, 1877) — Зефир ореховый

Artopoetes
- Artopoetes pryeri (Murray, 1873) — Зефир Прайера

- Artopoetes pryeri continentalis Shirozu, 1952

Coreana
- Coreana raphaelis (Oberthür, 1880) — Зефир Рафаэля

Favonius
Favonius (Favonius)
- Favonius aquamarinus (Dubatolov & Sergeev, 1987) — Зефир аквамариновый
- Favonius cognatus (Staudinger, 1892) — Зефир широкополосный
- Favonius jezoensis (Matsumura, 1915) — Зефир хоккайдский
- Favonius korshunovi (Dubatolov & Sergeev, 1982) — Зефир Коршунова
- Favonius orientalis (Murray, 1875) — Зефир восточный
- Favonius taxila (Bremer, 1861) — Зефир таксила или зефир золотистый
- Favonius ultramarinus (Fixsen, 1887) — Зефир ультрамариновый

Favonius (Tasogare)
- Favonius saphirinus (Staudinger, 1887) — Зефир сапфировый

Favonius (Quercusia)
- Favonius quercus (Linnaeus, 1758) — Зефир дубовый

Goldia
- Goldia pacifica (Dubatolov & Korshunov, 1984) — Зефир тихоокеанский

Japonica
Japonica (Japonica)
- Japonica onoi Murayama, 1953 — Зефир опалённый

- Japonica onoi inomatai Fujioka, 1993

- Japonica lutea (Hewitson, [1865]) — Зефир желтоватый

- Japonica lutea dubatolovi Fujioka, 1993
- Japonica lutea lutea (Hewitson, [1865])

Japonica (Yuhbae)
- Japonica saepestriata (Hewitson, [1865]) — Зефир пятнистый

Neozephyrus
Neozephyrus (Neozephyrus)
- Neozephyrus japonica (Murray, 1875) — Зефир японский, или ольховый

- Neozephyrus japonica regina (Butler, 1881)

Neozephyrus (Chrysozephyrus)
- Neozephyrus brillantinus (Staudinger, 1887) — Зефир бриллиантовый
- Neozephyrus smaragdinus (Bremer, 1861) — Зефир изумрудный

Protantigius
- Protantigius superans (Oberthür, 1914) — Зефир превосходный

- Protantigius superans ginzii (Seok, 1936)

Shirozua
- Shirozua jonasi (Janson, 1877) — Зефир оранжевый, или зефир Джонаса

Thecla
- Thecla betulae (Linnaeus, 1758) — Зефир берёзовый
- Thecla betulina Staudinger, 1887 — Зефир яблоневый

Ussuriana
- Ussuriana michaelis (Oberthür, 1880) — Зефир Янковского
- Ussuriana stygiana (Butler, 1881) — Зефир стигиана

Wagimo
- Wagimo signata (Butler, 1881) — Зефир дубовый восточный

- Wagimo signata quercivora (Staudinger, 1887)

#### Deudorigini
Rapala

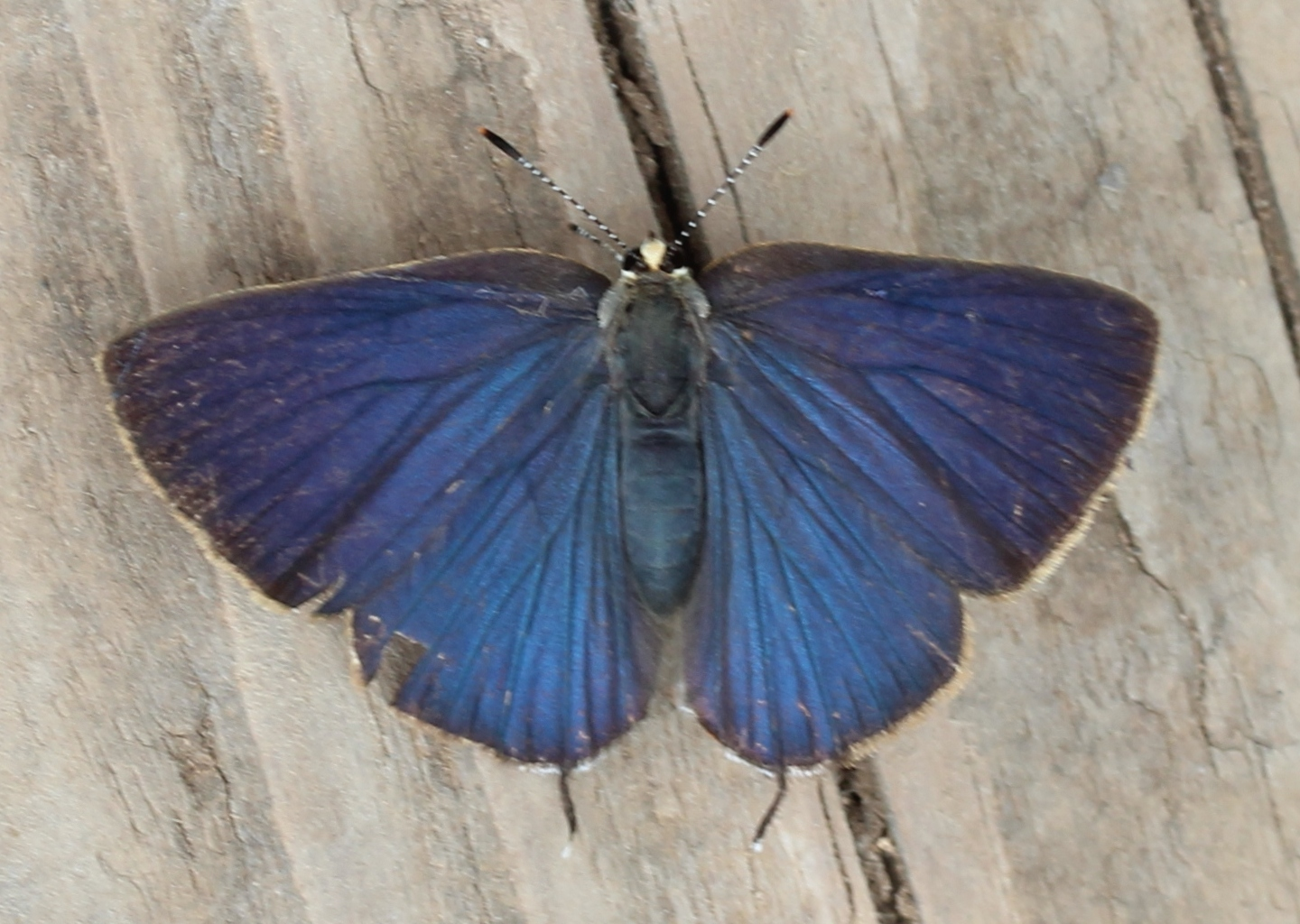
Рапала фиолетовая

- Rapala arata (Bremer, 1861) — Рапала фиолетовая
- Rapala caerulea (Bremer et Gray, 1853) — Рапала лазурная, или Бидаспа

#### Хвостатки (Eumaeini)

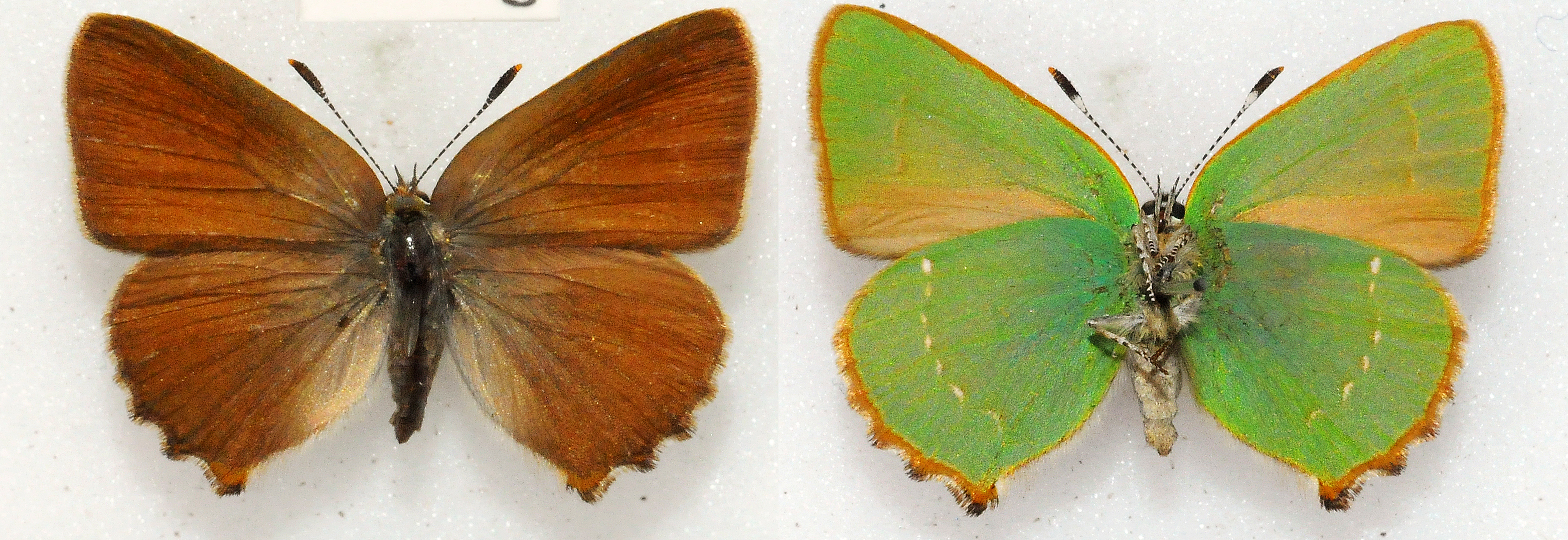
Малинница

Ahlbergia. Принимая во внимание разнообразие североамериканских Callophrys, правильнее считать не более, чем подродом Callophrys.
- Ahlbergia aleucopuncta Johnson, 1992. Принципиальных отличий от Ahlbergia frivaldszkyi (Lederer, 1853) нет.
- Ahlbergia frivaldszkyi (Lederer, 1853) — Голубянка Фривальдского
- Ahlbergia korea Johnson, 1992 — Голубянка корейская. В настоящее время считается континентальным подвидом Ahlbergia ferrea (Butler, 1866)
- Ahlbergia tricaudata Johnson, 1992 — Голубянка трёххвостая. Принципиальных отличий от Ahlbergia frivaldszkyi (Lederer, 1853) нет.

Callophrys 
- Callophrys butlerovi Migranov, 1991 — Зеленушка Бутлерова
- Callophrys chalybeitincta Sovinsky, 1905 — Зеленушка стальная

- Callophrys chalybeitincta chalybeitincta Sovinsky, 1905
- Callophrys chalybeitincta eitschbergeri Dantchenko, 2000

- Callophrys rubi (Linnaeus, 1758) — Малинница
- Callophis suaveola (Staudinger, 1881)

Neolycaena
- Neolycaena davidi (Oberthür, 1881) — Голубянка Давида
- Neolycaena falkovitchi Zhdanko & Korshunov, 1985 — Голубянка Фальковича
- Neolycaena davidi (Oberthür, 1881)
- Neolycaena irkuta Zhdanko, 1996
- Neolycaena rhymnus (Eversmann, 1832) — Голубянка римн

Satyrium
Satyrium (Armenia)
- Satyrium ledereri  (Boisduval, 1848) — Хвостатка Ледерера
- Satyrium hyrcanica  (Riley, 1939) — Хвостатка гирканская. На территории России, скорее всего, отсутствует.

Satyrium (Fixsenia)
- Satyrium herzi (Fixsen, 1887) — Хвостатка Герца
- Satyrium pruni (Linnaeus, 1758) — Хвостатка сливовая

Satyrium (Nordmannia)
- Satyrium abdominalis  (Gerhard, 1882) — Хвостатка абдоминалис
- Satyrium acaciae (Fabricius, 1787) — Хвостатка акациевая
- Satyrium eximia (Fixsen, 1887) — Хвостатка исключительная
- Satyrium ilicis (Esper, [1779]) — Хвостатка падубовая
- Satyrium latior (Fixsen, 1887) — Хвостатка крушиновая
- Satyrium prunoides (Staudinger, 1887) — Хвостатка спирейная
- Satyrium runides  (Zhdanko, 1990). Скорее всего, конспецифичен Satyrium prunoides (Staudinger, 1887)
- Satyrium spini (Fabricius, 1787) — Хвостатка терновая
- Satyrium w-album (Knoch, 1782) — Хвостатка W-белое

- Satyrium w-album fentoni (Butler, 1881)
- Satyrium w-album w-album (Knoch, 1782)

#### Tomarini
Tomares

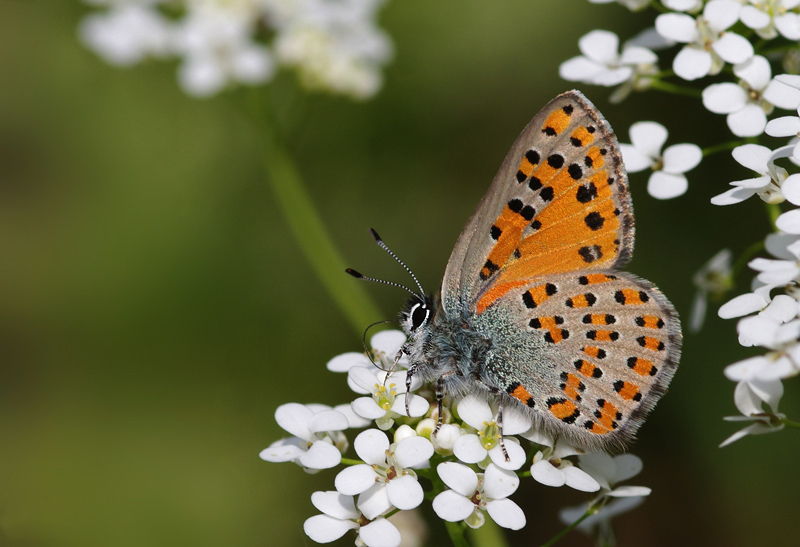
Томарес Ногеля

- Tomares callimachus (Eversmann, 1848) — Томарес каллимах
- Tomares nogelii (Herrich-Schäffer, [1851]) — Томарес Ногеля
- Tomares romanovi  (Christoph, 1882) — Томарес Романова

### Червонцы (Lycaeninae)
Athamanthia
- Athamanthia dimorpha (Staudinger, 1881)
- Athamanthia japhetica (Nekrutenko & Effendi, 1983) — Атамантия яфетская

Lycaena
Lycaena (Lycaena)
- Lycaena helle ([Denis & Schiffermüller], 1775) — Червонец Гелла

- Lycaena helle helle ([Denis & Schiffermüller], 1775)

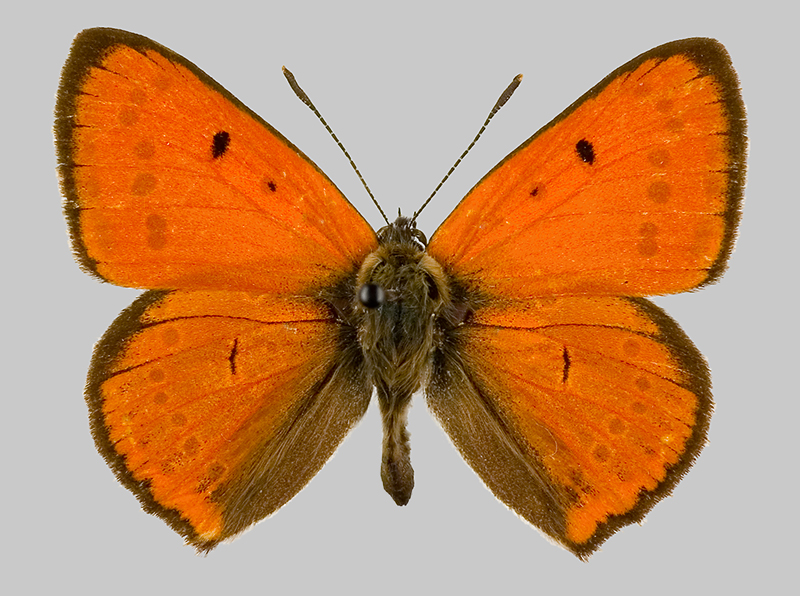
Червонец непарный

- Lycaena helle phintonis (Fruhstorfer, 1910)

- Lycaena phlaeas (Linnaeus, 1761) — Червонец пятнистый

- Lycaena phlaeas chinensis (Felder, 1862)
- Lycaena phlaeas daimio (Courvoisier, 1909)
- Lycaena phlaeas phlaeas (Linnaeus, 1761)
- Lycaena phlaeas polaris (Courvoisier, 1911)

Lycaena (Heodes)
- Lycaena alciphron (Rottemburg, 1775) — Червонец альцифрон

- Lycaena alciphron alciphron (Rottemburg, 1775)
- Lycaena alciphron melibea (Staudinger, 1878)

- Lycaena candens (Herrich-Schäffer, [1844]) — Червонец балканский
- Lycaena tityrus (Poda, 1761) — Червонец чернопятнистый
- Lycaena virgaureae (Linnaeus, 1758) — Червонец огненный

- Lycaena virgaureae lena (Kurentzov, 1970)
- Lycaena virgaureae virgaureae (Linnaeus, 1758)
- Lycaena virgaureae virgaureola (Staudinger, 1892)

Lycaena (Palaeochrysophanus)
- Lycaena hippothoe (Linnaeus, 1761) — Червонец щавелевый

- Lycaena hippothoe amurensis (Staudinger, 1892)
- Lycaena hippothoe hippothoe (Linnaeus, 1761)
- Lycaena hippothoe sajana (W.Koshantschikov, 1923)

Lycaena (Thersamolycaena)
- Lycaena dispar (Haworth, 1802) — Червонец непарный

- Lycaena dispar auratus (Leech, 1887)
- Lycaena dispar rutilus (Werneburg, 1864)

- Lycaena violaceus (Staudinger, 1892) — Червонец фиолетовый

Lycaena (Thersamonia)
- Lycaena thersamon (Esper, [1784]) — Червонец блестящий

### Настоящие голубянки (Polyommatinae)

#### Niphandini
Niphanda
- Niphanda fusca (Bremer & Grey, 1852) — Нифанда тёмная

#### Polyommatini
Секции приводятся по: Eliot, 1973
- Секция Lampides

Lampides
- Lampides boeticus (Linnaeus, 1767) — Голубянка гороховая

- Секция Leptotes

Leptotes
- Leptotes pirithous (Linnaeus, 1767) — Голубянка пирифой

- Секция Castalius

Tarucus
- Tarucus balcanicus (Freyer, 1844)

- Секция Everes

Cupido
Cupido (Cupido)

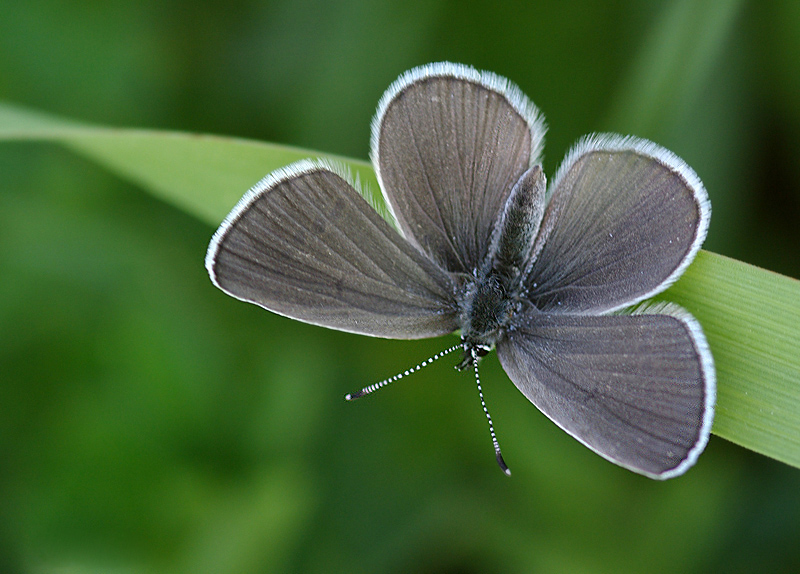
Голубянка карликовая

- Cupido minimus (Fuessly, 1775) — Голубянка карликовая

- Cupido minimus happensis (Matsumura, 1775)
- Cupido minimus minimus (Fuessly, 1775)
- Cupido minimus pilyachuch Kosterin & P.Gorbunov, 2007

- Cupido osiris (Meigen, 1829) — Голубянка осирис

Cupido (Everes)
- Cupido alcetas (Hoffmannsegg, 1804) — Голубянка альцет
- Cupido argiades (Pallas, 1771) — Голубянка аргиад

- Cupido argiades argiades (Pallas, 1771)
- Cupido argiades hellotia (Ménétriès, 1857)

- Cupido decoloratus (Staudinger, 1886) — Голубянка блеклая

Tongeia
- Tongeia fischeri (Eversmann, 1843) — Голубянка Фишера

- Tongeia fischeri caudalis (Bryk, 1946)
- Tongeia fischeri dea Zhdanko, 2000
- Tongeia fischeri doroshkini Yakovlev, 2003
- Tongeia fischeri fischeri (Eversmann, 1843)
- Tongeia fischeri sachalinensis (Matsumura, 1925)

- Секция Lycaenopsis

Celastrina
- Celastrina argiolus (Linnaeus, 1758) — Голубянка крушинная

- Celastrina argiolus argiolus (Linnaeus, 1758)
- Celastrina argiolus bieneri Forster, 1941

- Celastrina fedoseevi Korshunov & Ivonin, 1990 — Голубянка Федосеева
- Celastrina ladonides (de l’Orza, 1867) — Голубянка приморская, или ладоноподобная

- Celastrina ladonides ladonides (de l’Orza, 1867)
- Celastrina ladonides sachalinensis Esaki, 1922

- Celastrina phellodendroni  Omelko et Omelko, 1987 — Голубянка бархатная
- Celastrina sugitanii (Matsumura, 1919)

Maslowskia
- Maslowskia filipjevi (Riley, 1934) — Голубянка Филипьева
- Maslowskia oreas (Leech, 1893) — Голубянка ореас

- Секция Glaucopsyche

Glaucopsyche

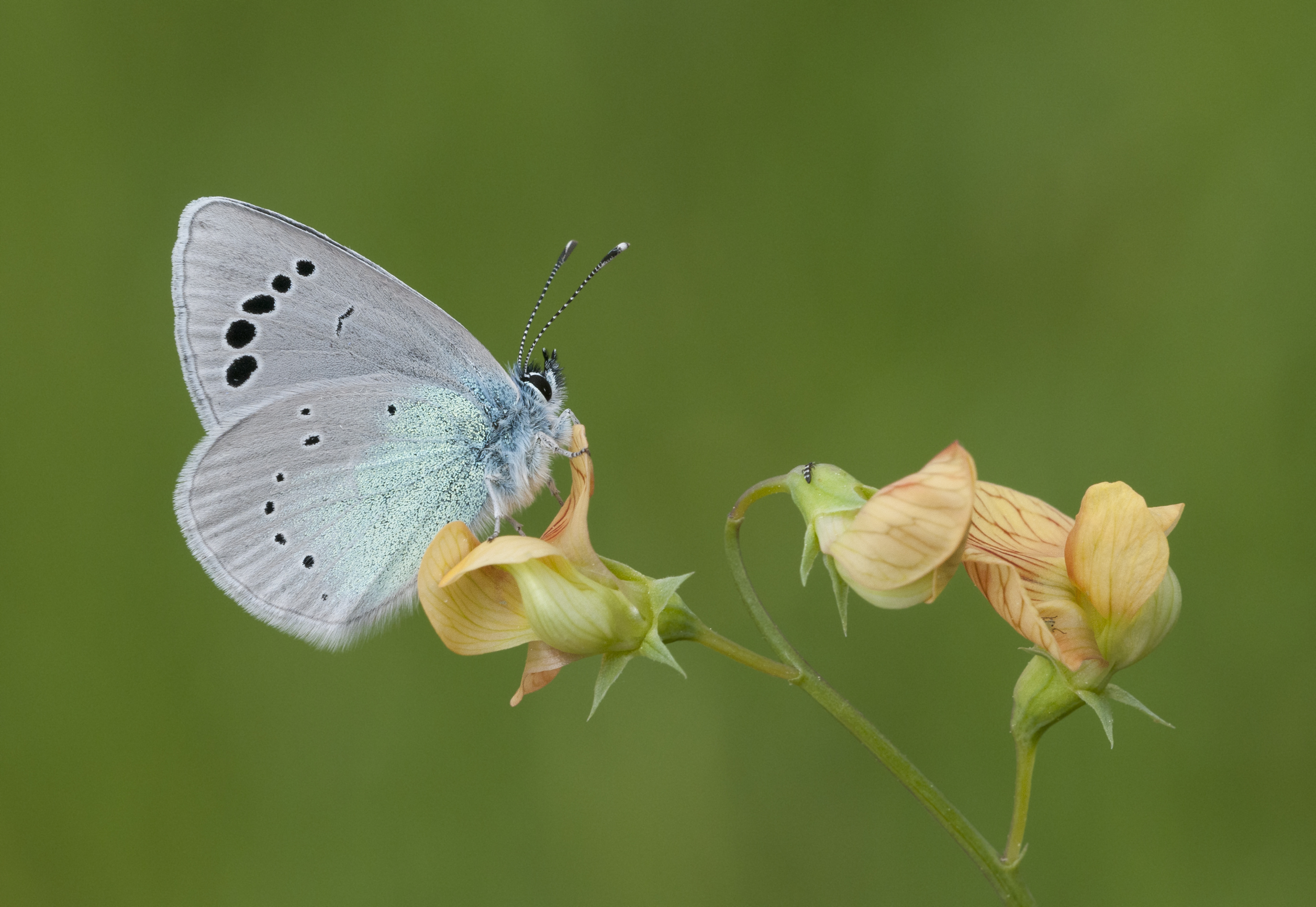
Голубянка алексис

- Glaucopsyche alexis (Poda, 1761) — Голубянка алексис
- Glaucopsyche argali (Elwes, 1899) — Голубянка Аргали
- Glaucopsyche laetifica  (Püngeler, 1898) — Голубянка радостная. На территории России обитание крайне маловероятно.
- Glaucopsyche lycormas (Butler, 1866) — Голубянка ликорм

- Glaucopsyche lycormas lederi (Bang-Haas, 1907)
- Glaucopsyche lycormas scylla (Staudinger, 1880)
- Glaucopsyche lycormas tomariana (Matsumura, 1928)

- Glaucopsyche lygdamus (Doubleday, 1841)

- Glaucopsyche lygdamus kurnakovi (Kurentzov, 1970)

Phengaris

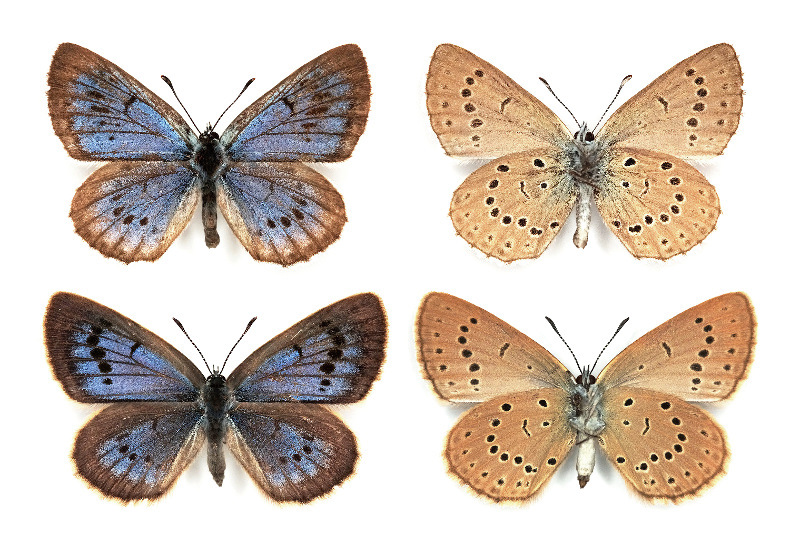
Голубянка точечная

- Phengaris arion (Linnaeus, 1758) — Голубянка арион
- Phengaris cyanecula (Eversmann, 1848) — Голубянка блестящая. Часто рассматривается только как подвид Phengaris arion (Linnaeus, 1758)

- Phengaris arion ussuriensis (Sheljuzhko, 1928)

- Phengaris arionides (Staudinger, 1887)
- Phengaris alcon ([Denis & Schiffermüller], 1775) — Голубянка алькон

- Phengaris alcon alcon ([Denis & Schiffermüller], 1775)
- Phengaris alcon kondakovi (Kurentzov, 1970)

- Phengaris kurentzovi (Sibatani, Saigusa & Hirowatari, 1994) — Голубянка Куренцова

- Phengaris kurentzovi daurica (Dubatolov, 1999)
- Phengaris kurentzovi kurentzovi (Sibatani, Saigusa & Hirowatari, 1994)

- Phengaris nausithous (Bergstrasser, 1779) — Голубянка черноватая
- Phengaris teleius (Bergstrasser, 1779) — Голубянка точечная

- Phengaris teleius euphemia (Staudinger, 1887)
- Phengaris teleius obscurata (Staudinger, 1892)
- Phengaris teleius ogumae (Matsumura, 1910)
- Phengaris teleius teleius (Bergstrasser, 1779)

Pseudophilotes
- Pseudophilotes anthracias (Christoph, 1877) — Голубянка угольная. Обычно относится к роду Praephilotes.
- Pseudophilotes bavius (Eversmann, 1832) — Голубянка бавий
- Pseudophilotes jacuticus Korshunov & Viidalерр, 1980 — Голубянка якутская
- Pseudophilotes vicrama (Moore, 1865) — Голубянка викрама

- Pseudophilotes vicrama schiffermuelleri Hemming, 1929

Scolitantides 
- Scolitantides orion (Pallas, 1771) — Голубянка орион

- Scolitantides orion orion (Pallas, 1771)
- Scolitantides orion ornata (Staudinger, 1892)

Shijimiaeoides
- Shijimiaeoides divina (Fixsen, 1887) — Голубянка чудесная, или божественная

- Shijimiaeoides divina asahii Fujioka, 2007
- Shijimiaeoides divina divina (Fixsen, 1887)

Turanana
- Turanana mystica  Morgun et Tikhonov, 2010 — Голубянка загадочная

- Секция Polyommatus

Agriades
Agriades (Agriades)
- Agriades glandon (de Prünner, 1798) — Голубянка гландон, или скальная

- Agriades glandon aquilo Boisduval, 1832
- Agriades glandon diodorus Bremer, 1861
- Agriades glandon saluki Churkin, 2005
- Agriades glandon wosnesenskii (Menetries, 1855)

- Agriades pyrenaicus (Boisduval, 1840) — Голубянка пиренейская

- Agriades pyrenaicus ergane Higgins, 1981
- Agriades pyrenaicus latedisjunctus Alberti, 1973

Agriades (Albulina)
- Agriades orbitulus (de Prünner, 1798)

- Agriades orbitulus orbitulus (de Prünner, 1798)
- Agriades orbitulus pheretimus (Staudinger, 1892)

Agriades (Vacciniina)
- Agriades optilete (Knoch, 1781) — Голубянка торфяниковая

Aricia

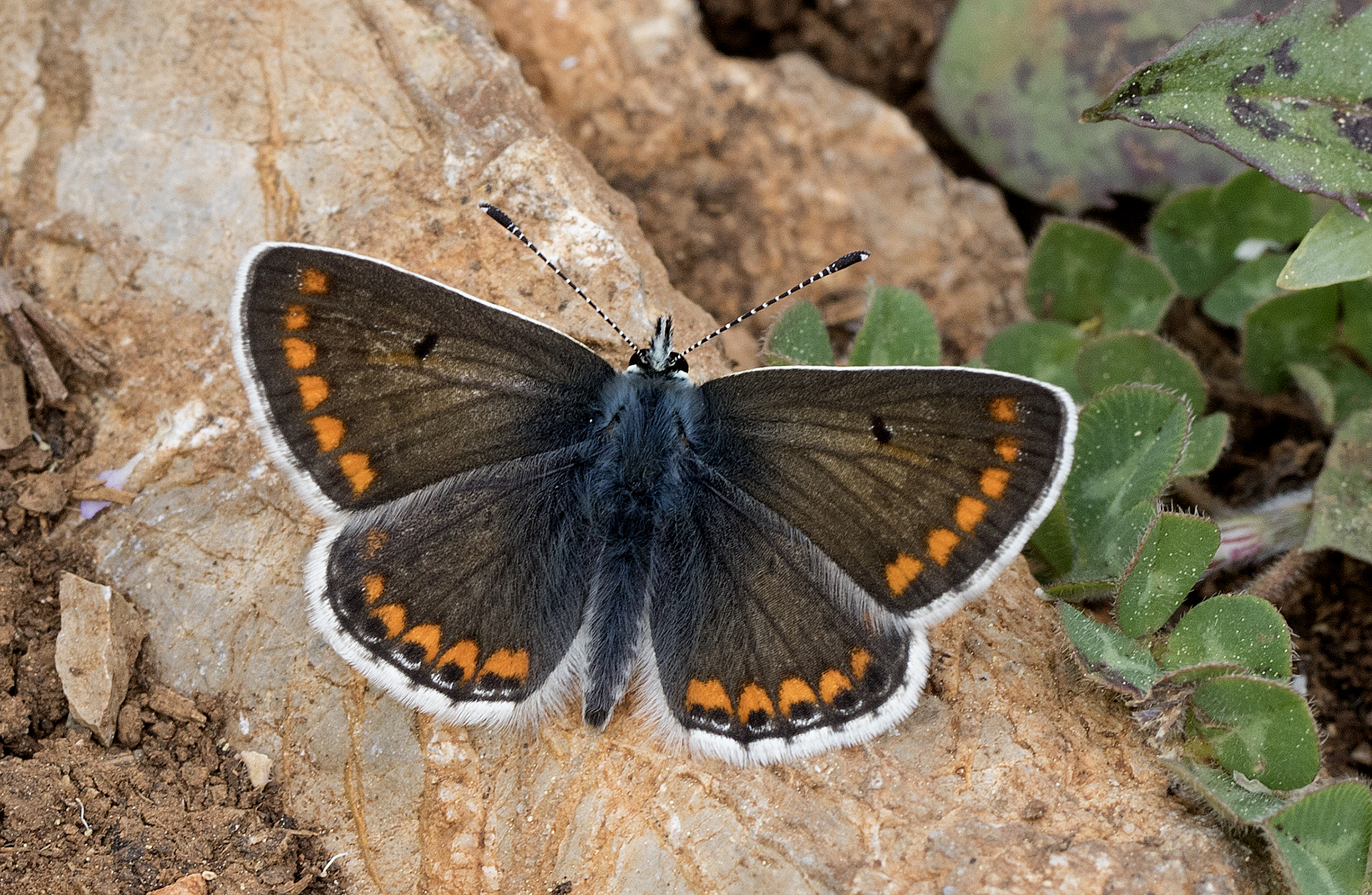
Голубянка артаксеркс

- Aricia agestis ([Denis & Schiffermüller], 1775) — Голубянка бурая
- Aricia anteros (Freyer, 1838) — Голубянка антерос

- Aricia anteros dombaiensis Alberti, 1969

- Aricia artaxerxes (Fabricius, 1793) — Голубянка артаксеркс

- Aricia artaxerxes allous (Geyer, 1837)
- Aricia artaxerxes mandzhuriana (Obraztsov, 1935)
- Aricia artaxerxes sachalinensis (Matsumura, 1919)
- Aricia artaxerxes sheljuzhkoi (Obraztsov, 1935)
- Aricia artaxerxes strandi (Obraztsov, 1935)

- Aricia chinensis (Murray, 1874) — Голубянка китайская
- Aricia nicias (Meigen, 1830) — Голубянка никий

- Aricia nicias borsippa (Fruhstorfer, 1915)
- Aricia nicias nicias (Meigen, 1830)

- Aricia teberdina (Sheljuzhko, 1934) — Голубянка тебердинская

Cyaniris
- Cyaniris bellis (Freyer, 1842)
- Cyaniris semiargus (Rottemburg, 1775) — Голубянка семиаргус

- Cyaniris semiargus altaianus (Tutt, 1909)
- Cyaniris semiargus amurensis (Staudinger, 1892)
- Cyaniris semiargus pavlovi (Kurentzov, 1970)
- Cyaniris semiargus semiargus (Rottemburg, 1775)

Eumedonia
- Eumedonia eumedon (Esper, [1780]) — Голубянка эвмед

- Eumedonia eumedon albica Dubatolov, 1997
- Eumedonia eumedon eumedon (Esper, [1780])
- Eumedonia eumedon fylgides (P.Gorbunov, 1995)
- Eumedonia eumedon modesta Nekrutenko, 1972

Kretania
- Kretania eurypilus (Freyer, 1851) — Голубянка эврипил

- Kretania eurypilus eurypilus (Freyer, 1851)
- Kretania eurypilus zamotajlovi Shchurov & Lukhtanov, 2001

- Kretania ordubadi (Forster, 1939) — Голубянка Ордубади. Нахождение на территории России маловероятно.
- Kretania pylaon (Fischer von Waldheim, 1832) — Голубянка Пилаон

- Kretania pylaon katunensis (Balint & Lukhtanov, 1990)
- Kretania pylaon pylaon (Fischer von Waldheim, 1832)

- Kretania sephirus (Frivaldszky, 1835) — Голубянка зефир

- Kretania sephirus abchasicus (Nekrutenko, 1975)
- Kretania sephirus sephirus (Frivaldszky, 1835)

- Kretania zephyrinus (Christoph, 1884) — Голубянка зефиринус. На территории России представлен подвидом, иногда трактуемым в качестве самостоятельного вида Kretania stekolnikovi Stradomsky et Tikhonov, 2015
- Kretania stekolnikovi Stradomsky et Tikhonov, 2015 — Голубянка Стекольникова. Часто рассматривается как подвид Kretania zephyrinus (Christoph, 1884)

Patricius
- Patricius luciferus (Staudinger, 1867) — Голубянка люцифер

Plebejidea
Plebejidea (Plebejidea)
- Plebejidea loewii (Zeller, 1847) — Голубянка Лёва

- Plebejidea loewii dzhemagati (Sheljuzhko, 1934)

Plebejidea (Glabroculus)
-  Plebejidea cyane (Eversmann, 1837) — Голубянка Киана

Plebejus
Plebejus (Plebejus)
- Plebejus argus (Linnaeus, 1758) — Голубянка аргус

- Plebejus argus argus (Linnaeus, 1758)
- Plebejus argus coreanus (Tutt, 1908)
- Plebejus argus pseudaegon (Butler, 1881)

Plebejus (Lycaeides)
- Plebejus argyrognomon (Bergstrasser, [1779]) — Голубянка аргирогномон

- Plebejus argyrognomon argyrognomon (Bergstrasser, [1779])
- Plebejus argyrognomon transbaikalensis (Kurentzov, 1970)
- Plebejus argyrognomon mongolica (Rühl, 1893)
- Plebejus argyrognomon ussurica (Forster, 1936)

- Plebejus idas (Linnaeus, 1761) — Голубянка идас

- Plebejus idas barabash (Churkin & Zhdanko, 2003)
- Plebejus idas boreas (Balint, 1989)
- Plebejus idas cleobis (Bremer, 1861)
- Plebejus idas idas (Linnaeus, 1761)
- Plebejus idas imanishii (Takeuchi, 1936)
- Plebejus idas polaris (Nordström, 1928)
- Plebejus idas sailjugemicus (Zhdanko & Samodurov, 1999)
- Plebejus idas saldaitisi (Churkin & Zhdanko, 2003)
- Plebejus idas tancrei (Graeser, 1888)
- Plebejus idas verchojanicus (Kurentzov, 1970)
- Plebejus idas subsolanus Eversmann, 1851 — Голубянка восточная

- Plebejus maracandicus (Erschoff, 1874) — Голубянка самаркандская

- Plebejus maracandicus caspicus (Forster, 1936)
- Plebejus maracandicus maracandicus (Erschoff, 1874)

Polyommatus
Polyommatus (Lysandra)

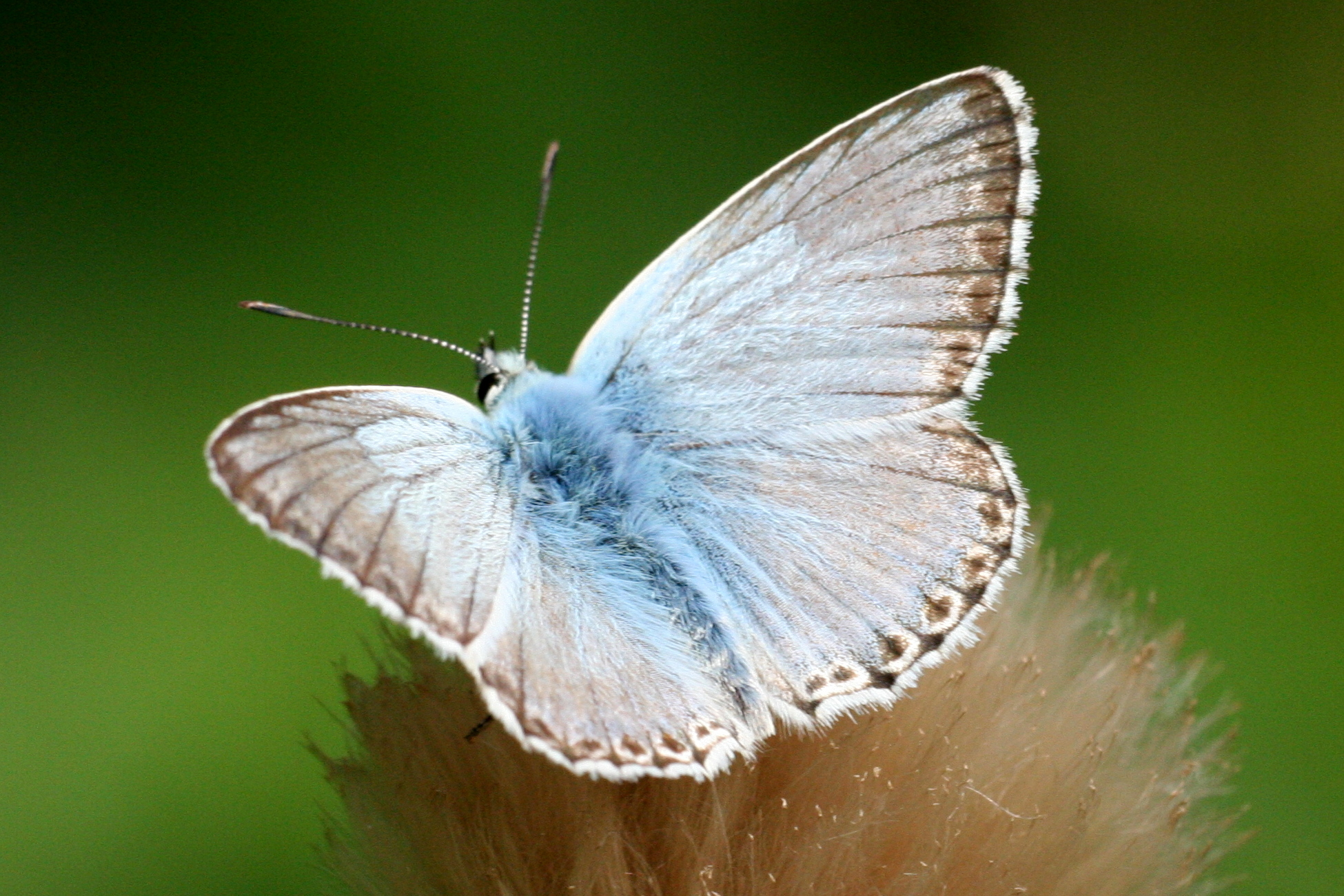
Голубянка коридон

- Polyommatus bellargus (Rottemburg, 1775) — Голубянка красивая
- Polyommatus coridon (Poda, 1761) — Голубянка коридон
- Polyommatus corydonius (Herrich-Schäffer, [1852]) — Голубянка коридоний

- Polyommatus corydonius arzanovi (Stradomsky & Shchurov, 2005)
- Polyommatus corydonius ciscaucasica (Jachontov, 1914)
- Polyommatus corydonius melamarina (Dantchenko, 2000)
- Polyommatus corydonius sheikh (Dantchenko, 2000)

Polyommatus (Meleageria)
- Polyommatus daphnis ([Denis & Schiffermüller], 1775) — Голубянка дафнис

Polyommatus (Neolysandra)
- Polyommatus coelestinus (Eversmann, 1843) — Голубянка небесная

- Polyommatus coelestinus alticola (Christoph, 1886)
- Polyommatus coelestinus coelestinus (Eversmann, 1843)

Polyommatus (Plebicula)
- Polyommatus dorylas ([Denis & Schiffermüller], 1775) — Голубянка дорилей

Polyommatus (Polyommatus)
- Polyommatus amandus (Schneider, 1792) — Голубянка аманда

- Polyommatus amandus amandus (Schneider, 1792)
- Polyommatus amandus amurensis (Staudinger, 1901)
- Polyommatus amandus orientalis (Staudinger, 1892)

- Polyommatus tsvetajevi (Kurentzov, 1970) — Голубянка Цветаева Может рассматриваться подвидом Polyommatus amoratus (Alpheraky, 1897)
- Polyommatus boisduvalii (Herrich-Schäffer, 1843)
- Polyommatus elena Stradomsky & Arzanov, 1999 — Голубянка Елены
- Polyommatus eros (Ochsenheimer, [1808]) — Голубянка эрос

- Polyommatus eros extremiorientalis (Kurentzov, 1970)
- Polyommatus eros kamtshadalis (Sheljuzhko, 1933)
- Polyommatus eros meoticus Zhdanko & Shchurov, 1998
- Polyommatus eros tshetverikovi Nekrutenko, 1977

- Polyommatus erotides (Staudinger, 1892) — Голубянка эротида. Может рассматриваться подвидом Polyommatus eros

- Polyommatus erotides erotides (Staudinger, 1892)
- Polyommatus erotides pacificus Stradomsky & Tuzov, 2006

- Polyommatus icadius (Grum-Grshimailo, 1890) — Голубянка икадий

- Polyommatus icadius cicero Ivonin & Kosterin, 2000

- Polyommatus icarus (Rottemburg, 1775) — Голубянка икар

- Polyommatus icarus ammosovi (Kurentzov, 1970)
- Polyommatus icarus fuchsi (Shaljuzhko, 1928)
- Polyommatus icarus icarus (Rottemburg, 1775)
- Polyommatus icarus omelkoi Dubatolov et Korshunov, 1995

Polyommatus (Thersitesia)
- Polyommatus thersites (Cantener, 1835) — Голубянка терсит

Polyommatus (Agrodiaetus)
- Polyommatus altivagans (Forster, 1956) — Голубянка высокогорная
- Polyommatus aserbeidschanus  (Forster, 1956) — Голубянка азербайджанская. Обитание на территории России крайне маловероятно.
- Polyommatus australorossicus Lukhtanov & Dantchenko, 2017
- Polyommatus dagestanicus (Forster, 1960)  — Голубянка дагестанская
- Polyommatus damocles (Herrich-Schäffer, [1844]) — Голубянка дамокл

- Polyommatus damocles damocles (Herrich-Schäffer, [1844])
- Polyommatus damocles krymaeus (Sheljuzhko, 1928)
- Polyommatus damocles rossicus (Dantchenko & Lukhtanov, 1993)

- Polyommatus damon ([Denis & Schiffermüller], 1775) — Голубянка дамон

- Polyommatus damon damon ([Denis & Schiffermüller], 1775)
- Polyommatus damon zhicharevi (Sovinsky, 1915)

- Polyommatus damone (Eversmann, 1841) — Голубянка дамона
- Polyommatus damone altaicus (Elwes, 1899)
- Polyommatus damone damone (Eversmann, 1841)
- Polyommatus damone irinae Dantchenko, 1997
- Polyommatus damone pljushtchi Lukhtanov & Budashkin, 1993
- Polyommatus demavendi (Pfeiffer, 1938) — Голубянка демавендская. Обитание на территории России крайне маловероятно.
- Polyommatus eriwanensis (Forster, 1960) — Голубянка ереванская. Обитание на территории России крайне маловероятно.
- Polyommatus lukhtanovi Dantchenko, 2004 — Голубянка Лухтанова. Обитание на территории России крайне маловероятно.
- Polyommatus ripartii (Freyer, 1830) — Голубянка Рипперта

- Polyommatus ripartii budashkini Kolev & De Prins, 1995
- Polyommatus ripartii rippartii (Freyer, 1830)

- Polyommatus shamil (Dantchenko, 2000) — Голубянка Шамиль Может рассматриваться подвидом Polyommatus yurinekrutenko
- Polyommatus yurinekrutenko Kocak, 1996 — Голубянка Некрутенко

## Риодиниды (Riodinidae)
Hamearis 

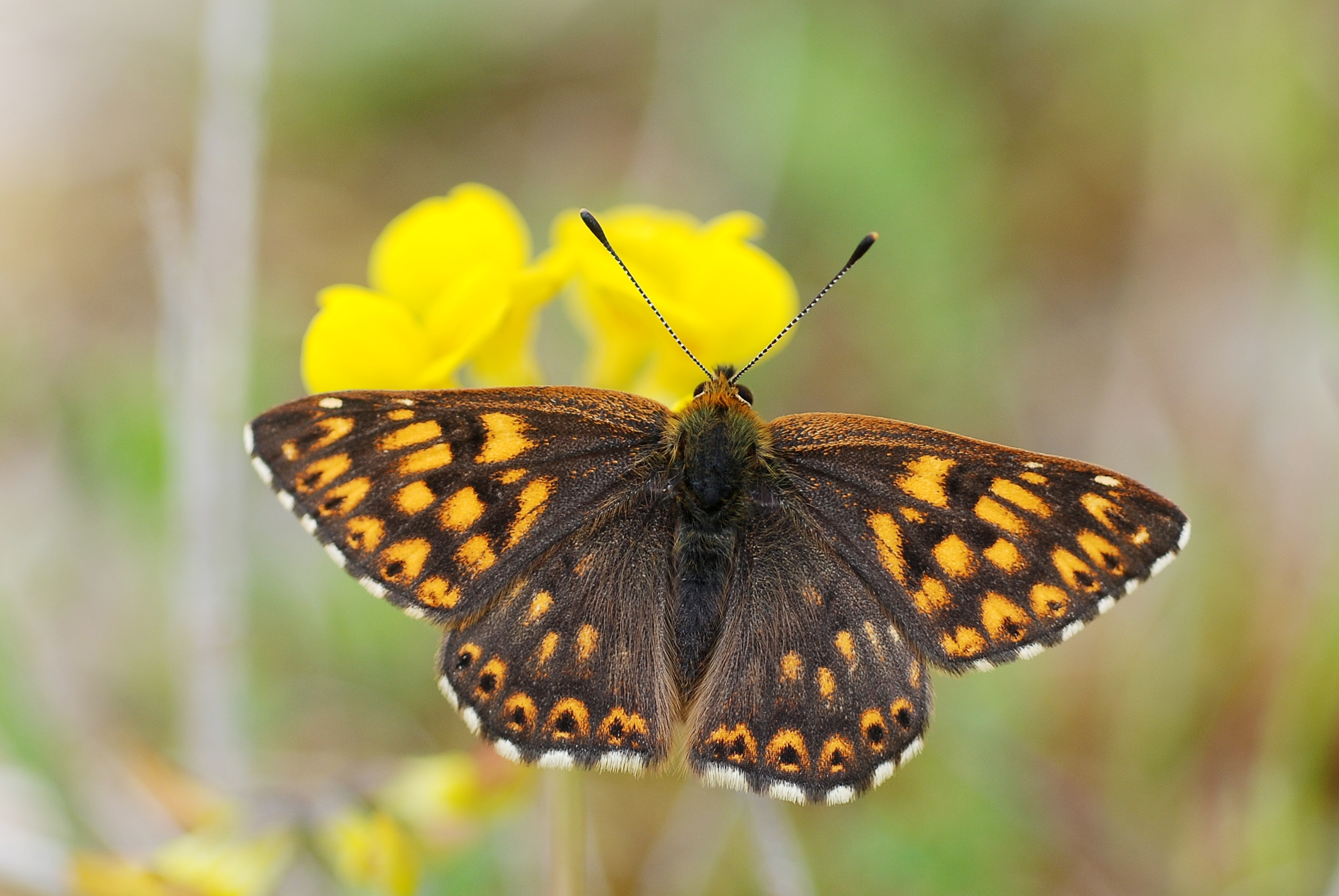
Люцина

- Hamearis lucina (Linnaeus, 1758) — Люцина

## Комментарии
1. ↑  Бо́льшая часть Крымского полуострова  является объектом территориальных разногласий между Россией, контролирующей спорную территорию, и Украиной, в пределах признанных большинством государств — членов ООН границ которой спорная территория находится. Согласно федеративному устройству России, на спорной территории Крыма располагаются субъекты Российской Федерации — Республика Крым и город федерального значения Севастополь. Согласно административному делению Украины, на спорной территории Крыма располагаются регионы Украины — Автономная Республика Крым и город со специальным статусом Севастополь.
2. ↑  По сообщению энтомолога Станислава Гордиенко, одна особь была поймана им в пионерлагере «Артек» в мае 1978 года. В настоящее время экземпляр утерян из-за пожара в 1995 года.
3. ↑  Ряд энтомологов выделяют данный таксон в ранге подсемейства Satyrinae в составе семейства нимфалид — именно в таком статусе рассматриваются представители данной группы в зарубежной литературе. На территории стран бывшего СССР на основании особенностей анатомии, за этой группой бабочек обычно сохраняют статус семейства
4. ↑  В первоописании вида существует два варианта написания видового эпитета: tarpeja (стр.171) и tarpeia (стр. 470). Первым ревизующим стали В. А. Лухтанов и У. Эйчбергер (Lukhtanov, Eitschberger, 2001), избравшие написание tarpeja в качестве правильного согласно латинской орфографии. Позднее в 2020 г. В.А.Лухтанов (Lukhtanov, Dubatolov, 2020) выбрал приоритетным название tarpeia как наиболее часто встречающееся в научных работах